# 9 Plätze – 9 Schätze

Bundesland heute

9 Plätze – 9 Schätze ist eine Unterhaltungssendung des ORF unter der Federführung der ORF-Landesstudios, die von Armin Assinger, seit 2015 gemeinsam mit Barbara Karlich, moderiert wird. Die Sendung wurde erstmals am Vorabend zum österreichischen Nationalfeiertag am 25. Oktober 2014 auf ORF 2 im Hauptabendprogramm ausgestrahlt – seit 2016 am Nationalfeiertag.

## Konzept und Geschichte
In einer von Armin Assinger und Barbara Karlich gemeinsam moderierten Live-Show werden am Nationalfeiertag aus neun Plätzen in ganz Österreich der schönste Platz gekürt. Die Plätze werden Anfang Oktober von den Zuschauern der Bundesland heute-Sendungen, aus drei Vorschlägen, per Telefonabstimmung ausgewählt.
Bei der Show werden die Plätze zunächst von dem jeweiligen „Bundesland heute“ Moderatoren und einem Prominenten in einer lockeren Runde, die von Armin Assinger geleitet wird, präsentiert. Danach bewerten die Prominenten in einem Juryvoting den vorgestellten Platz. Im Anschluss meldet sich Barbara Karlich aus dem Green Room, wo die angereisten Delegationen aus den Orten auf die Entscheidung warten.
Nachdem alle Plätze vorgestellt und von den Prominenten bewertet worden waren, bestimmt das Publikum per Televoting, welche Plätze auf das Stockerl kommen.
Die Sendung im Oktober 2020 wurde von bis zu 1,176 Millionen und durchschnittlich 1,101 Millionen Zusehern verfolgt, der Marktanteil betrug 32 Prozent. Die Sendung im Oktober 2021 erreichte 1,044 Millionen Zuschauer bei einem Marktanteil von 35 Prozent. Die Ausgabe im Oktober 2022 verfolgten durchschnittlich 959.000 Zuschauer bei einem Marktanteil von 33 Prozent. 2023 waren bis zu 1,131 Millionen und durchschnittlich 987.000 Seher dabei, der Marktanteil betrug 37 Prozent.
Im Jahr 2019 gab es einen Ableger mit dem Titel 9 Plätze – 9 Schätze: So gut isst Österreich, der von Barbara Karlich und Norbert Oberhauser moderiert wurde.
In Anlehnung an das ORF-Fernsehformat sucht Greenpeace 2024 im Rahmen der Initiative 9 Plätze, 9 Betonschätze die katastrophalsten Bausünden Österreichs.

## Überblick

### Erfolgsbilanz der Länder
| Platz | Bundesland       | 2014 | 2015 | 2016 | 2017 | 2018 | 2019 | 2020 | 2021 | 2022 | 2023 | 2024 | Anzahl | Anzahl | Anzahl | Anzahl |
| Platz | Bundesland       | 2014 | 2015 | 2016 | 2017 | 2018 | 2019 | 2020 | 2021 | 2022 | 2023 | 2024 | 1.     | 2.     | 3.     | Ges.   |
| ----- | ---------------- | ---- | ---- | ---- | ---- | ---- | ---- | ---- | ---- | ---- | ---- | ---- | ------ | ------ | ------ | ------ |
| 1.    | Vorarlberg       |      | 1.   |      | 1.   |      | 1.   |      | 1.   | 3.   |      |      | 4      |        | 1      | 5      |
| 2.    | Steiermark       | 1.   |      | 3.   |      | 3.   | 2.   | 1.   | 3.   | 1.   |      | 3.   | 3      | 1      | 4      | 8      |
| 3.    | Tirol            |      |      | 1.   |      | 2.   |      |      | 2.   |      |      |      | 1      | 2      |        | 3      |
| 4.    | Kärnten          |      |      |      |      |      |      | 3.   |      |      | 1.   |      | 1      |        | 1      | 2      |
| 5.    | Oberösterreich   |      |      |      |      | 1.   |      |      |      |      |      |      | 1      |        |        | 1      |
| 6.    | Salzburg         |      | 3.   |      | 2.   |      |      | 2.   |      | 2.   | 2.   | 1.   | 1      | 4      | 1      | 6      |
| 7.    | Niederösterreich |      | 2.   | 2.   | 3.   |      | 3.   |      |      |      | 3.   | 2.   |        | 3      | 3      | 6      |
| 8.    | Burgenland       |      |      |      |      |      |      |      |      |      |      |      |        |        |        |        |
| 8.    | Wien             |      |      |      |      |      |      |      |      |      |      |      |        |        |        |        |

### Top Drei pro Jahr
| Jahr | Platz | Platz/Ort                                                                           | Land             |
| ---- | ----- | ----------------------------------------------------------------------------------- | ---------------- |
| 2014 | 1.    | Grüner See Tragöß                                                                   | Steiermark       |
| 2015 | 1.    | Formarinsee und Rote Wand                                                           | Vorarlberg       |
| 2015 | 2.    | Schneebergbahn                                                                      | Niederösterreich |
| 2015 | 3.    | Lonka im Biosphärenpark Lungau                                                      | Salzburg         |
| 2016 | 1.    | Kaisertal                                                                           | Tirol            |
| 2016 | 2.    | Ötschergräben                                                                       | Niederösterreich |
| 2016 | 3.    | Weinweg der Sinne in Sankt Anna am Aigen                                            | Steiermark       |
| 2017 | 1.    | Körbersee                                                                           | Vorarlberg       |
| 2017 | 2.    | Habachtal in Bramberg am Wildkogel                                                  | Salzburg         |
| 2017 | 3.    | Ysperklamm                                                                          | Niederösterreich |
| 2018 | 1.    | Schiederweiher                                                                      | Oberösterreich   |
| 2018 | 2.    | Hintersteinersee und Walleralm                                                      | Tirol            |
| 2018 | 3.    | Schüsserlbrunn                                                                      | Steiermark       |
| 2019 | 1.    | Lünersee                                                                            | Vorarlberg       |
| 2019 | 2.    | Weingärten Hochgrail (Sankt Stefan ob Stainz)                                       | Steiermark       |
| 2019 | 3.    | Waldviertler Naturstauseen (Stausee Ottenstein, Stausee Dobra, Thurnberger Stausee) | Niederösterreich |
| 2020 | 1.    | Strutz-Mühle                                                                        | Steiermark       |
| 2020 | 2.    | Sulzbachtäler (Ober- und Untersulzbachtal)                                          | Salzburg         |
| 2020 | 3.    | Hemmaberg                                                                           | Kärnten          |
| 2021 | 1.    | Wiegensee                                                                           | Vorarlberg       |
| 2021 | 2.    | Gschnitztal                                                                         | Tirol            |
| 2021 | 3.    | Handwerkerdörfl in Pichla                                                           | Steiermark       |
| 2022 | 1.    | Friedenskircherl                                                                    | Steiermark       |
| 2022 | 2.    | Liechtensteinklamm                                                                  | Salzburg         |
| 2022 | 3.    | Üble Schlucht                                                                       | Vorarlberg       |
| 2023 | 1.    | Burg Landskron                                                                      | Kärnten          |
| 2023 | 2.    | Eisriesenwelt                                                                       | Salzburg         |
| 2023 | 3.    | Hardegg                                                                             | Niederösterreich |
| 2024 | 1.    | Gadaunerer Schlucht                                                                 | Salzburg         |
| 2024 | 2.    | Maria Taferl                                                                        | Niederösterreich |
| 2024 | 3.    | Giglachseen                                                                         | Steiermark       |

### Moderatoren
| Sender                 | Moderator          | 2014 | 2015 | 2016 | 2017 | 2018 | 2019 | 2019 | 2020 | 2021 | 2022 | 2023 | 2024 | Anzahl | Anzahl | Anzahl |
| Sender                 | Moderator          | 2014 | 2015 | 2016 | 2017 | 2018 | Sp.  | Pl.  | 2020 | 2021 | 2022 | 2023 | 2024 | Pl.    | Sp.    | Ges.   |
| ---------------------- | ------------------ | ---- | ---- | ---- | ---- | ---- | ---- | ---- | ---- | ---- | ---- | ---- | ---- | ------ | ------ | ------ |
|                        | Armin Assinger     |      |      |      |      |      |      |      |      |      |      |      |      | 11     |        | 11     |
| Barbara Karlich        |                    |      |      |      |      |      |      |      |      |      |      |      | 10   | 1      | 11     |        |
| Norbert Oberhauser     |                    |      |      |      |      |      |      |      |      |      |      |      |      | 1      | 1      |        |
| Burgenland heute       | Elisabeth Pauer    |      |      |      |      |      |      |      |      |      |      |      |      | 7      |        | 7      |
| Burgenland heute       | Martin Ganster     |      |      |      |      |      |      |      |      |      |      |      |      | 4      |        | 4      |
| Burgenland heute       | Nicole Aigner      |      |      |      |      |      |      |      |      |      |      |      |      |        | 1      | 1      |
| Kärnten heute          | Hannes Orasche     |      |      |      |      |      |      |      |      |      |      |      |      | 7      |        | 7      |
| Kärnten heute          | Bernd Radler       |      |      |      |      |      |      |      |      |      |      |      |      | 4      | 1      | 5      |
| Niederösterreich heute | Claudia Schubert   |      |      |      |      |      |      |      |      |      |      |      |      | 4      |        | 4      |
| Niederösterreich heute | Margit Laufer      |      |      |      |      |      |      |      |      |      |      |      |      | 1      |        | 1      |
| Niederösterreich heute | Thomas Birgfellner |      |      |      |      |      |      |      |      |      |      |      |      | 5      | 1      | 6      |
| Niederösterreich heute | Werner Fetz        |      |      |      |      |      |      |      |      |      |      |      |      | 1      |        | 1      |
| Oberösterreich heute   | Jutta Mocuba       |      |      |      |      |      |      |      |      |      |      |      |      | 10     |        | 10     |
| Oberösterreich heute   | Bettina Graf       |      |      |      |      |      |      |      |      |      |      |      |      |        | 1      | 1      |
| Oberösterreich heute   | Maria Theiner      |      |      |      |      |      |      |      |      |      |      |      |      | 1      |        | 1      |
| Salzburg heute         | Conny Deutsch      |      |      |      |      |      |      |      |      |      |      |      |      | 7      |        | 7      |
| Salzburg heute         | Viola Wörter       |      |      |      |      |      |      |      |      |      |      |      |      | 4      |        | 4      |
| Salzburg heute         | Iris Köck          |      |      |      |      |      |      |      |      |      |      |      |      |        | 1      | 1      |
| Steiermark heute       | Franz Neger        |      |      |      |      |      |      |      |      |      |      |      |      | 10     |        | 10     |
| Steiermark heute       | Renate Rosbaud     |      |      |      |      |      |      |      |      |      |      |      |      | 1      |        | 1      |
| Steiermark heute       | Reinhart Grundner  |      |      |      |      |      |      |      |      |      |      |      |      |        | 1      | 1      |
| Tirol heute            | Katharina Kramer   |      |      |      |      |      |      |      |      |      |      |      |      | 11     |        | 11     |
| Tirol heute            | Daniela Schmiderer |      |      |      |      |      |      |      |      |      |      |      |      |        | 1      | 1      |
| Vorarlberg heute       | Martina Köberle    |      |      |      |      |      |      |      |      |      |      |      |      | 2      |        | 2      |
| Vorarlberg heute       | Christiane Schwald |      |      |      |      |      |      |      |      |      |      |      |      | 1      |        | 1      |
| Vorarlberg heute       | Kerstin Polzer     |      |      |      |      |      |      |      |      |      |      |      |      | 8      |        | 8      |
| Vorarlberg heute       | Karin Stecher      |      |      |      |      |      |      |      |      |      |      |      |      |        | 1      | 1      |
| Wien heute             | Elisabeth Vogel    |      |      |      |      |      |      |      |      |      |      |      |      | 11     |        | 11     |
| Wien heute             | Alex Jokel         |      |      |      |      |      |      |      |      |      |      |      |      |        | 1      | 1      |

## 2014
Am 25. Oktober 2014 wurde die Show zum ersten Mal ausgestrahlt – anlässlich des Starts von Bundesland heute in High Definition (HD). Es gewann der Grüne See Tragöß aus der Steiermark. Der zweite und der dritte Platz wurden nicht bekannt gegeben. Die Sendung lockte bis zu 1,056 Millionen Zuschauer vor dem Bildschirm.

### Plätze
- Burgenland: Kellerviertel Heiligenbrunn[2]
- Kärnten: Naturpark Weißensee
- Niederösterreich: Mendlingtal
- Oberösterreich: Mahler und Klimt – Künstler am Attersee
- Salzburg: Rauriser Seidlwinkltal
- Steiermark: Grüner See Tragöß (Gesamtsieger)
- Tirol: Großer Ahornboden im Karwendel
- Vorarlberg: Quelltuffhang Lingenau Bregenzerwald
- Wien: Brunnenmarkt mit Yppenplatz

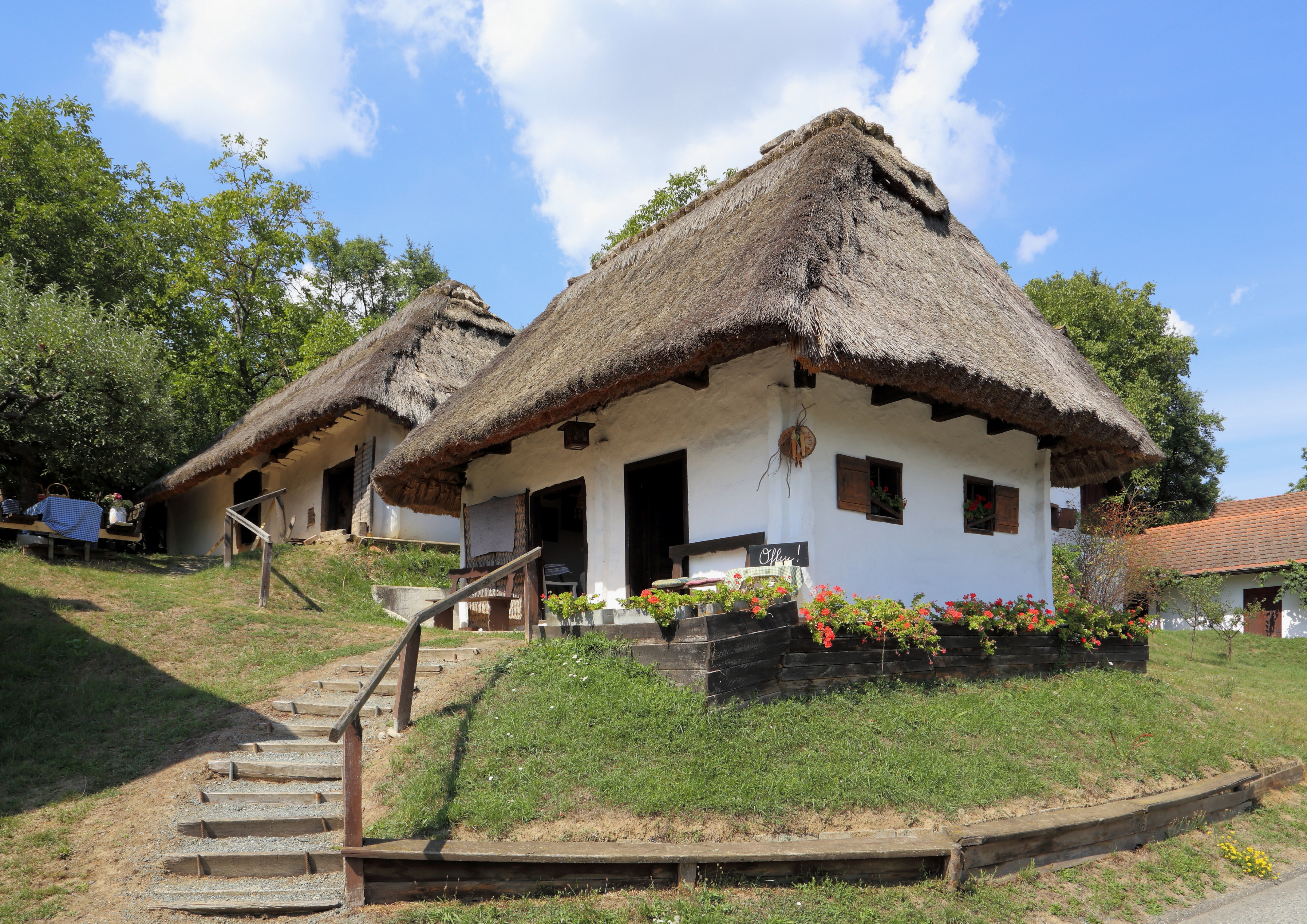
B: Kellerviertel Heiligenbrunn
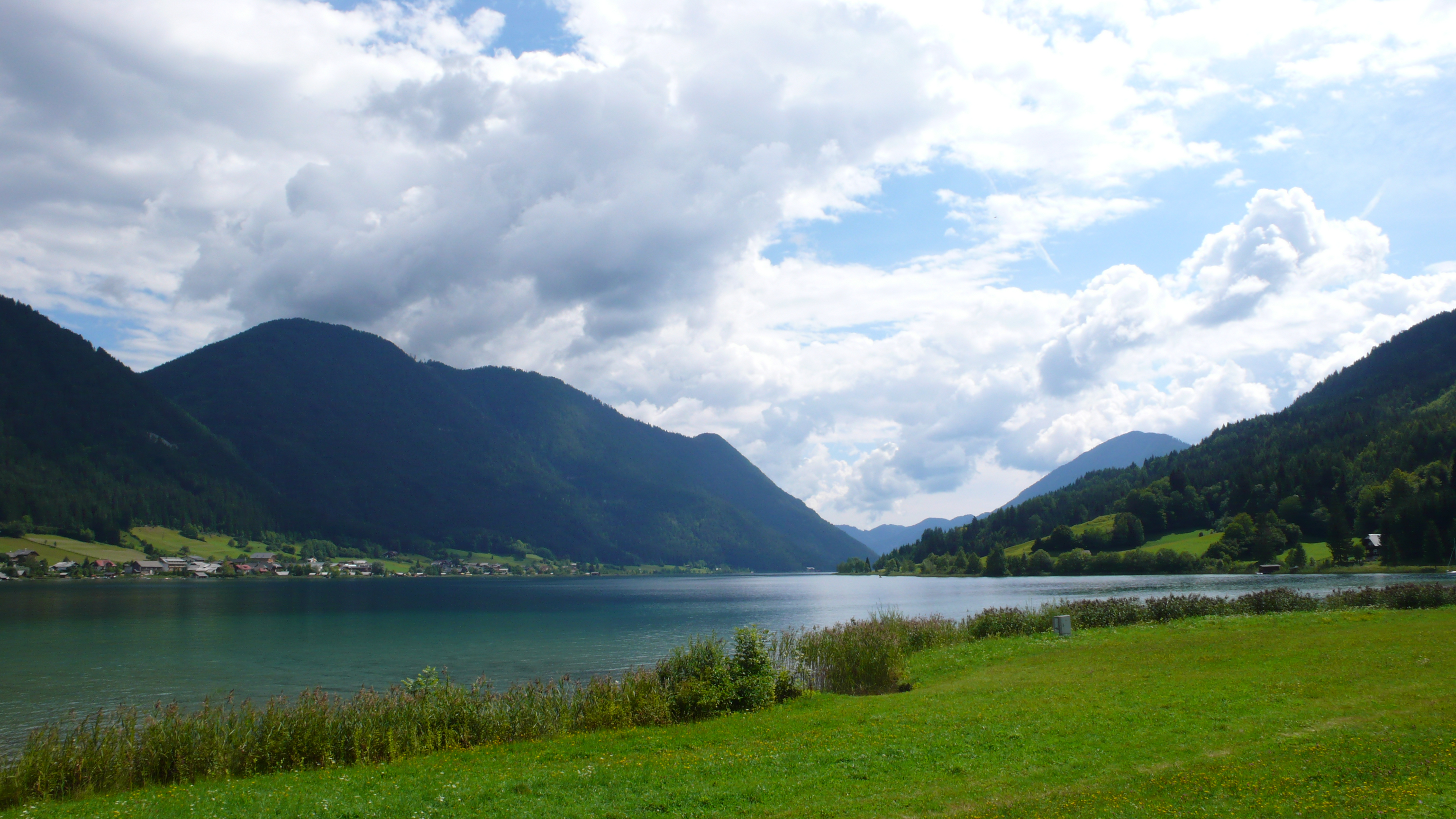
Ktn.: Naturpark Weißensee
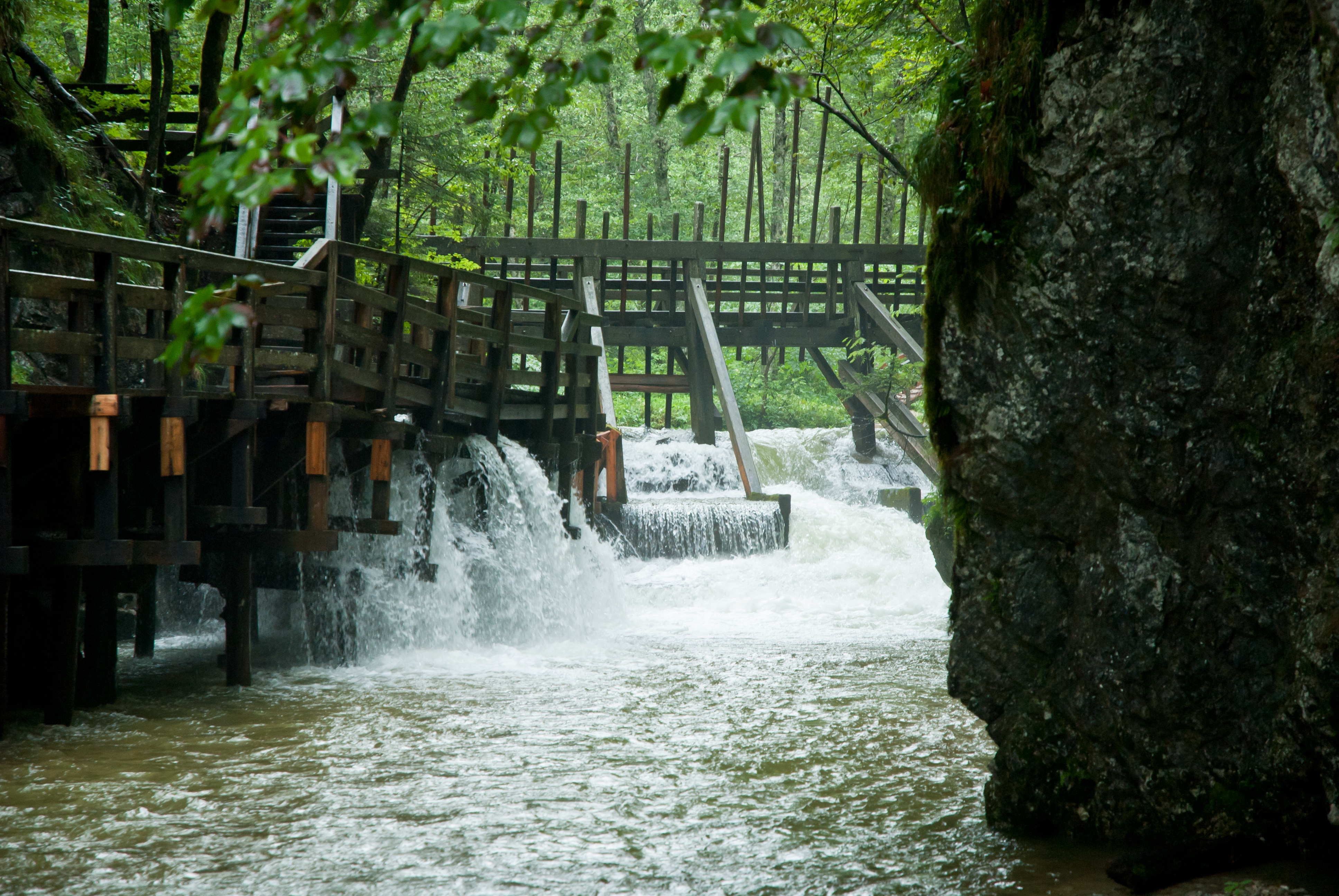
NÖ: Mendlingtal
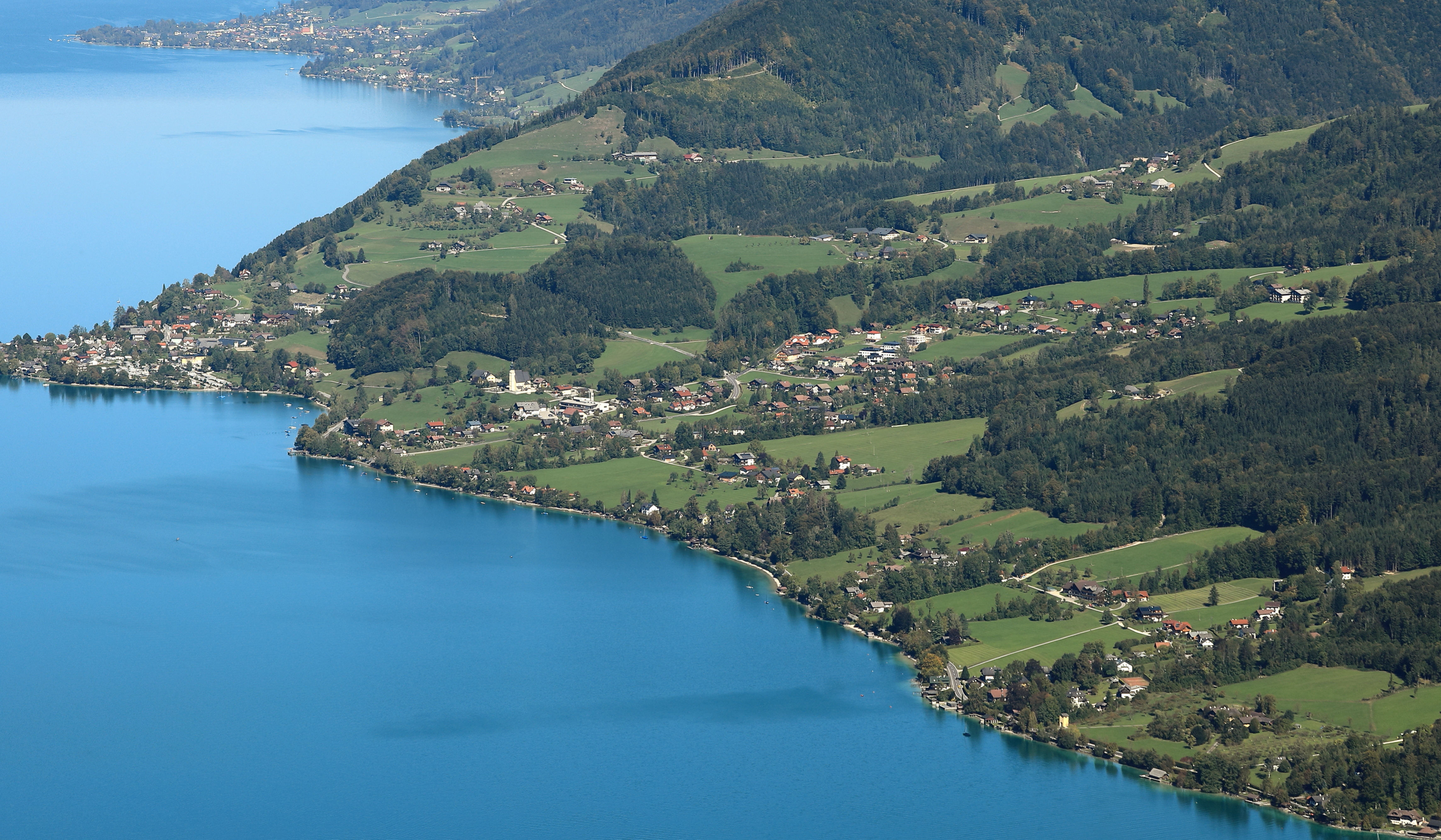
OÖ: Steinbach am Attersee
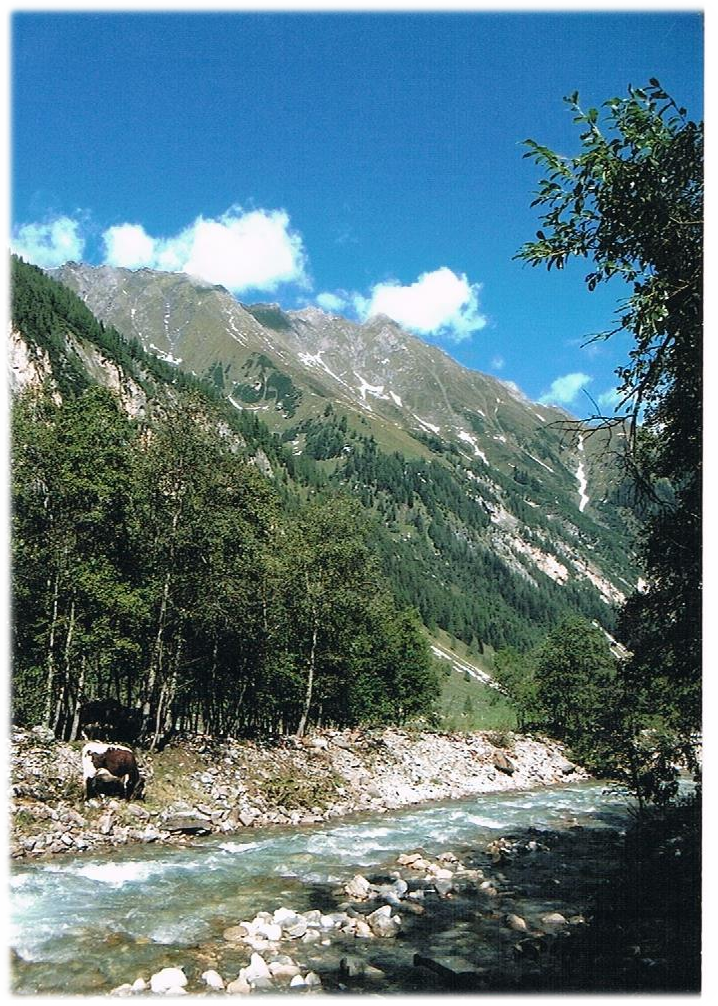
Sbg.: Rauriser Seidlwinkltal
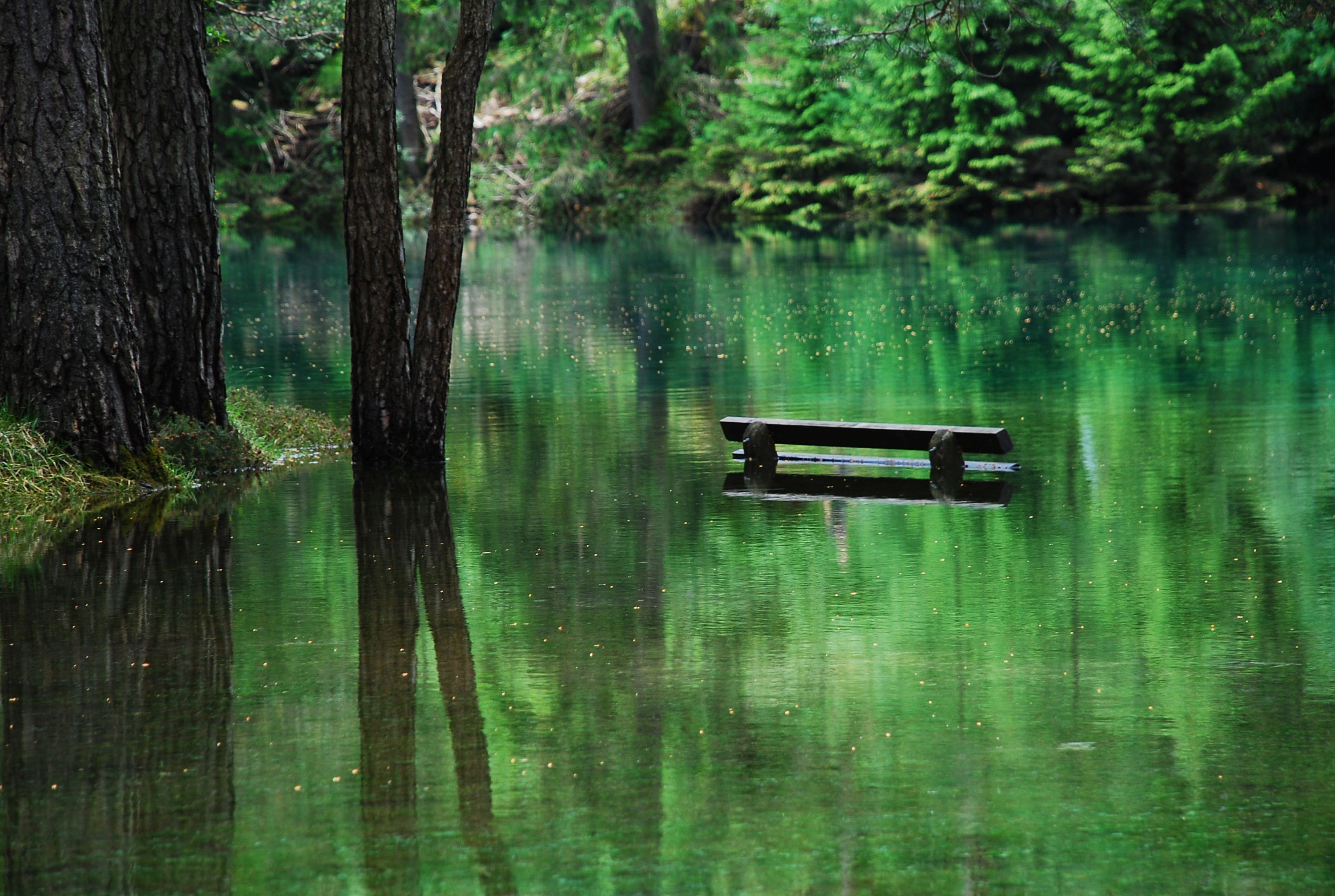
Stmk.: Grüner See (Tragöß)
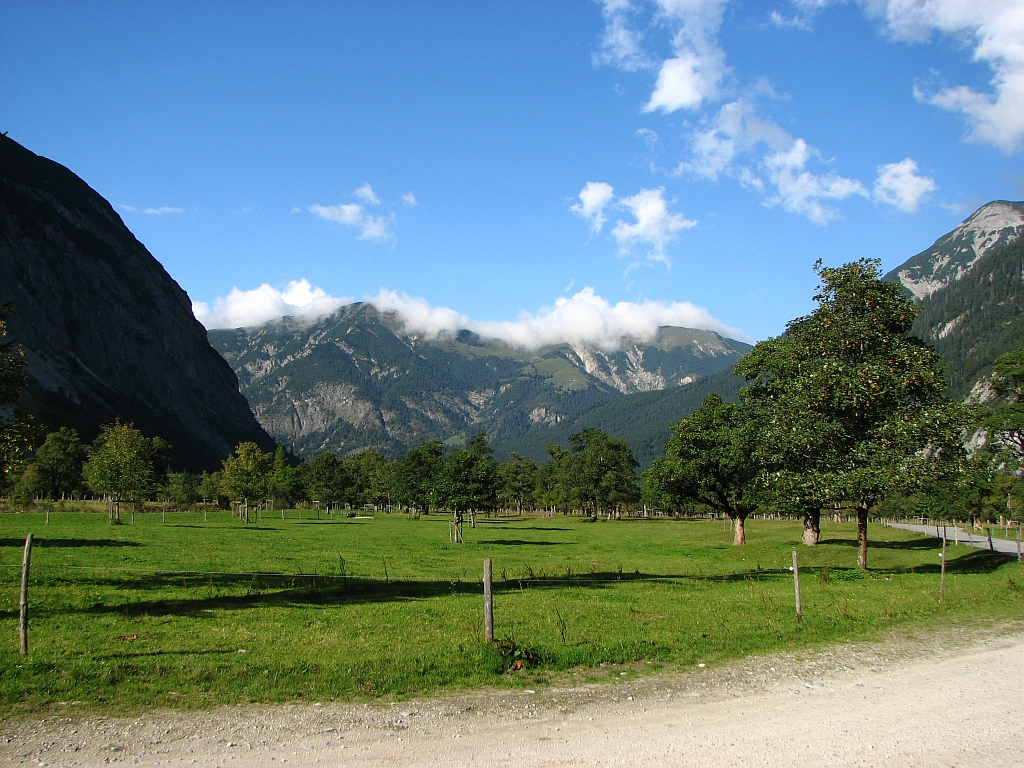
T: Großer Ahornboden Karwendel
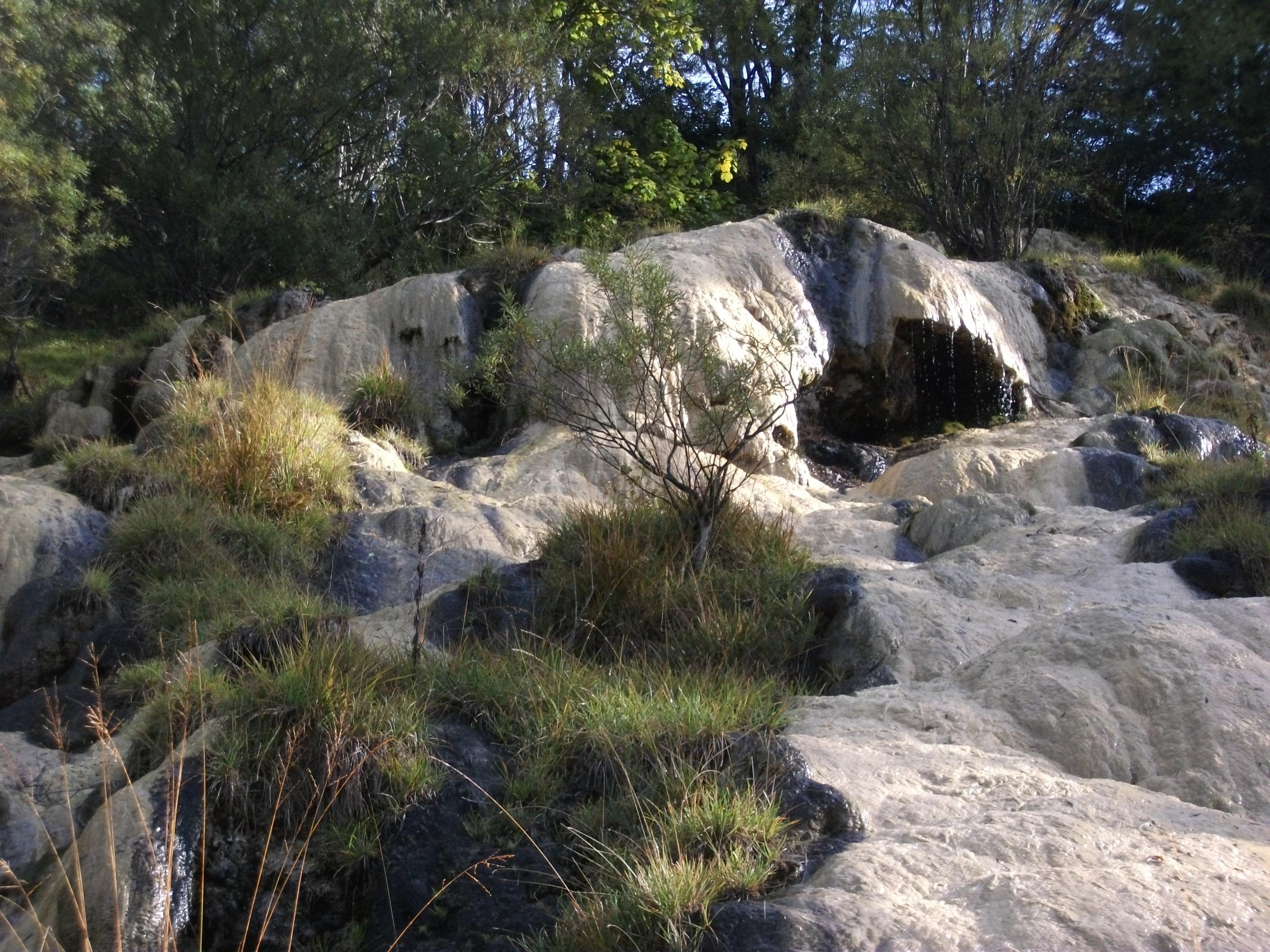
V: Quelltuff in Lingenau im Bregenzerwald
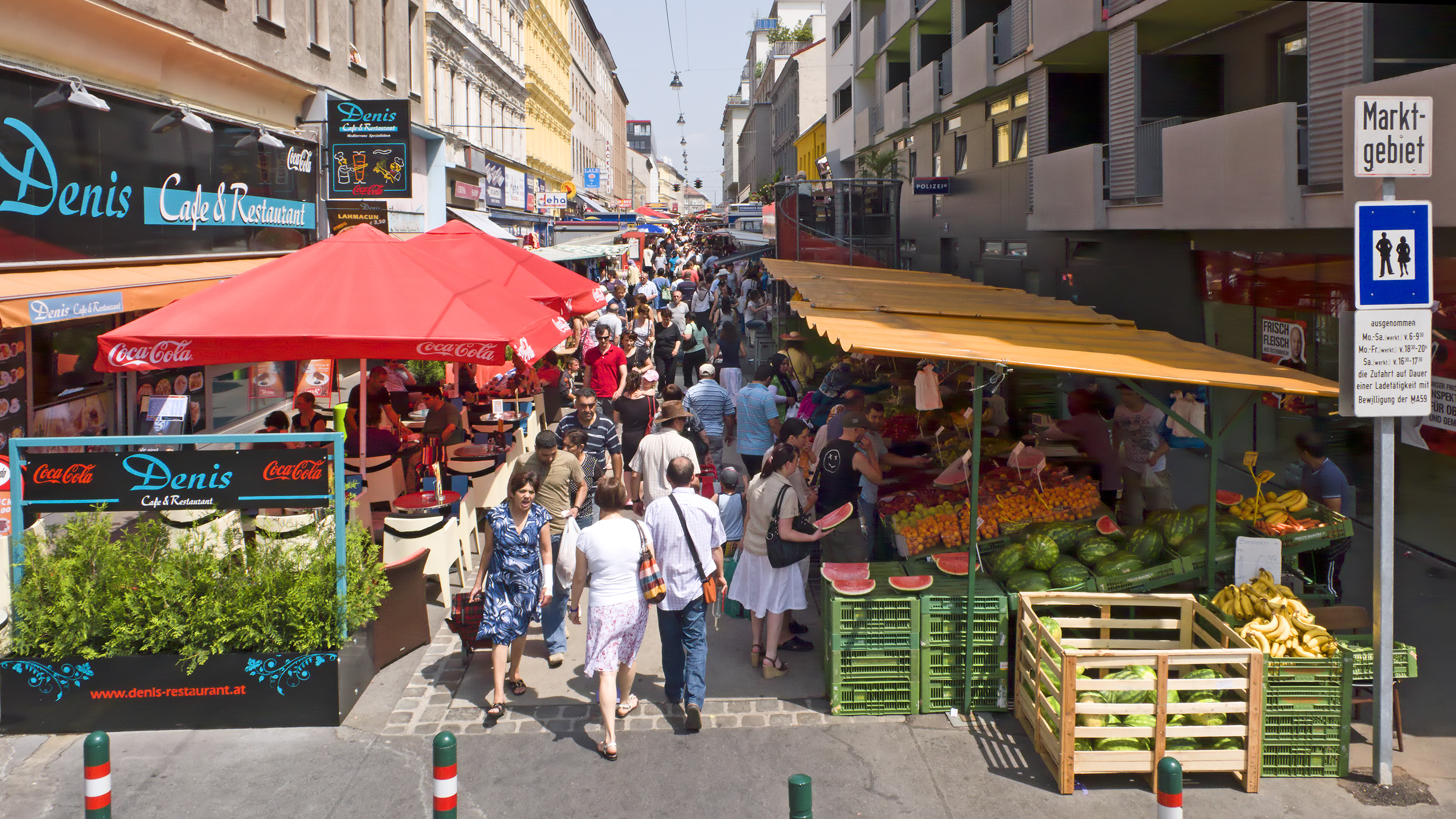
W: Brunnenmarkt

### In der Vorauswahl ausgeschieden
- Burgenland: Hölle am Neusiedler See, Naturpark Geschriebenstein[1]
- Kärnten: Goldgräberdorf Heiligenblut, Tscheppaschlucht mit Märchenwiese
- Niederösterreich: Unterkellerte Stadt Retz, Blockheide Gmünd
- Oberösterreich: Feldaisttal im Mühlviertel, Baumkronenweg Kopfing
- Salzburg: Bluntautal, Riesenbäume in St. Martin am Tennengebirge
- Steiermark: Grenztisch Glanz, Stiege ins Nichts am Dachstein
- Tirol: Höfemuseum Kramsach, Hungerburgbahn Innsbruck
- Vorarlberg: Naturschutzgebiet Rheindelta Bodensee, Silvretta
- Wien: Straßenbahnlinie 5, Sankt Marxer Friedhof

### Moderatoren und Prominente
- Elisabeth Pauer und Barbara Karlich (B)
- Hannes Orasche und Franz Klammer (Kärnten)
- Claudia Schubert und Astrid Wirtenberger (NÖ)
- Jutta Mocuba und Andreas Goldberger (OÖ)
- Conny Deutsch und Harald Krassnitzer (Sbg.)
- Franz Neger und Marion Mitterhammer (Stmk.)
- Katharina Kramer und Felix Mitterer (T)
- Martina Köberle und Mike Galeli (V)
- Elisabeth Vogel und Ulrike Beimpold (W)

## 2015
Im zweiten Jahr wurde die Show bereits am 24. Oktober 2015 ausgestrahlt – diesmal gewann der Formarinsee mit der Roten Wand. Zweiter wurde mit der Schneebergbahn ein technisches Bauwerk. Dritter der Fluss Longa im Salzburger Lungau. Bis zu 1,026 Millionen verfolgten die Show.
Am folgenden Tag gab es dann eine Sendung in der alle Plätze vorgestellt wurden, die in der Vorauswahl ausgeschieden waren.

### Plätze
- Burgenland: Burgruine Landsee[12]
- Kärnten: Bergsteigerdorf Zell-Pfarre
- Niederösterreich: Schneebergbahn (2. Platz)
- Oberösterreich: Hochmoor Löckermoos (Gosau)
- Salzburg: Longa im Biosphärenpark Lungau (3. Platz)
- Steiermark: Heiligengeistklamm
- Tirol: Gschlößtal
- Vorarlberg: Formarinsee und Rote Wand (Gesamtsieger)
- Wien: Alte Donau

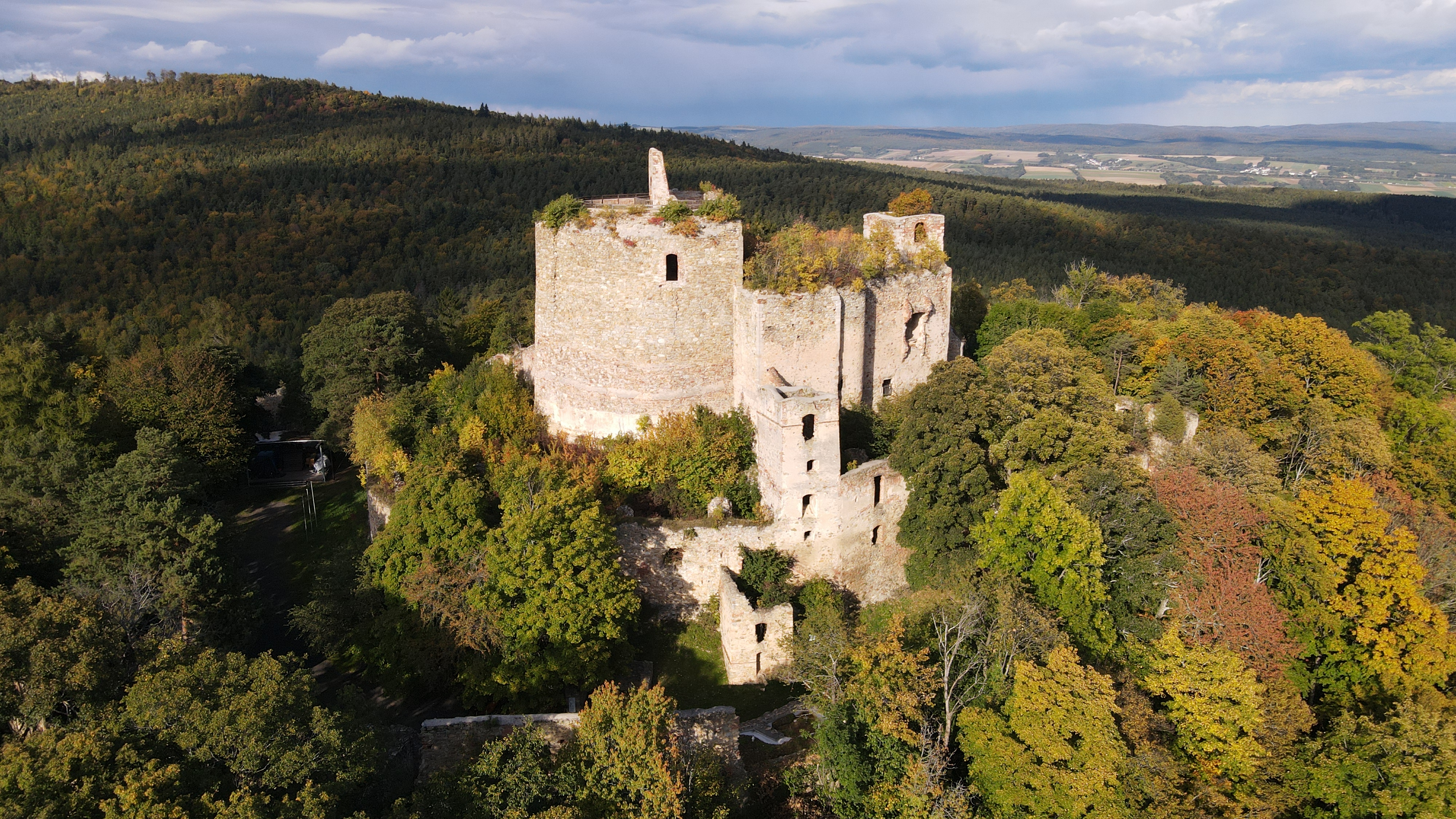
B: Burgruine Landsee
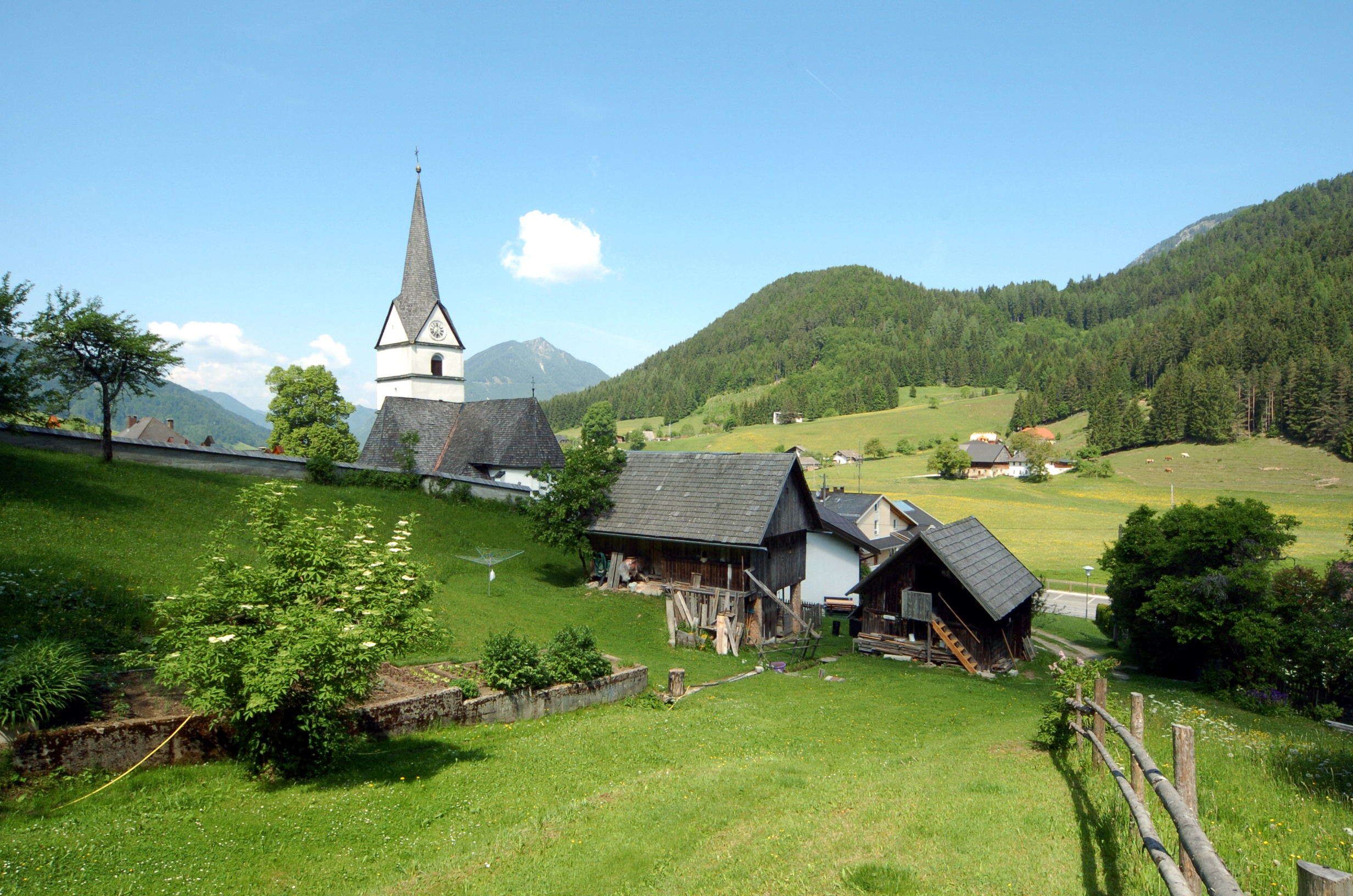
Ktn.: Zell-Pfarre
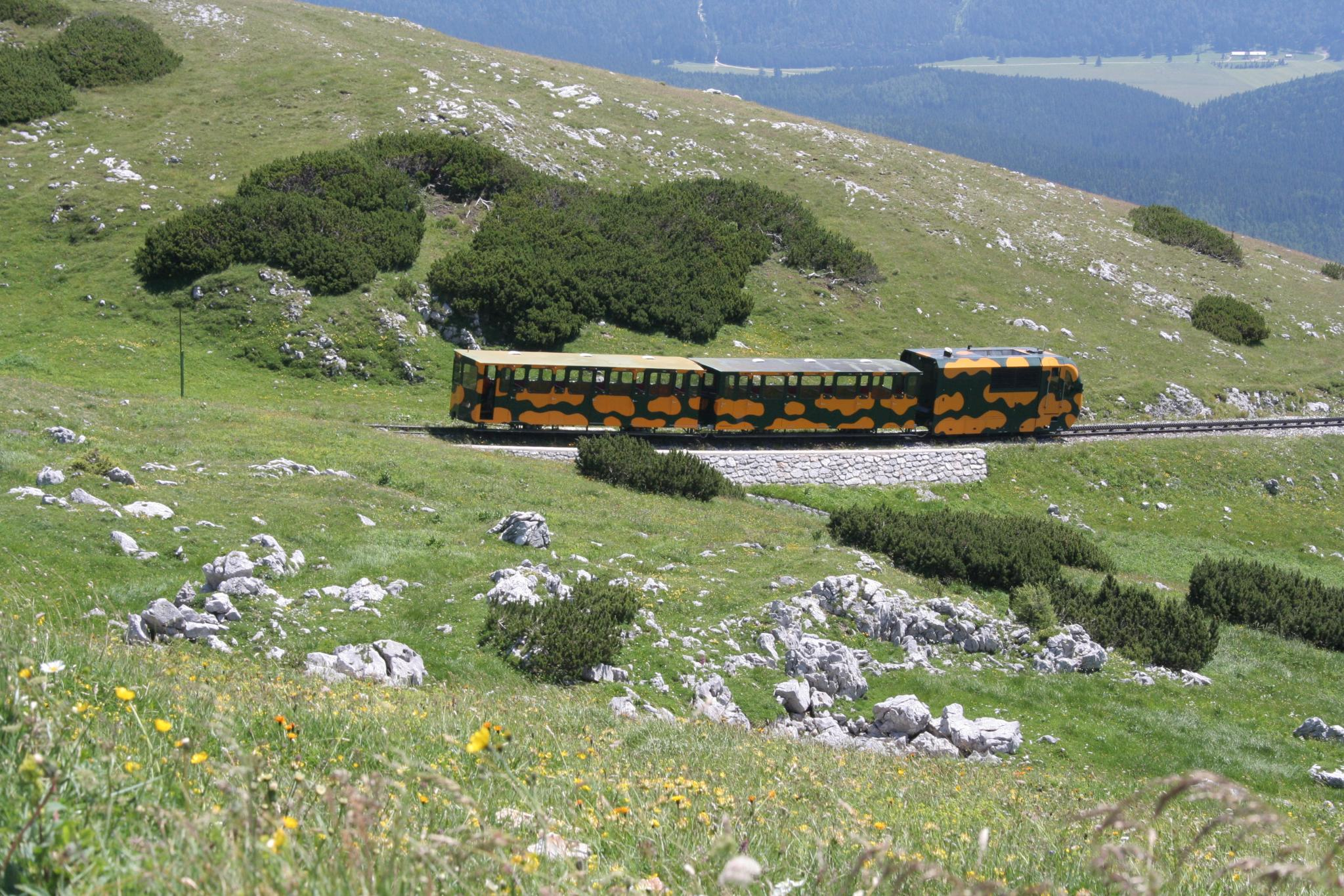
NÖ: Schneebergbahn
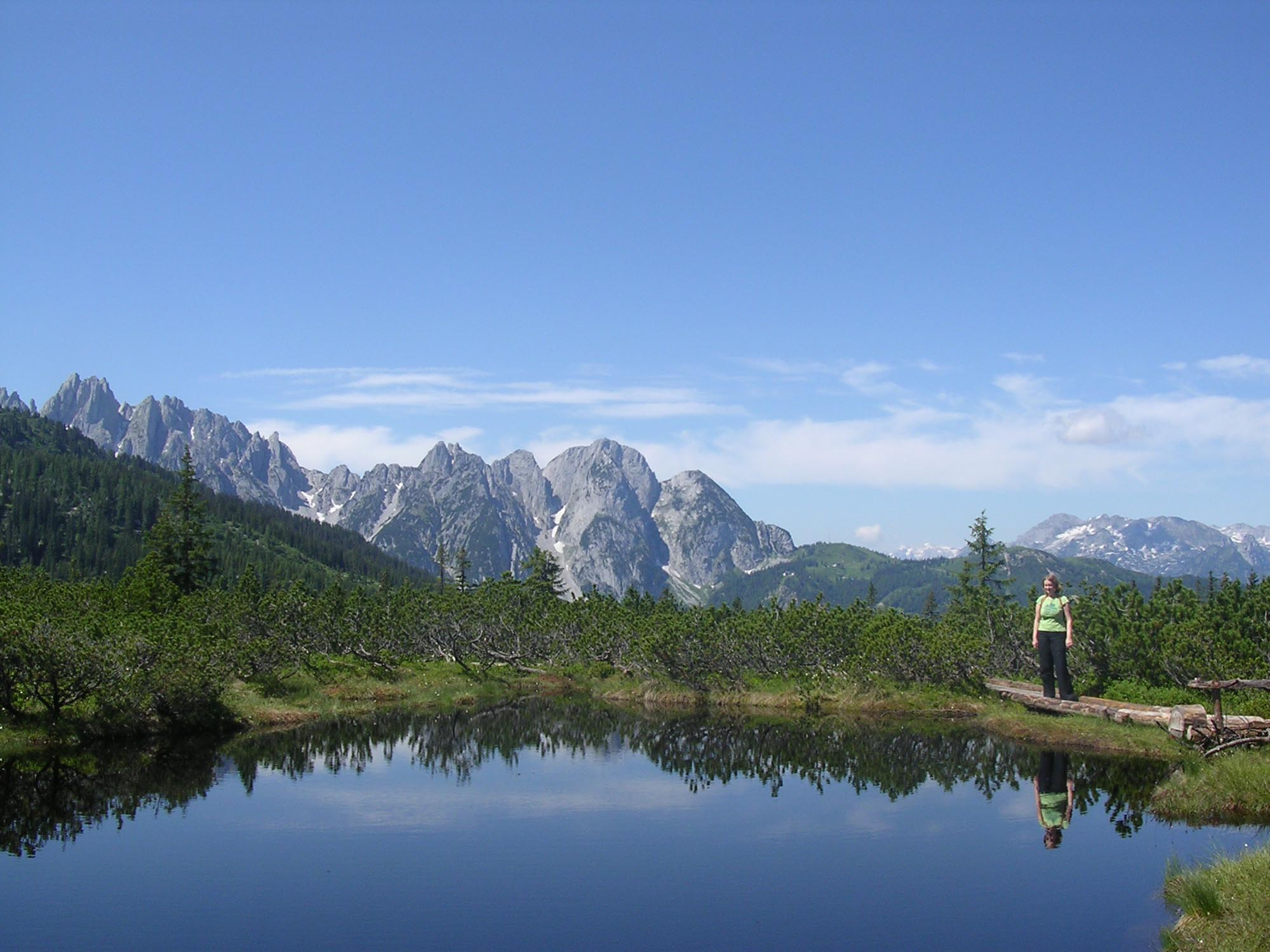
OÖ. Löckermoos Gosau Gosaukamm
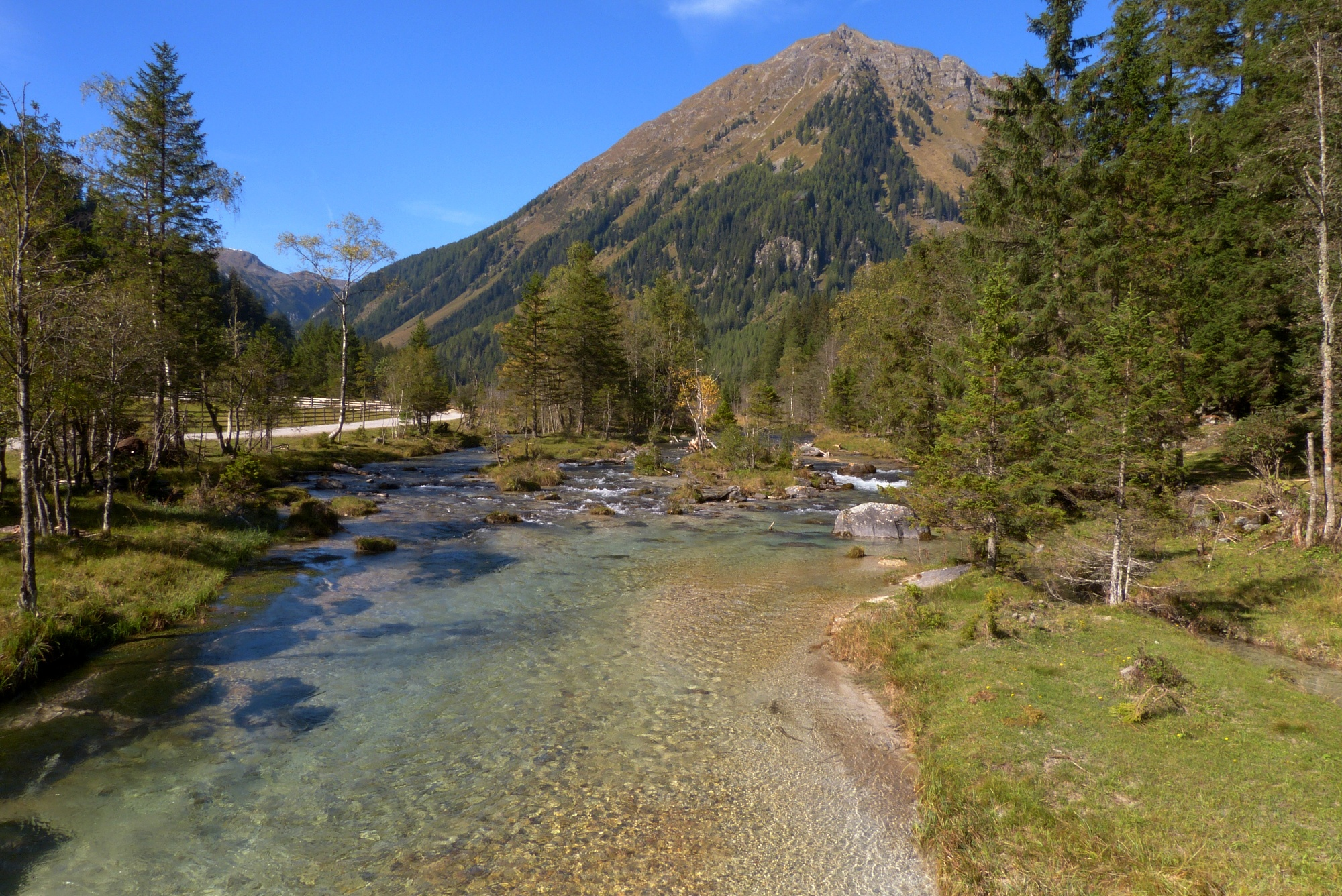
Sbg.: Longa im Biosphärenpark Lungau
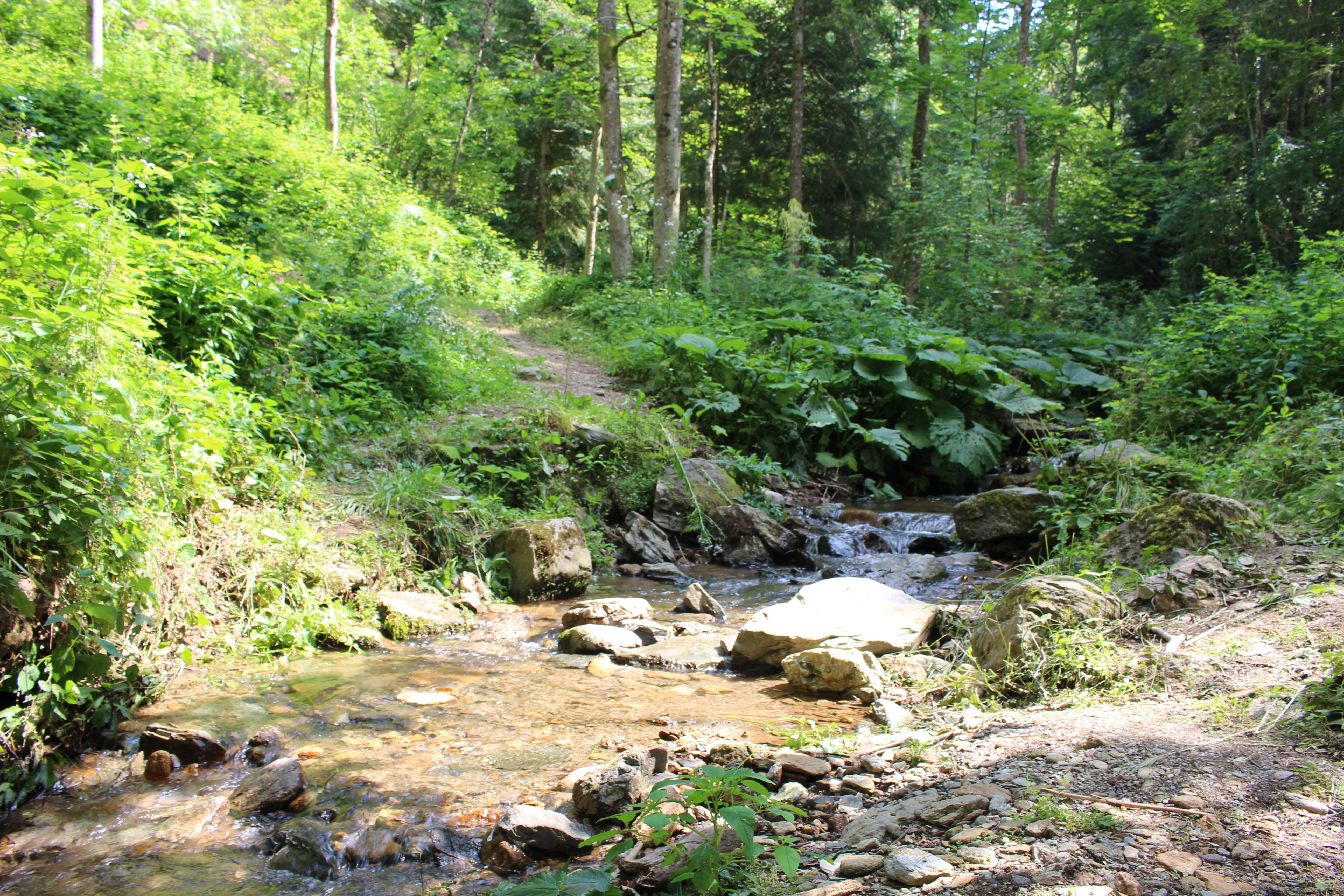
Stmk.: Heiligengeistklamm
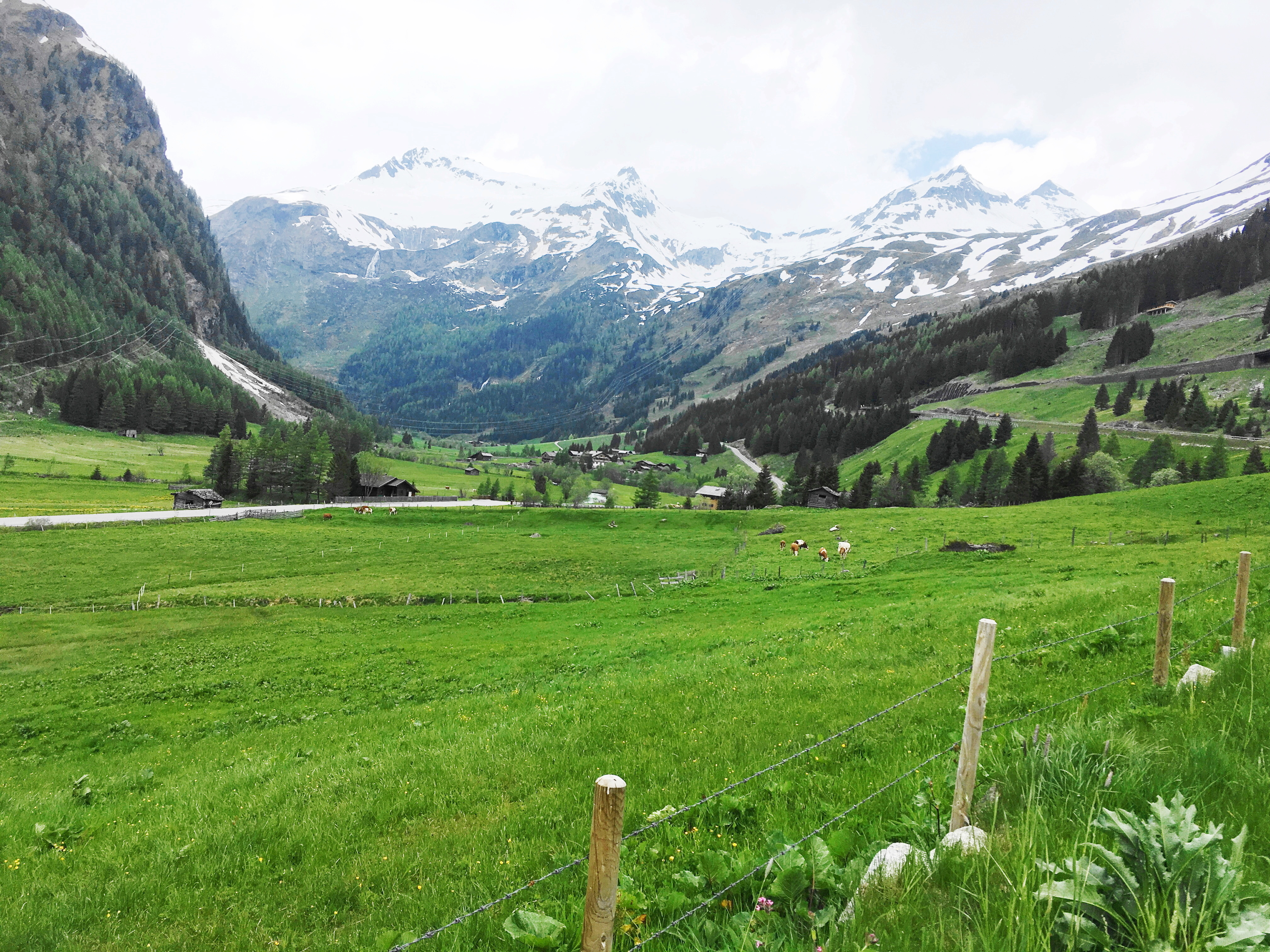
T: Blick auf Innergschlöß mit der Venedigergruppe
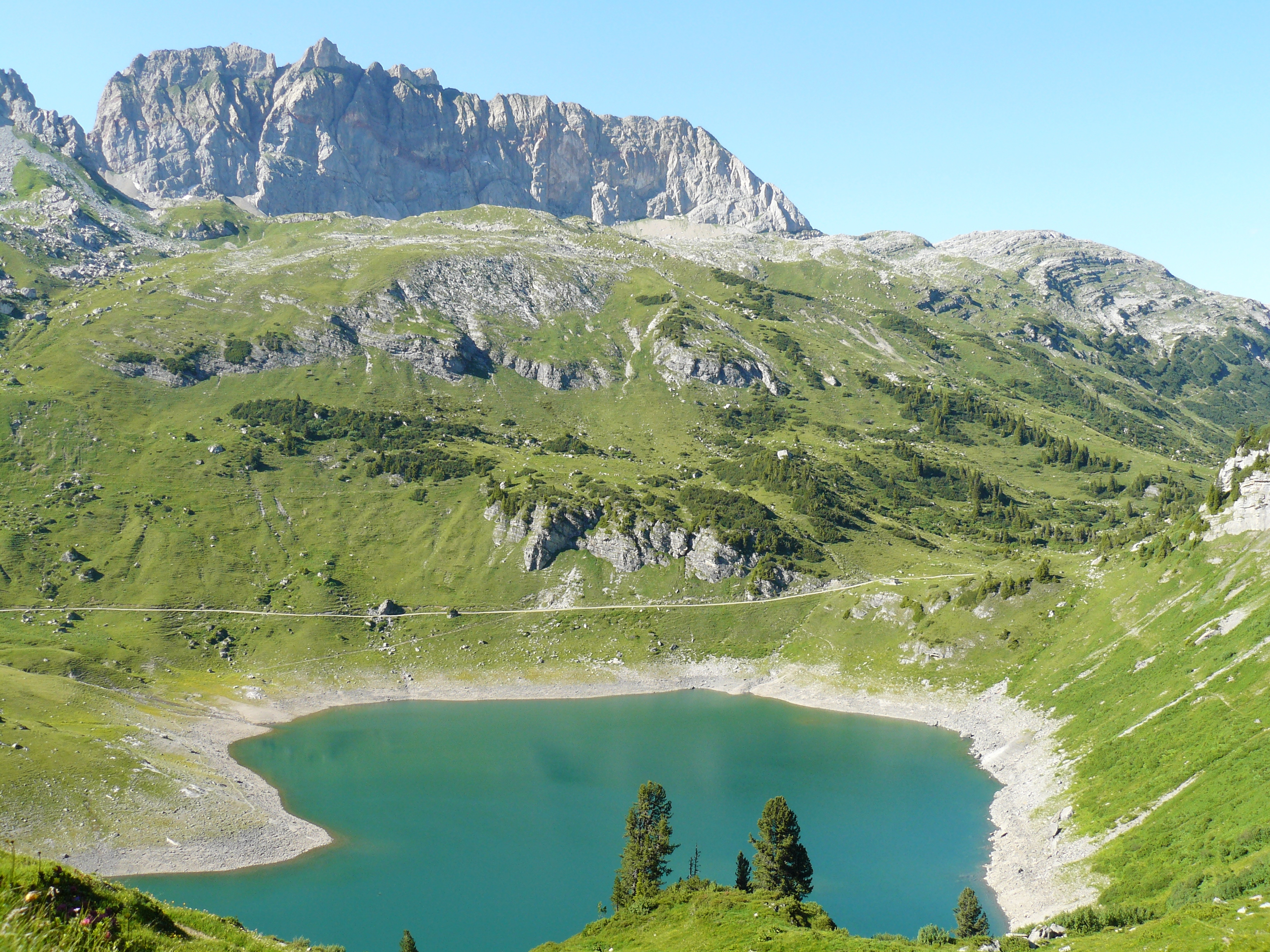
V: Formarinsee und Rote Wand
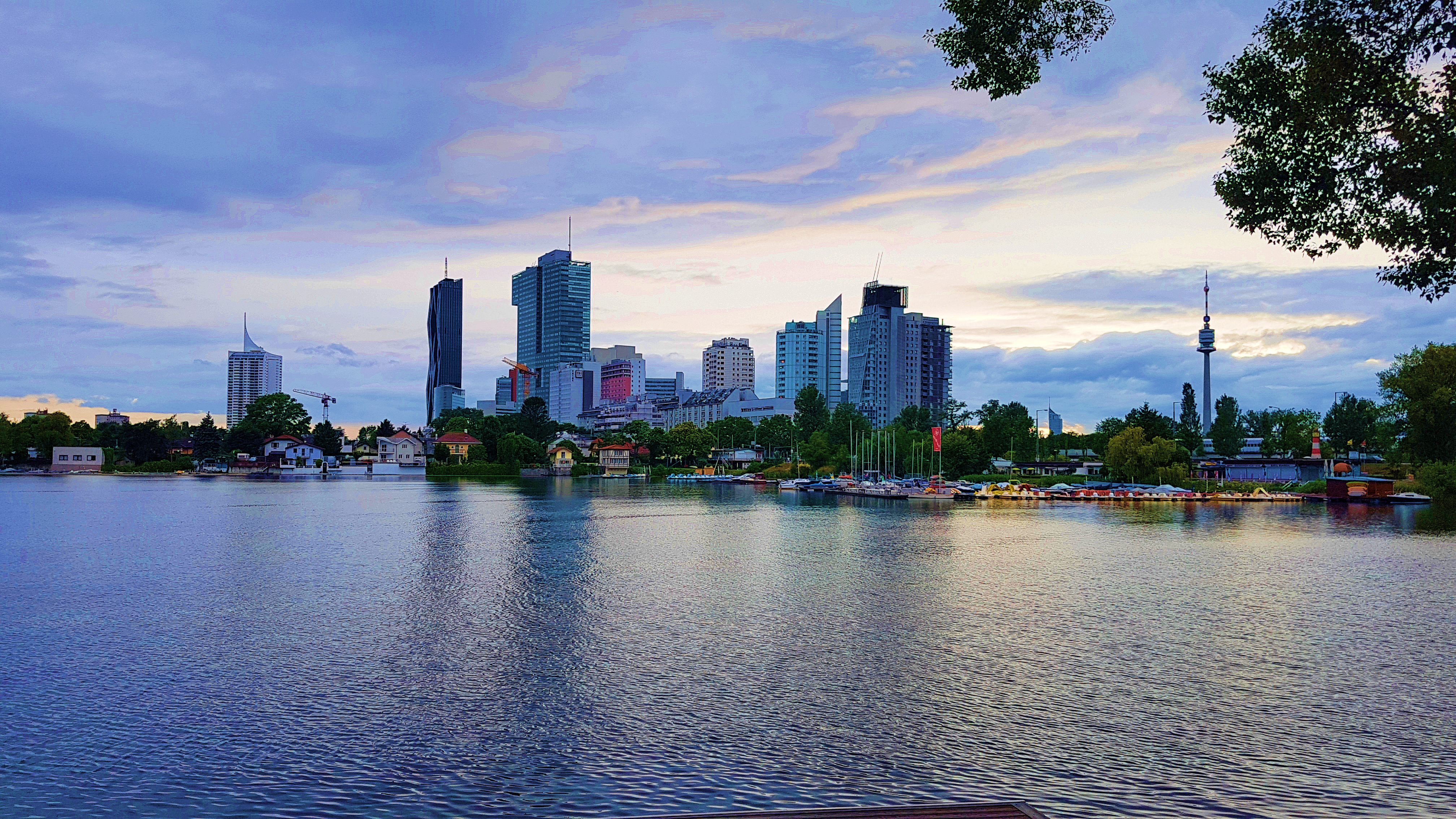
W: Alte Donau Blickrichtung Donau City

### In der Vorauswahl ausgeschieden
- Burgenland: Altstadt von Rust, die Raab im Naturpark Raab-Őrség-Goričko[13]
- Kärnten: Wolayer See, Wasserweg Liebenfels
- Niederösterreich: Storchenkolonie Marchegg, Nationalpark Thayatal
- Oberösterreich: Schiederweiher in Hinterstoder, Blumaueralm im Nationalpark Kalkalpen
- Salzburg: Kapuzinerberg, Trattberg im Tennengau
- Steiermark: Schattensee, Katerloch
- Tirol: Natureispalast Hintertux, Stuibenfälle im Außerfern
- Vorarlberg: Nenzinger Himmel, Lauteracher Ried
- Wien: MuseumsQuartier, Sternwartepark

### Moderatoren und Prominente
- Elisabeth Pauer und Thomas Stipsits (B)
- Hannes Orasche und Nik P. (Ktn.)
- Claudia Schubert und Ursula Strauss (NÖ)
- Jutta Mocuba und Waterloo (OÖ)
- Conny Deutsch und Felix Gottwald (Sbg.)
- Franz Neger und Renate Götschl (Stmk.)
- Katharina Kramer und Petra Frey (T)
- Christiane Schwald und Toni Innauer (V)
- Elisabeth Vogel und Maria Köstlinger (W)

## 2016
Im dritten Jahr wurde die Show zum ersten Mal am 26. Oktober, dem österreichischen Nationalfeiertag, ausgestrahlt. Das Kaisertal konnte sich als Sieger durchsetzen und verwies die Ötschergräben und den Weinweg der Sinne in Sankt Anna am Aigen auf die Plätze. Bis zu 1,064 Millionen Zuschauer verfolgten die Sendung vor den Bildschirmen.

### Plätze
- Burgenland: Kellergasse Purbach am Neusiedler See[10][15]
- Kärnten: Dobratsch
- Niederösterreich: Ötschergräben (2. Platz)
- Oberösterreich: Bucklwehluckn in St. Thomas am Blasenstein
- Salzburg: Kraftplätze in Filzmoos
- Steiermark: Weinweg der Sinne in Sankt Anna am Aigen (3. Platz)
- Tirol: Kaisertal (Gesamtsieger)
- Vorarlberg: Bad Rothenbrunnen
- Wien: Haus des Meeres

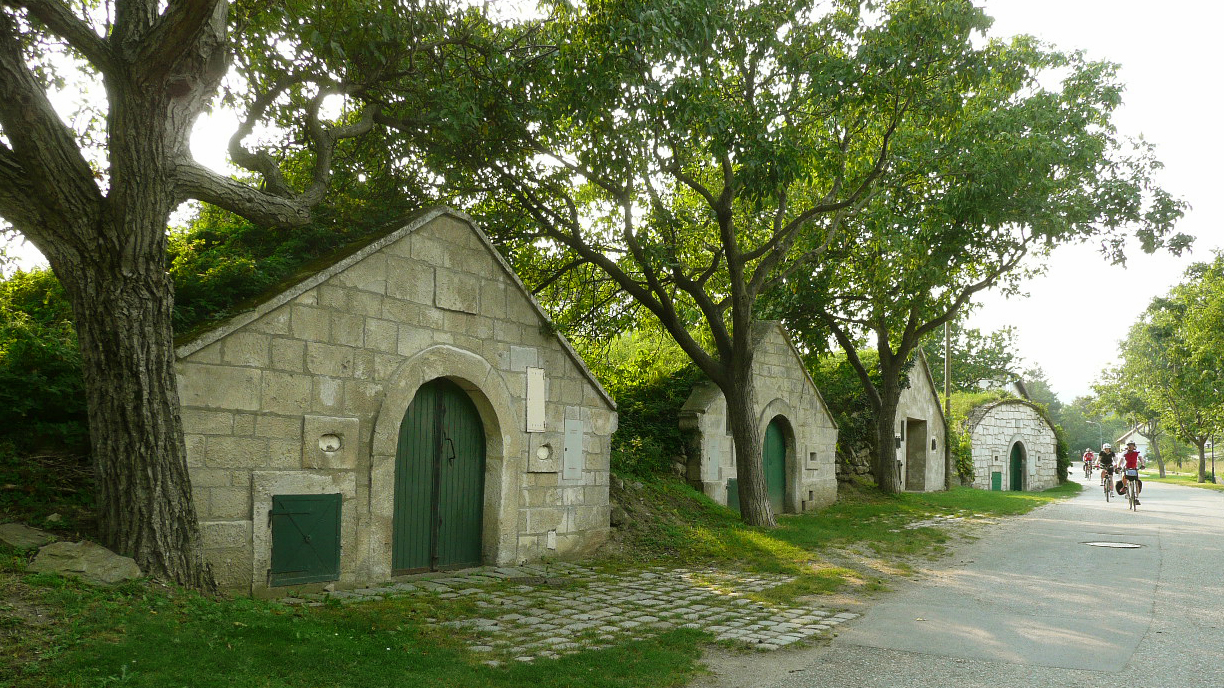
B: Purbacher Kellergasse
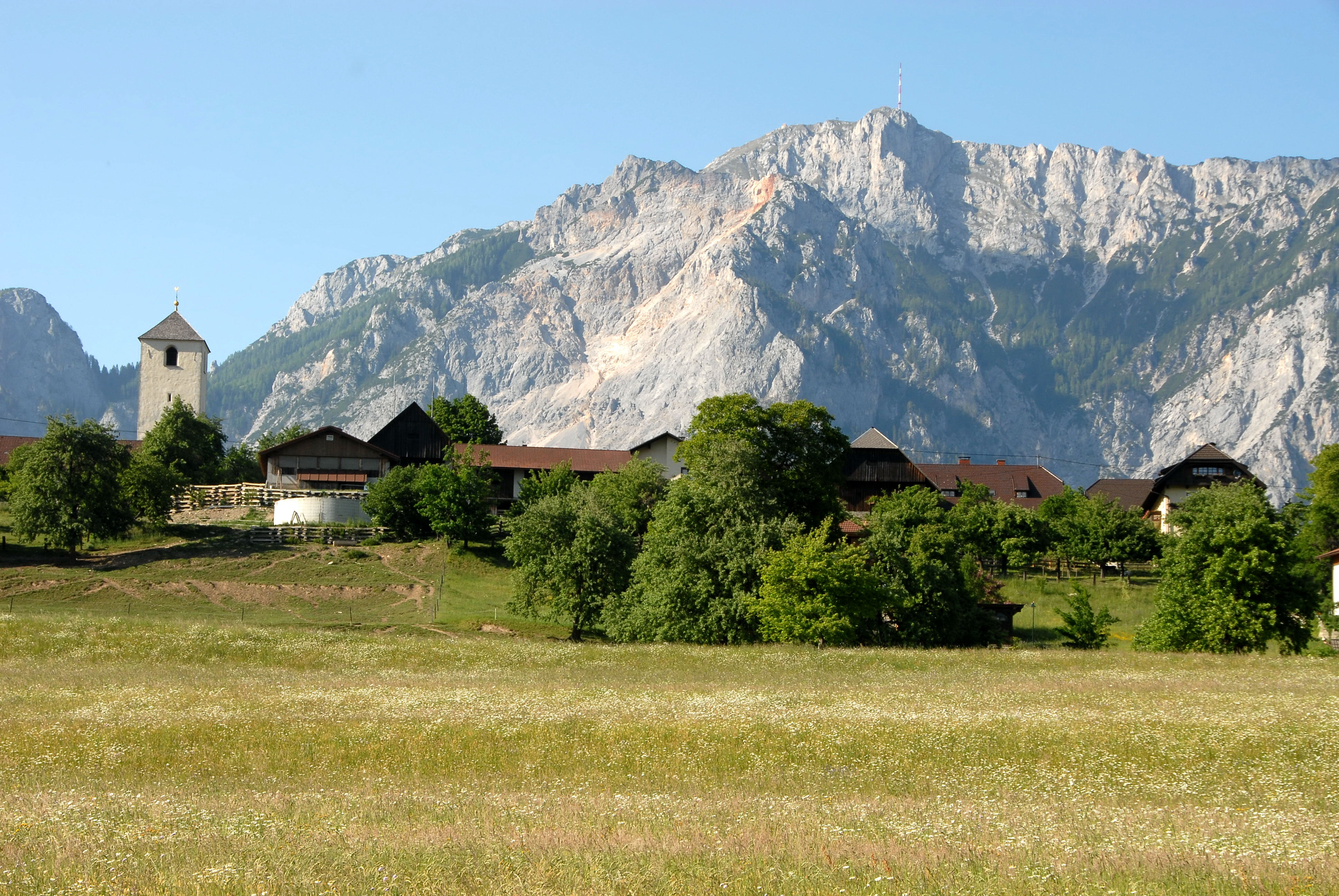
Ktn.: Dobratsch
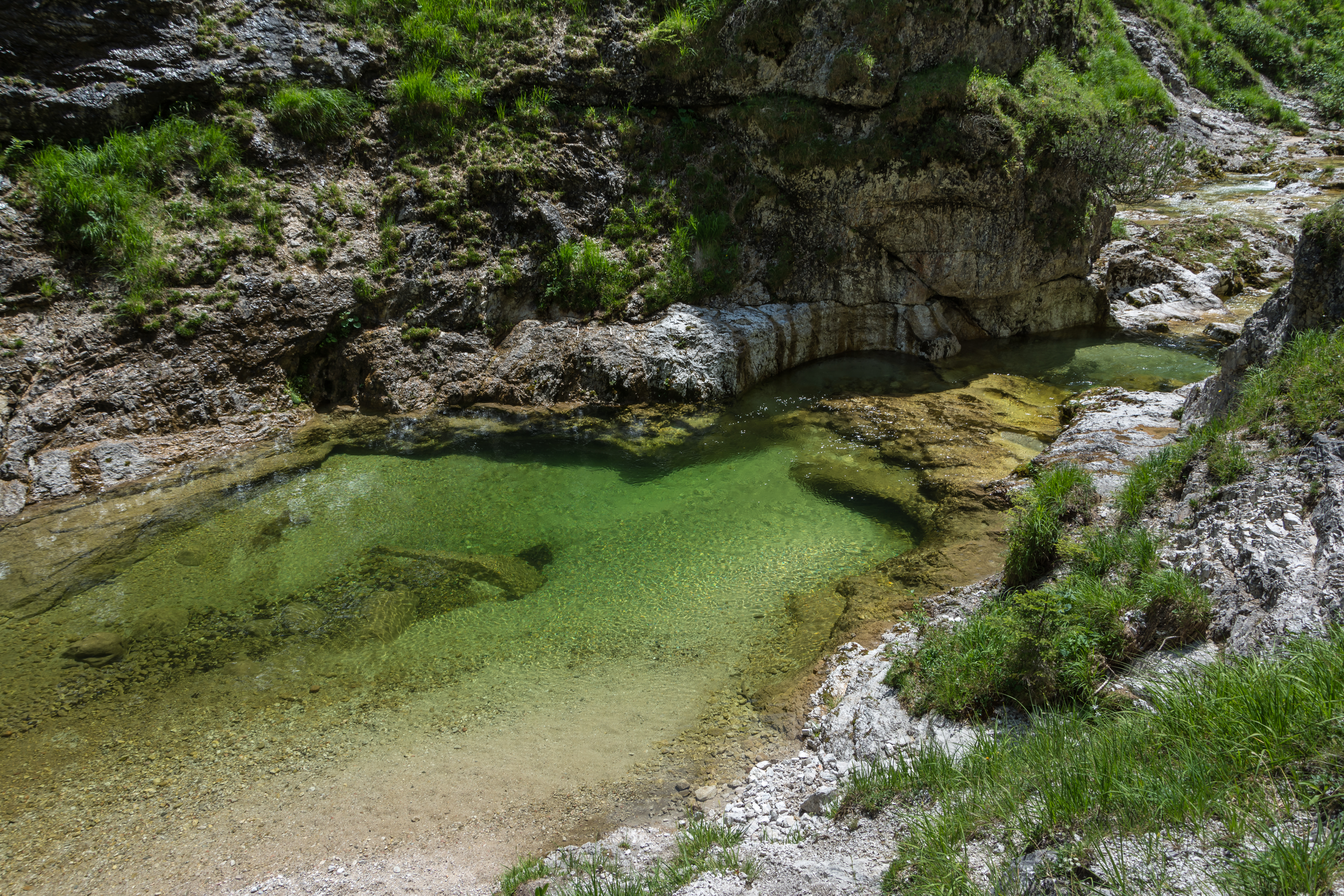
NÖ: Ötscherbach
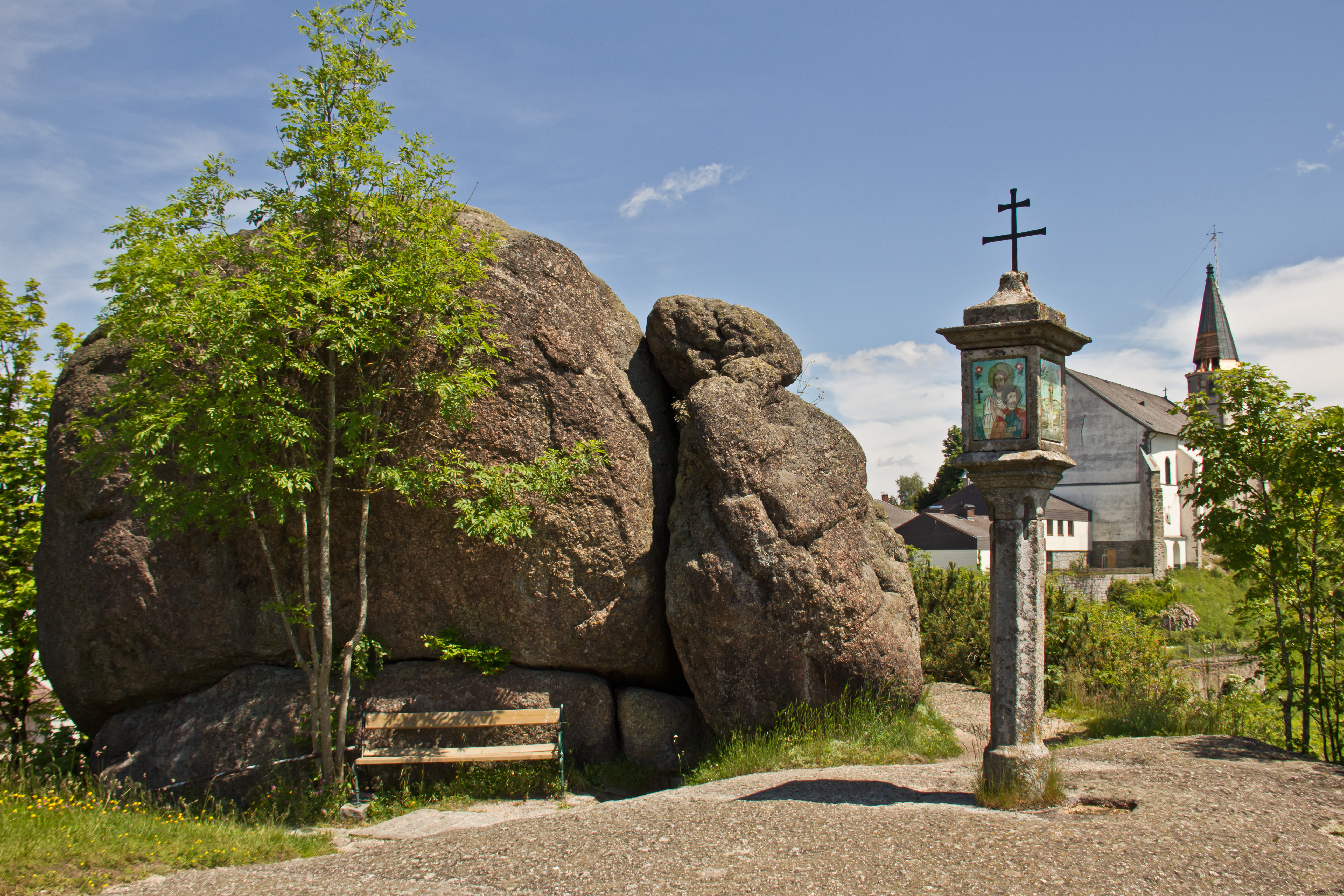
OÖ: Bucklwehluckn in St. Thomas am Blasenstein
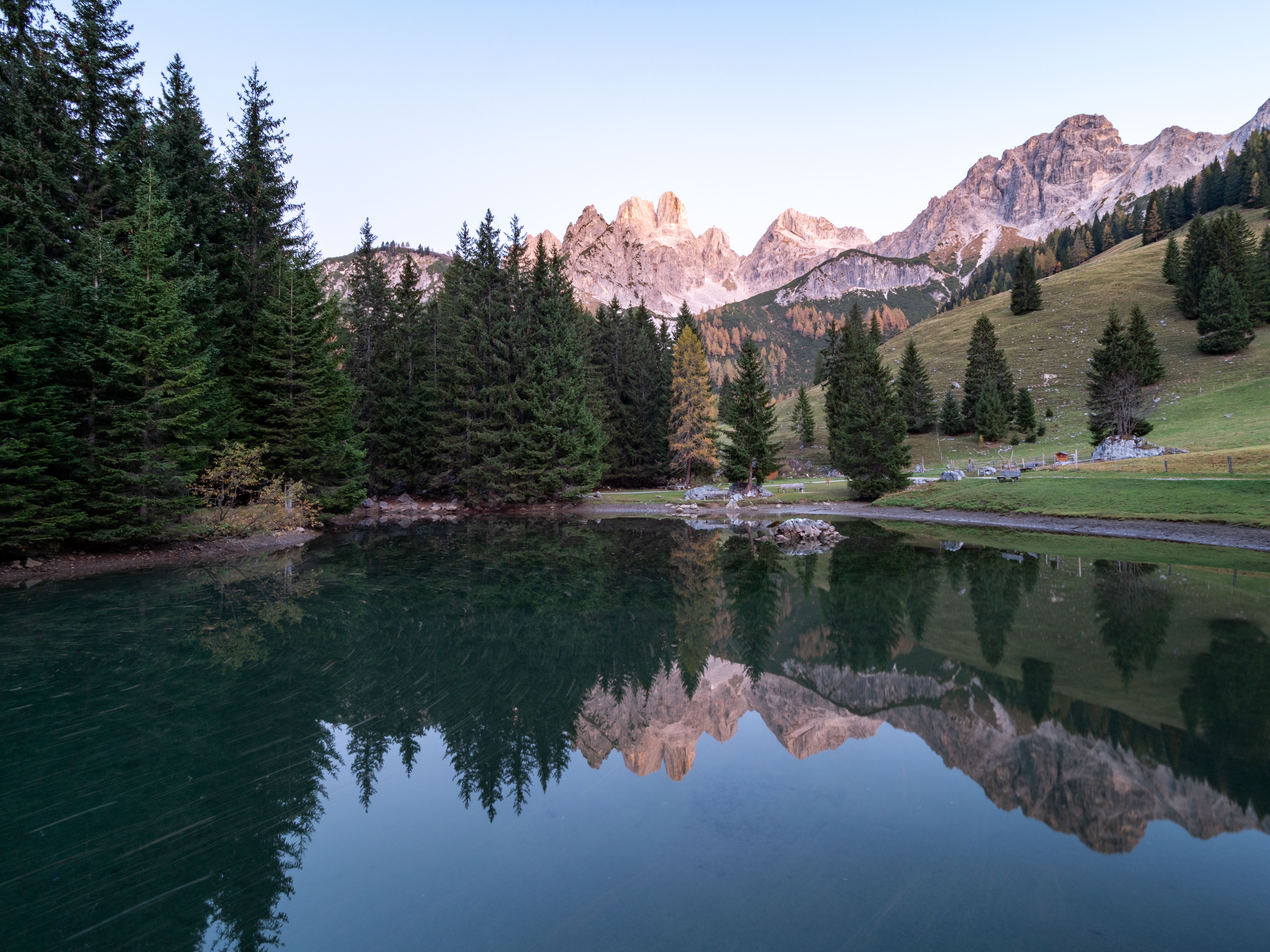
Sbg.: Almsee bei Filzmoos – einer der Kraftplätze
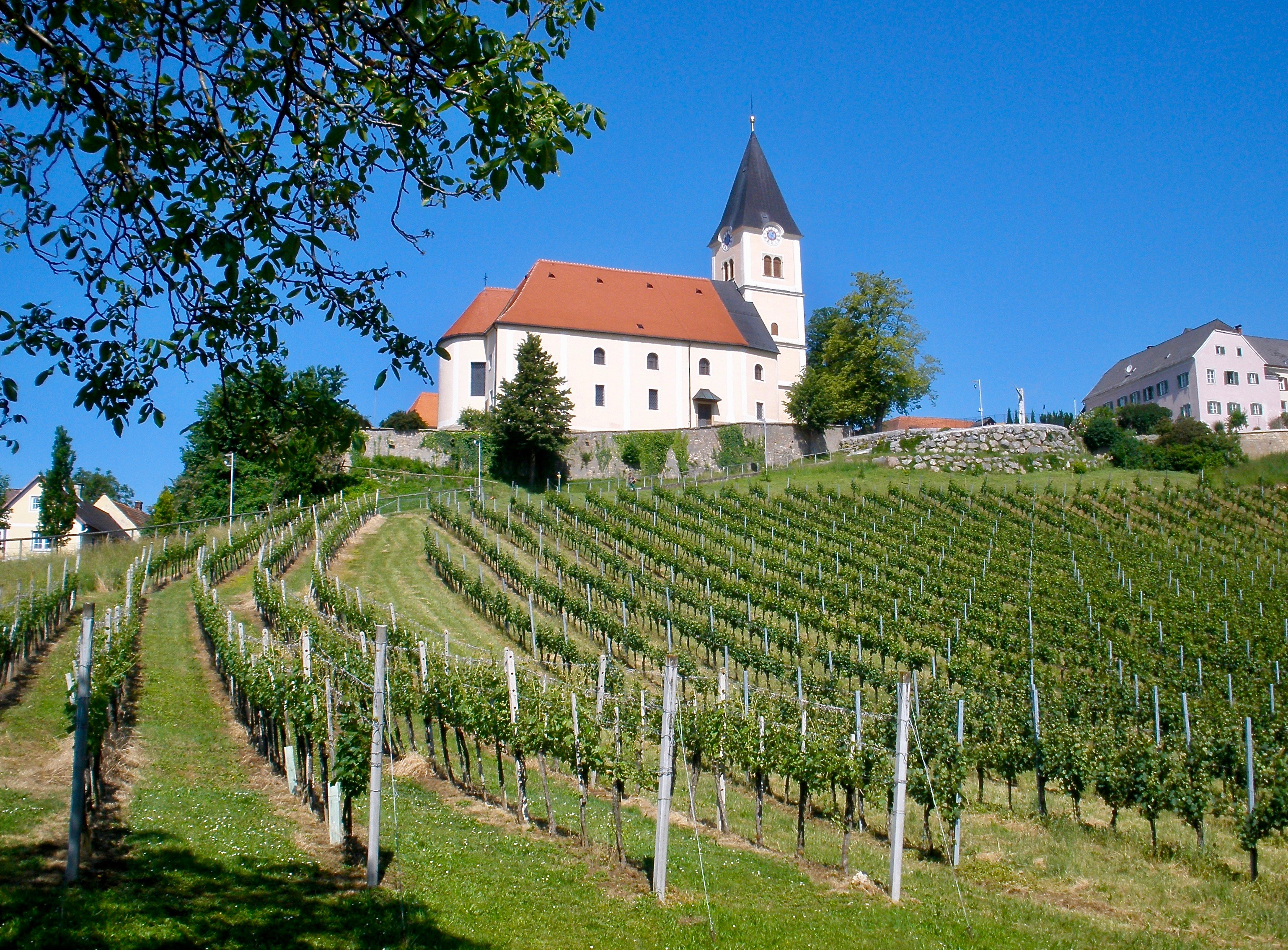
Stmk.: Weingarten in St. Anna am Aigen
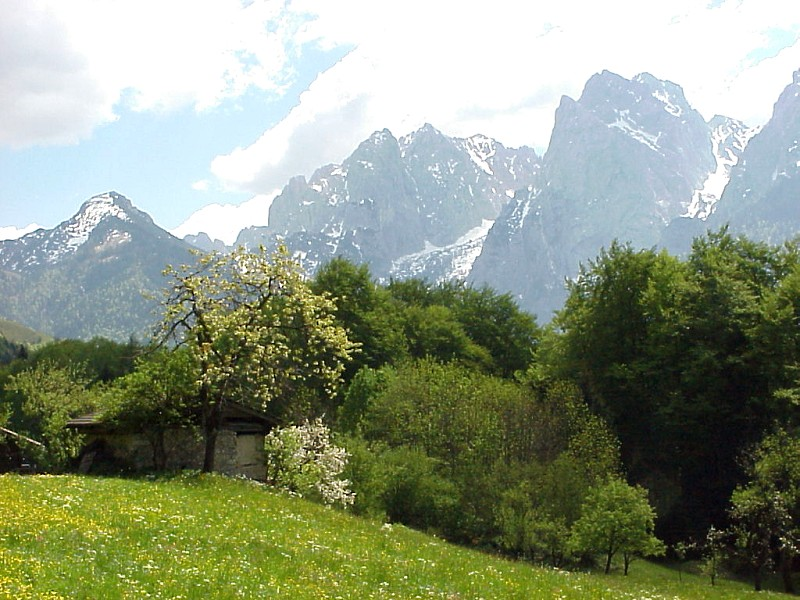
T: Kaisertal
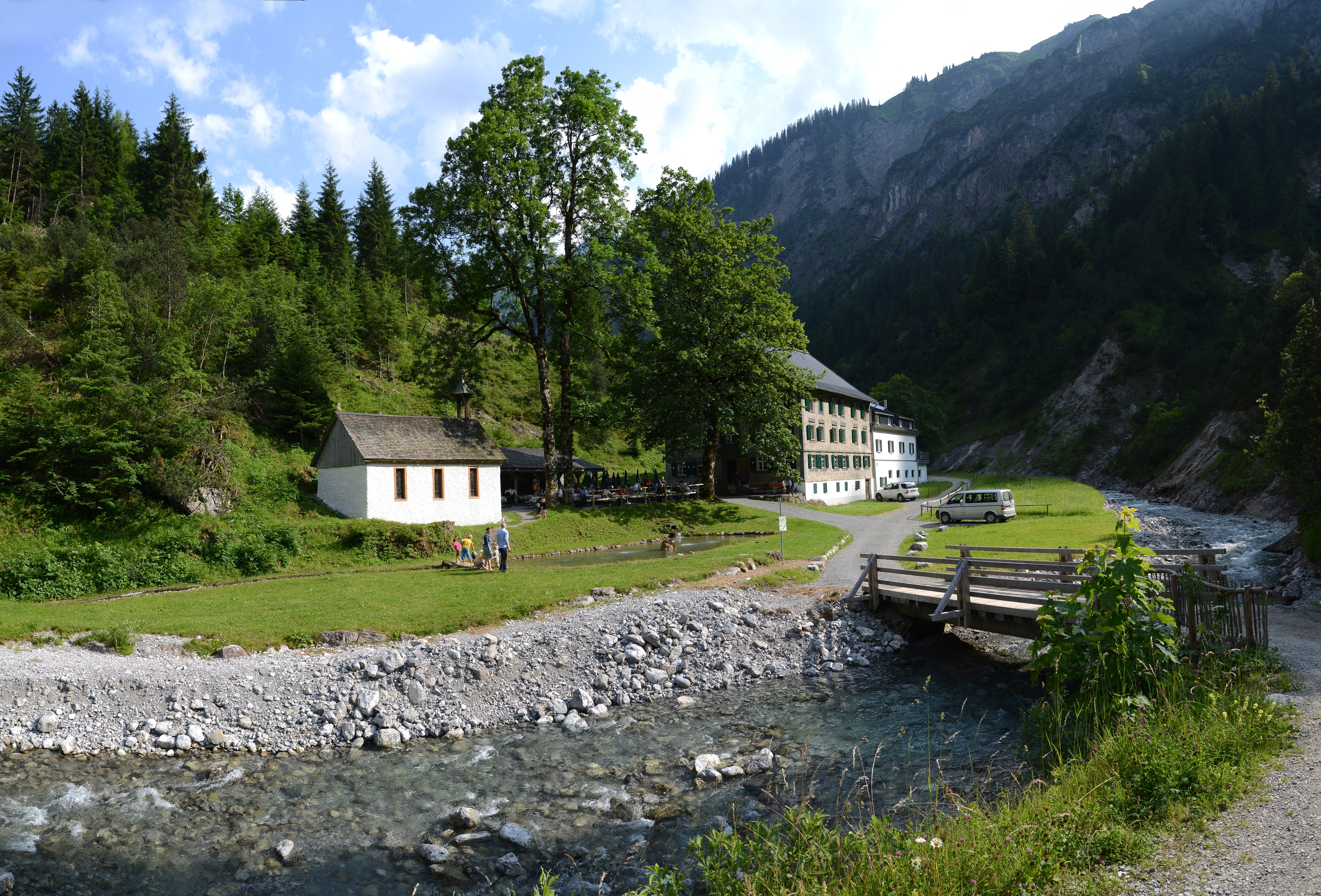
V: Bad Rotenbrunnen
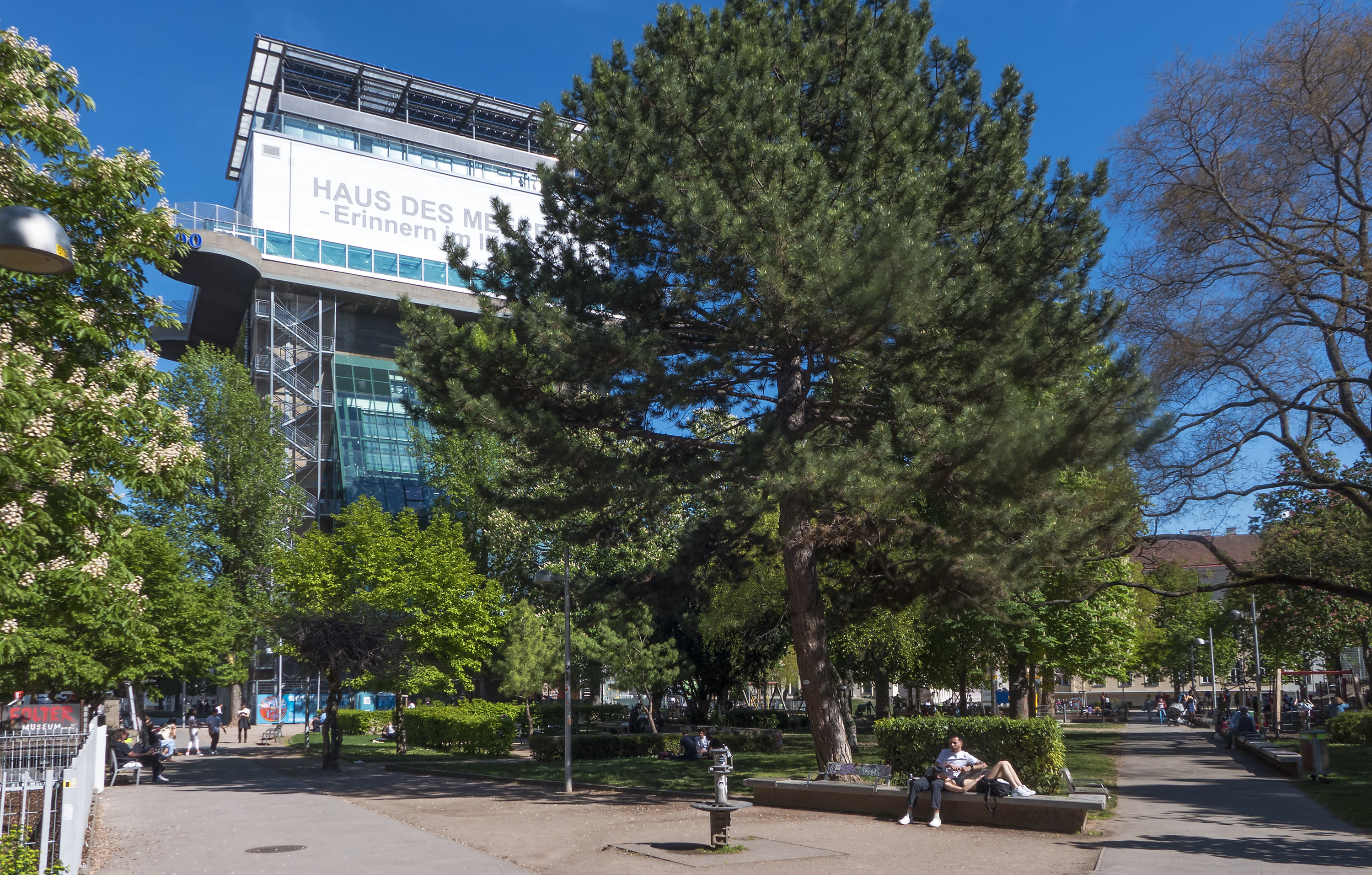
W: Haus des Meeres

### In der Vorauswahl ausgeschieden
- Burgenland:Die Rosalia, Ramsar-Gebiet Güssinger Fischteiche[16]
- Kärnten: Künstlerstadt Gmünd, Granitztal
- Niederösterreich: Mohndorf Armschlag, Museumsdorf Niedersulz
- Oberösterreich: Grünau im Almtal, Hochmoor Teichlboden
- Salzburg: Kallbrunnalm, Falkensteinwand in Sankt Gilgen
- Steiermark: Spiegelsee, Wasserlochklamm Palfau
- Tirol: Stuibenfall im Ötztal, Wolfsklamm bei Stans
- Vorarlberg: Gottesackerplateau, Dornbirner Schluchten (siehe Dornbirner Ach, Alplochschlucht und Rappenlochschlucht)
- Wien: Grüner Prater, Hermesvilla

### Moderatoren und Prominente
- Elisabeth Pauer und Eva-Maria Marold (B)
- Hannes Orasche und Thomas Morgenstern (Ktn.)
- Margit Laufer und Alfred Komarek (NÖ)
- Jutta Mocuba und Angelika Niedetzky (OÖ)
- Conny Deutsch und Lukas Schweighofer (Sbg.)
- Franz Neger und Marion Kreiner (Stmk.)
- Katharina Kramer und Marc Pircher (T)
- Martina Köberle und Reinhold Bilgeri (V)
- Elisabeth Vogel und Verena Scheitz (W)

## 2017
Das zweite Mal in Folge fand die Show am 26. Oktober, dem österreichischen Nationalfeiertag statt. Der Körbersee gewann vor dem Habachtal in Bramberg am Wildkogel und der Ysperklamm. Bis zu 1,025 Millionen Zuschauer sahen die Show.

### Plätze
- Burgenland: Weinidylle Csaterberg (Kohfidisch)[18]
- Kärnten: Wildensteiner Wasserfall
- Niederösterreich: Ysperklamm (3. Platz)
- Oberösterreich: Traunfall
- Salzburg: Habachtal in Bramberg am Wildkogel (2. Platz)
- Steiermark: Rassach
- Tirol: Gaistal/Seebensee
- Vorarlberg: Körbersee (Gesamtsieger)
- Wien: Michaelerplatz

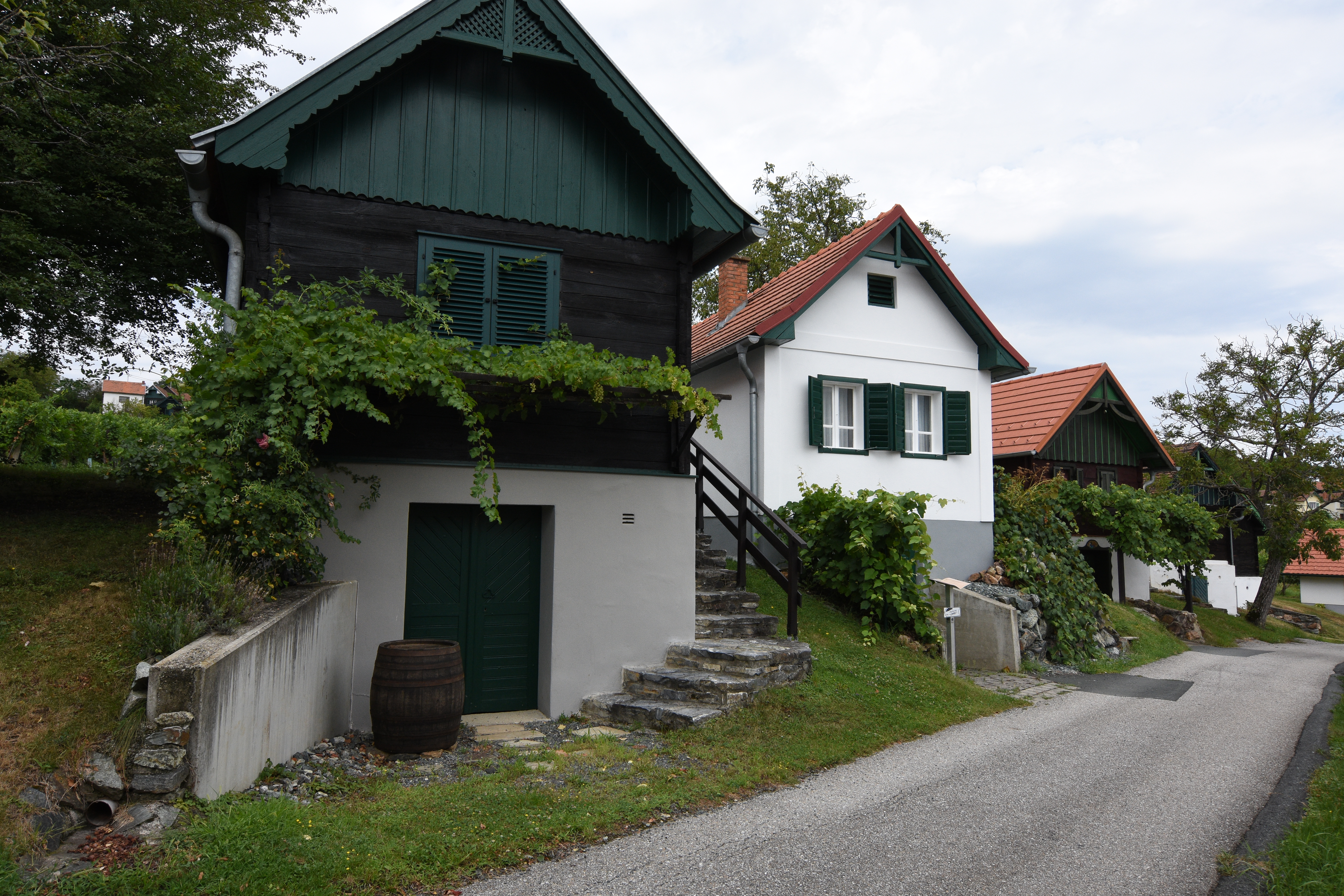
B: Weinidylle Csaterberg Kohfidisch
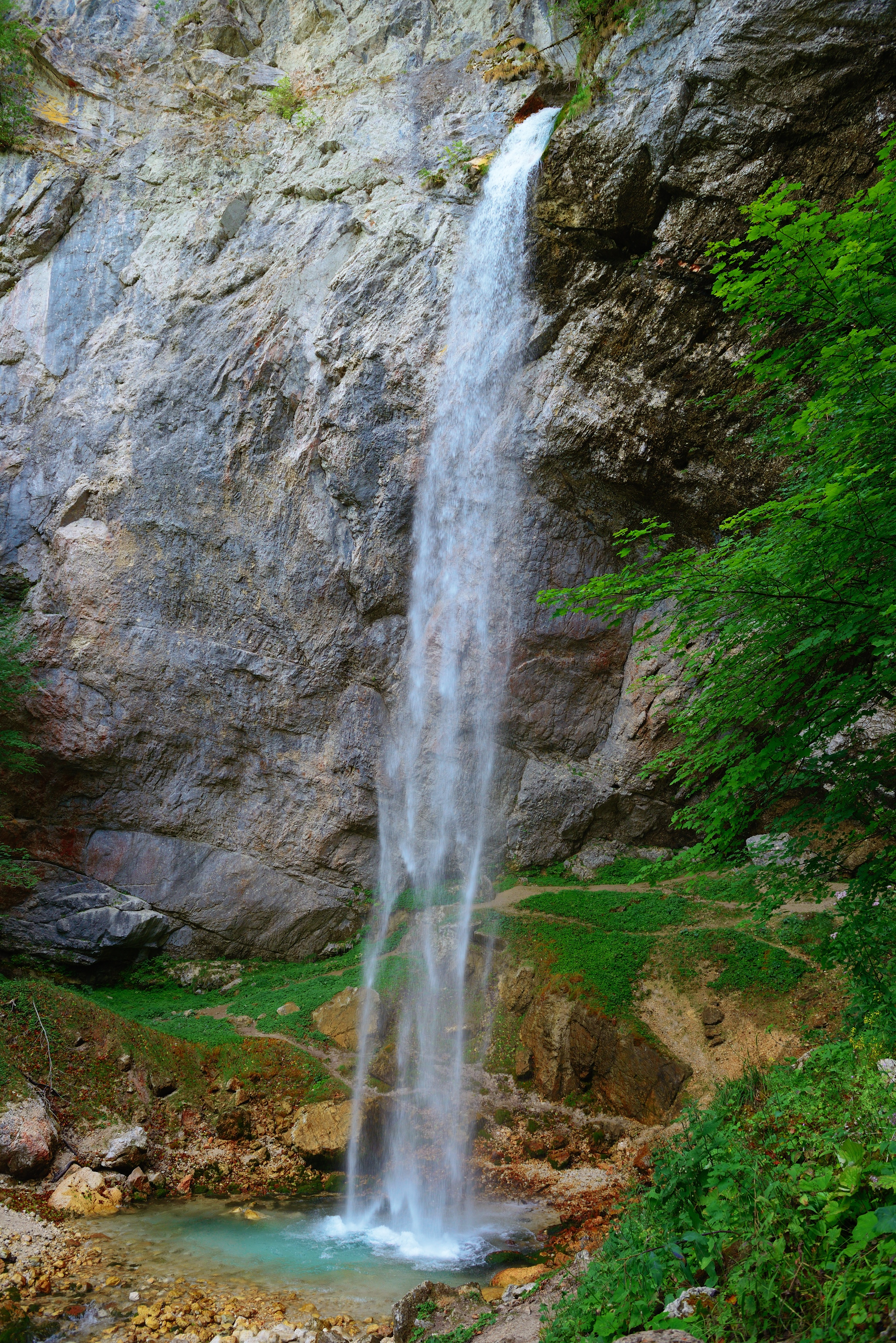
Ktn.: Wildensteiner Wasserfall
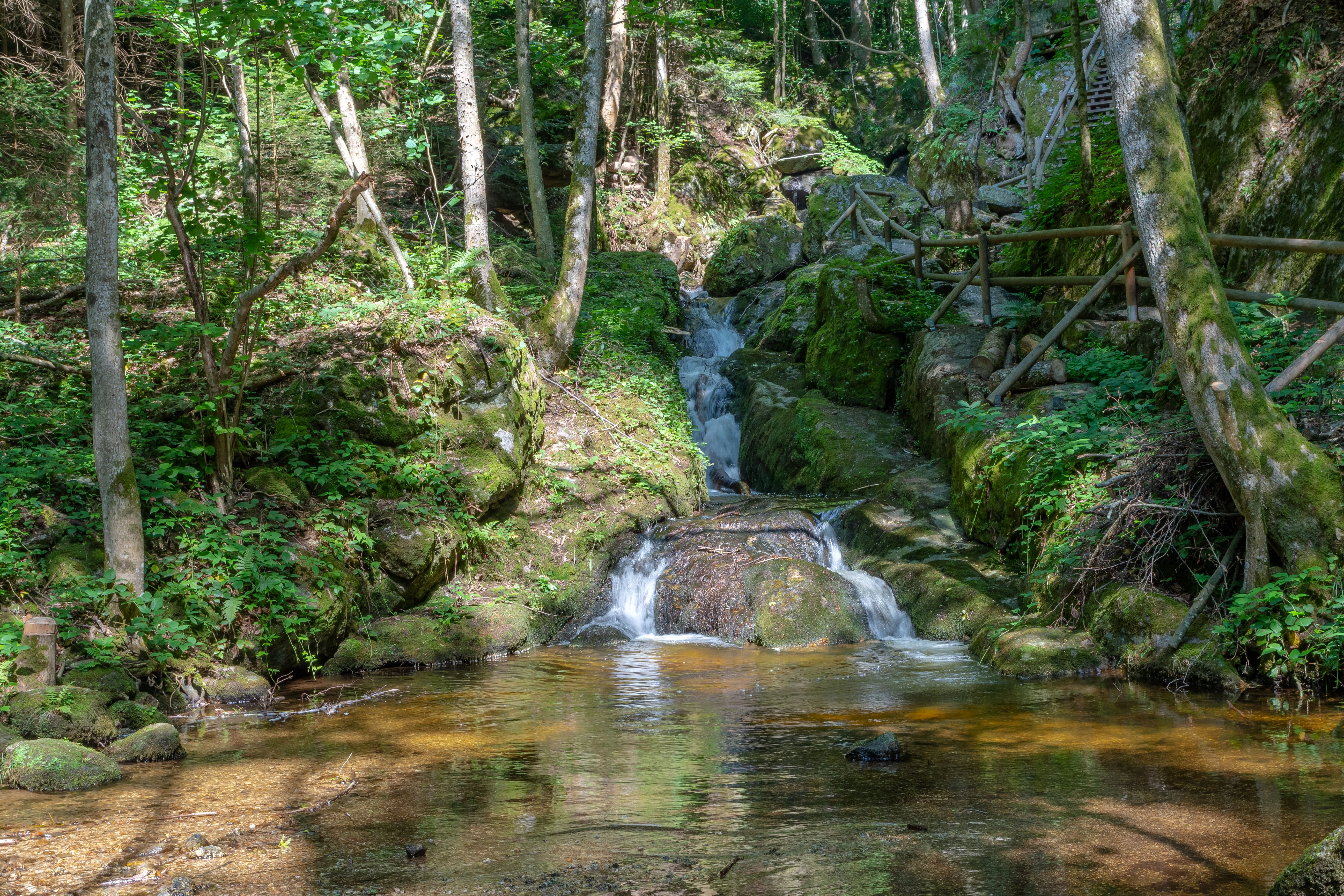
NÖ: Ysperklamm
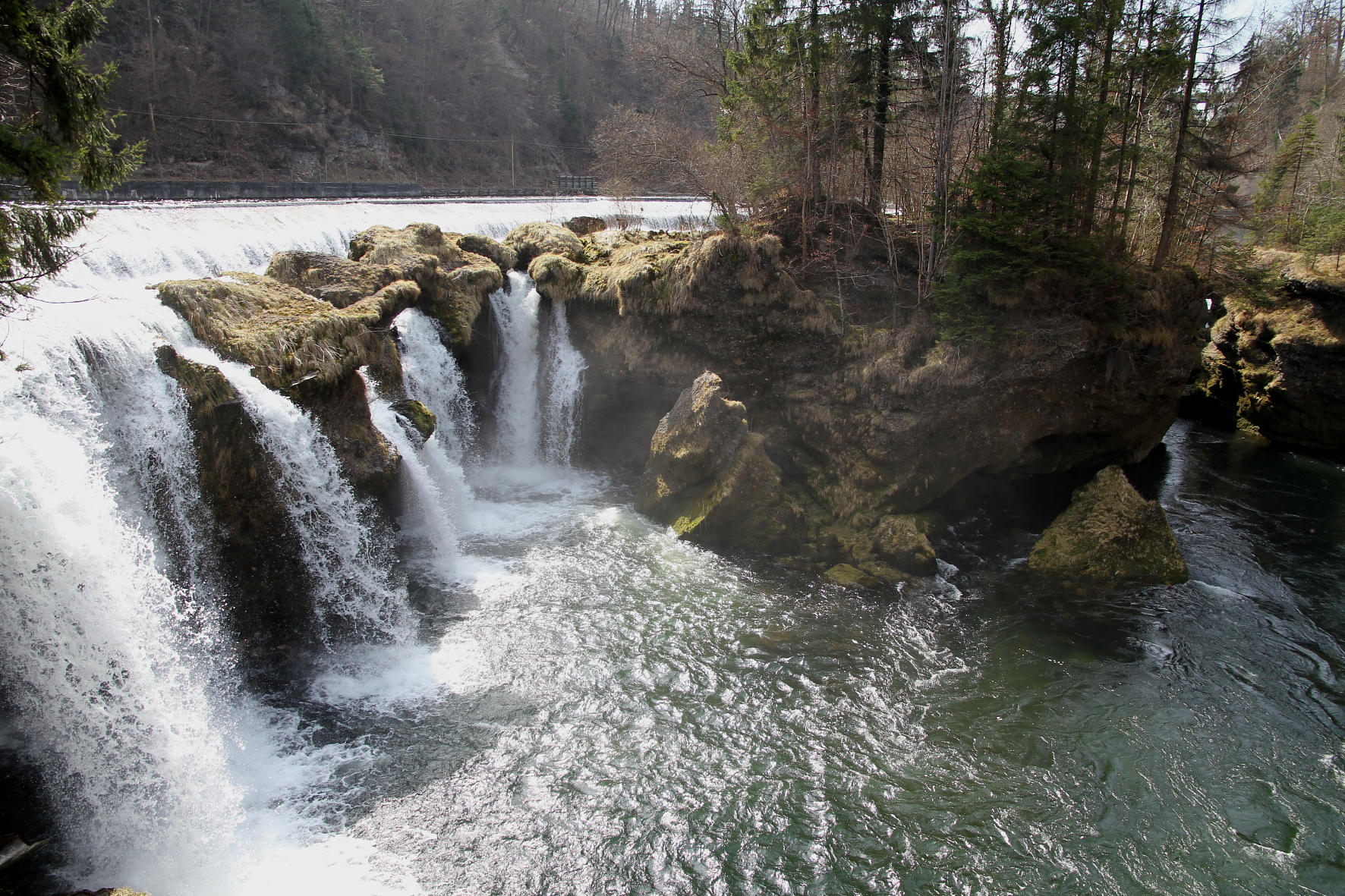
OÖ: Traunfall
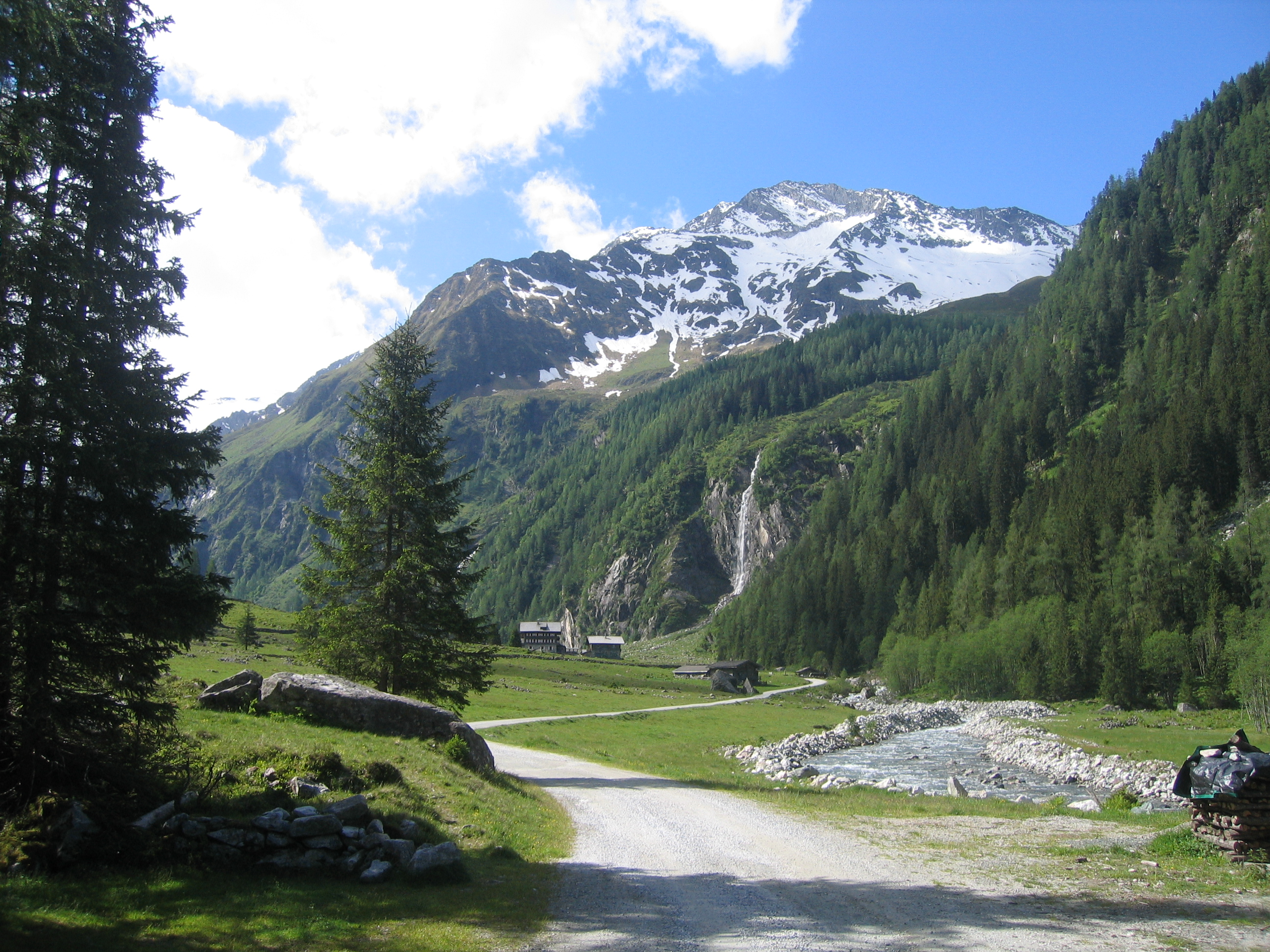
Sbg.: Habachtal in Bramberg am Wildkogel
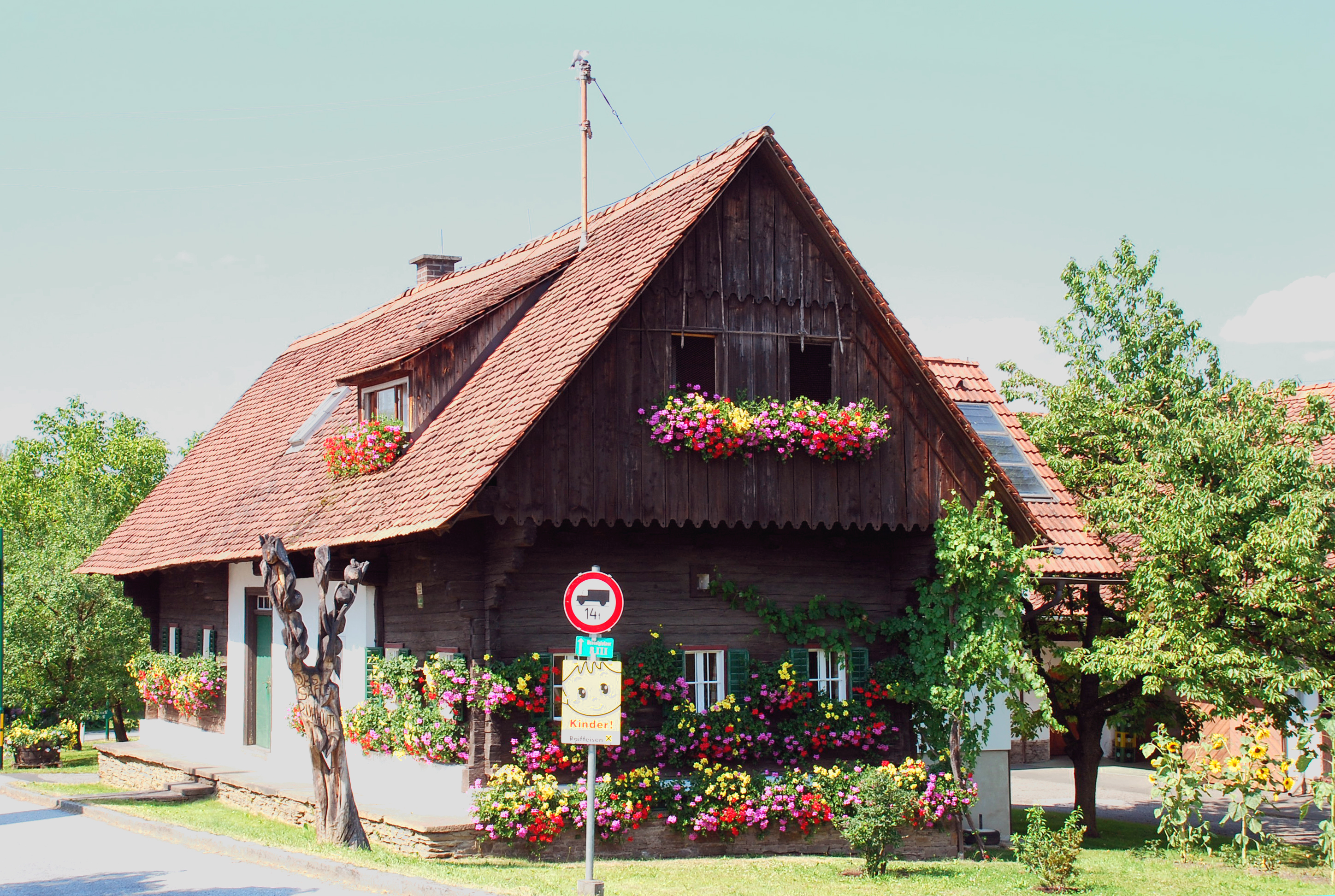
Stmk.: Rassach
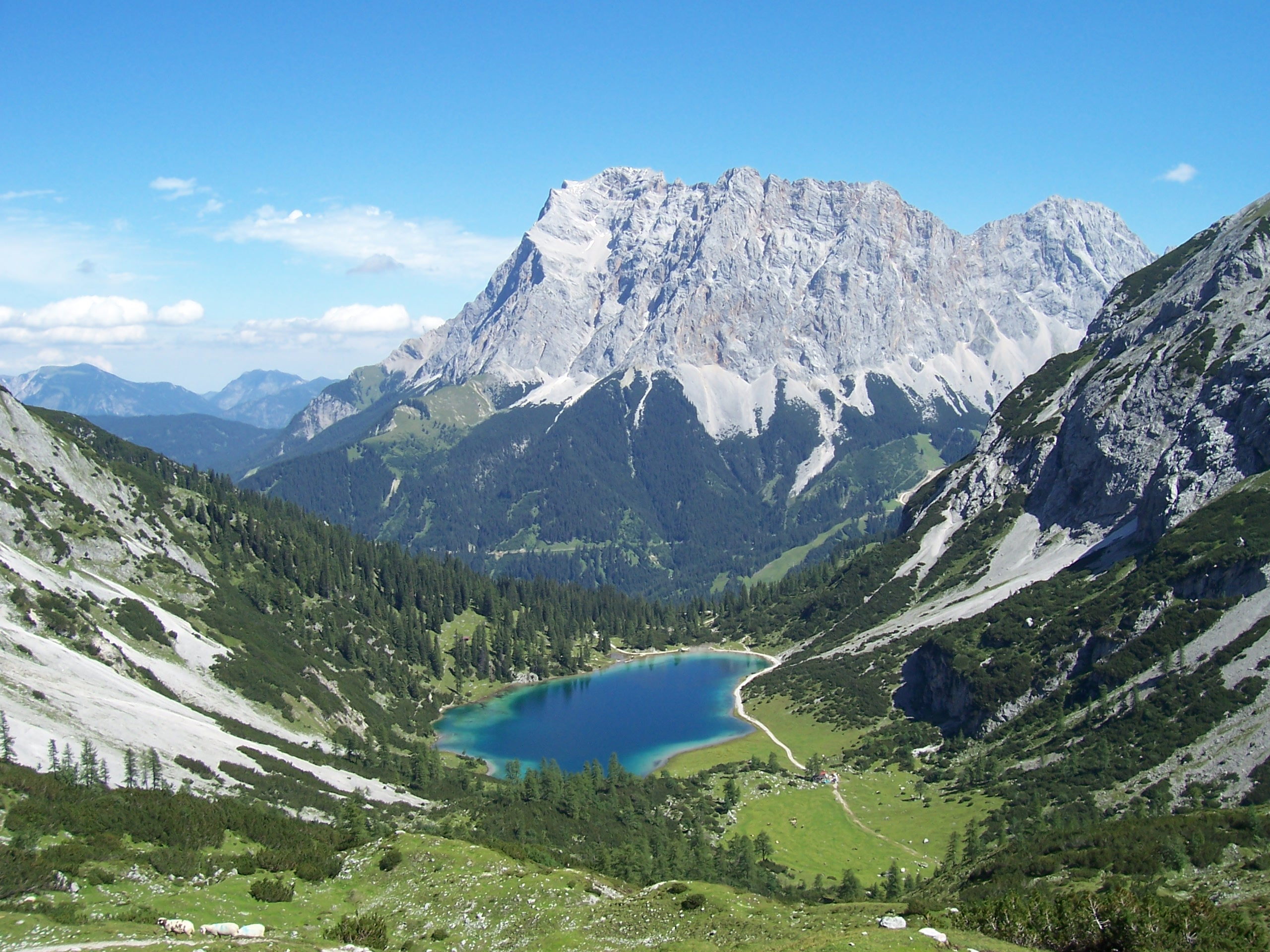
T: Seebensee
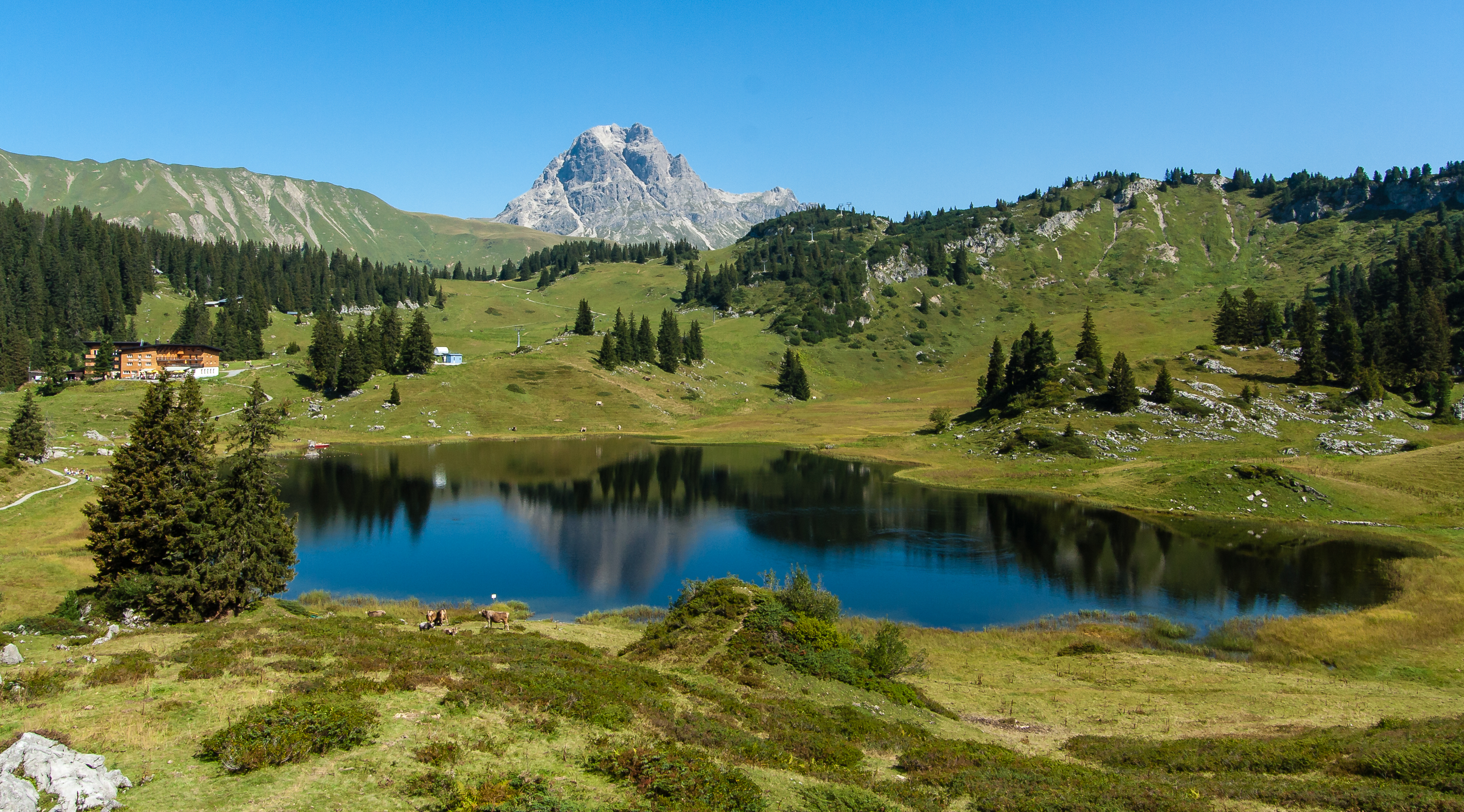
V: Körbersee
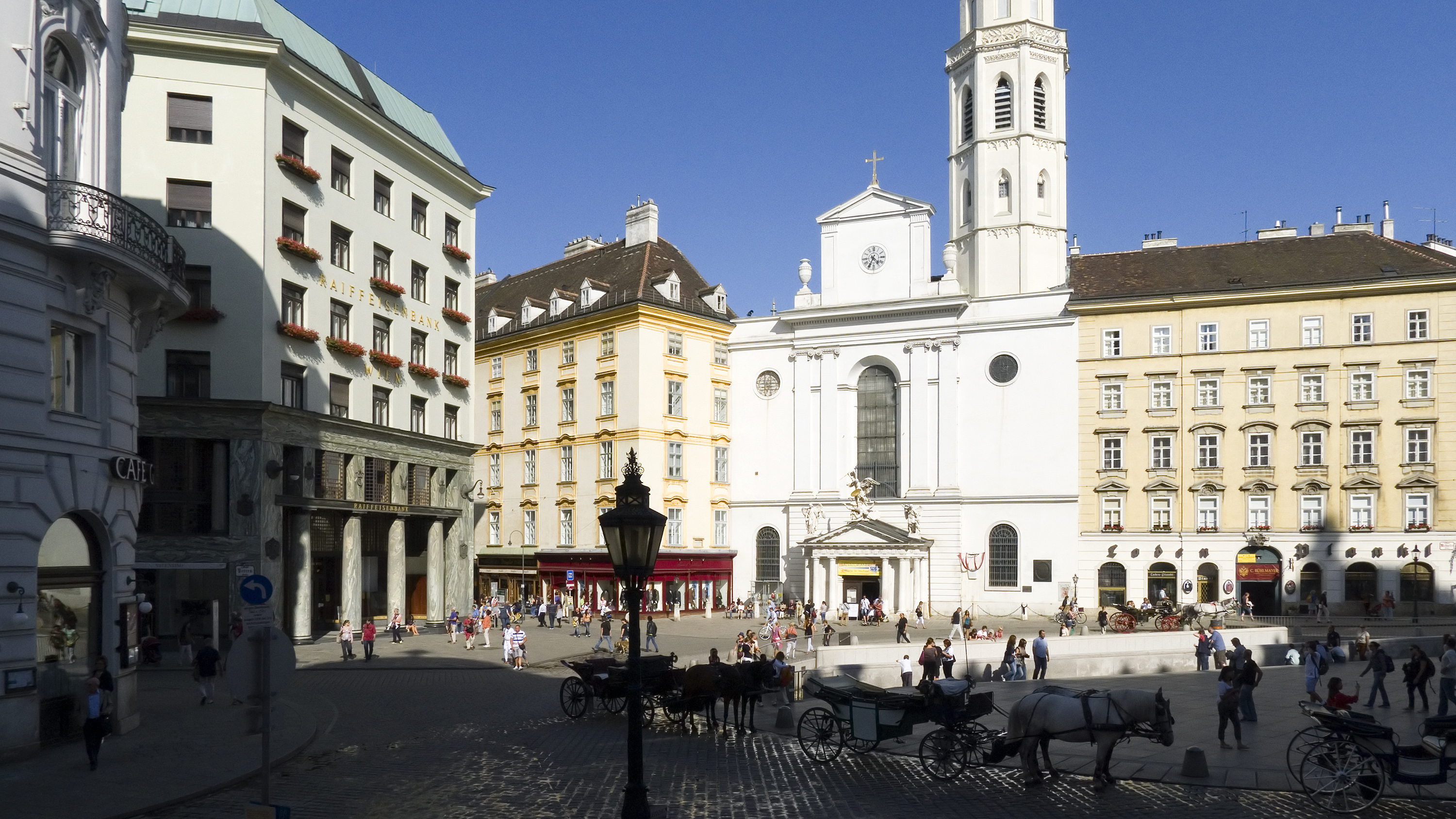
W: Michaelerplatz

### In der Vorauswahl ausgeschieden
- Burgenland: Kraftplatz Liebing, Dorfmuseum Mönchhof[19]
- Kärnten: Gut Lichtengraben, Raggaschlucht
- Niederösterreich: Hermannshöhle, Kellergasse Galgenberg
- Oberösterreich: Vogelgesangklamm, Schwarzenbergscher Schwemmkanal
- Salzburg: Taugl in Bad Vigaun (siehe auch Tauglgries), Rotgüldenseen in Muhr
- Steiermark: Dampfzug Murtalbahn, Ödensee
- Tirol: Kaiserklamm, Ober- und Unterstalleralm
- Vorarlberg: Naturtal Bregenzer Ach, Maisäß Bartholomäberg
- Wien: Campus WU, Donaukanal

### Moderatoren und Prominente
- Elisabeth Pauer und Julia Dujmovits (B)
- Johannes Orasche und Julia Cencig (Ktn.)
- Claudia Schubert und Daniela Fally (NÖ)
- Jutta Mocuba und Ferry Öllinger (OÖ)
- Conny Deutsch und Reinfried Herbst (Sbg.)
- Franz Neger und Johannes Silberschneider (Stmk.)
- Katharina Kramer und Katharina Straßer (T)
- Kerstin Polzer und Reinhard Haller (V)
- Elisabeth Vogel und Chris Lohner (W)

## 2018
Bei der fünften Show gewann der Schiederweiher vor Hintersteinersee mit der Walleralm und Schüsserlbrunn. Bis zu 1,018 Millionen Zuschauer verfolgten die Sendung.

### Plätze
- Burgenland: Freilichtmuseum Ensemble Gerersdorf[21][22]
- Kärnten: Gamskogelhütte und Marienkapelle (Katschberg)
- Niederösterreich: Höllental
- Oberösterreich: Schiederweiher (Gesamtsieger)
- Salzburg: Maria Kirchthal
- Steiermark: Schüsserlbrunn (3. Platz)
- Tirol: Hintersteinersee und Walleralm (2. Platz)
- Vorarlberg: Silbertal
- Wien: Am Himmel

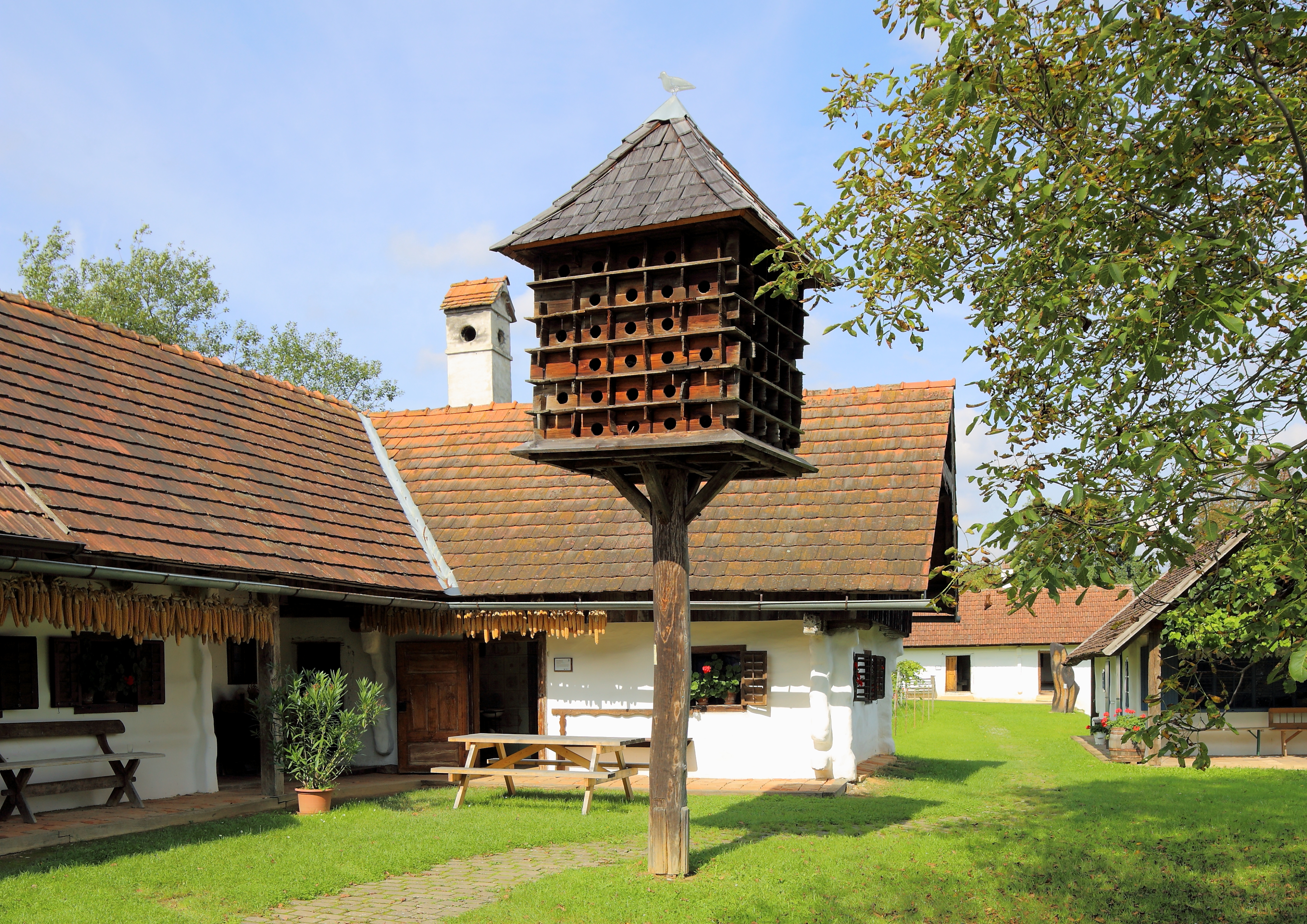
B: Freilichtmuseum Ensemble Gerersdorf
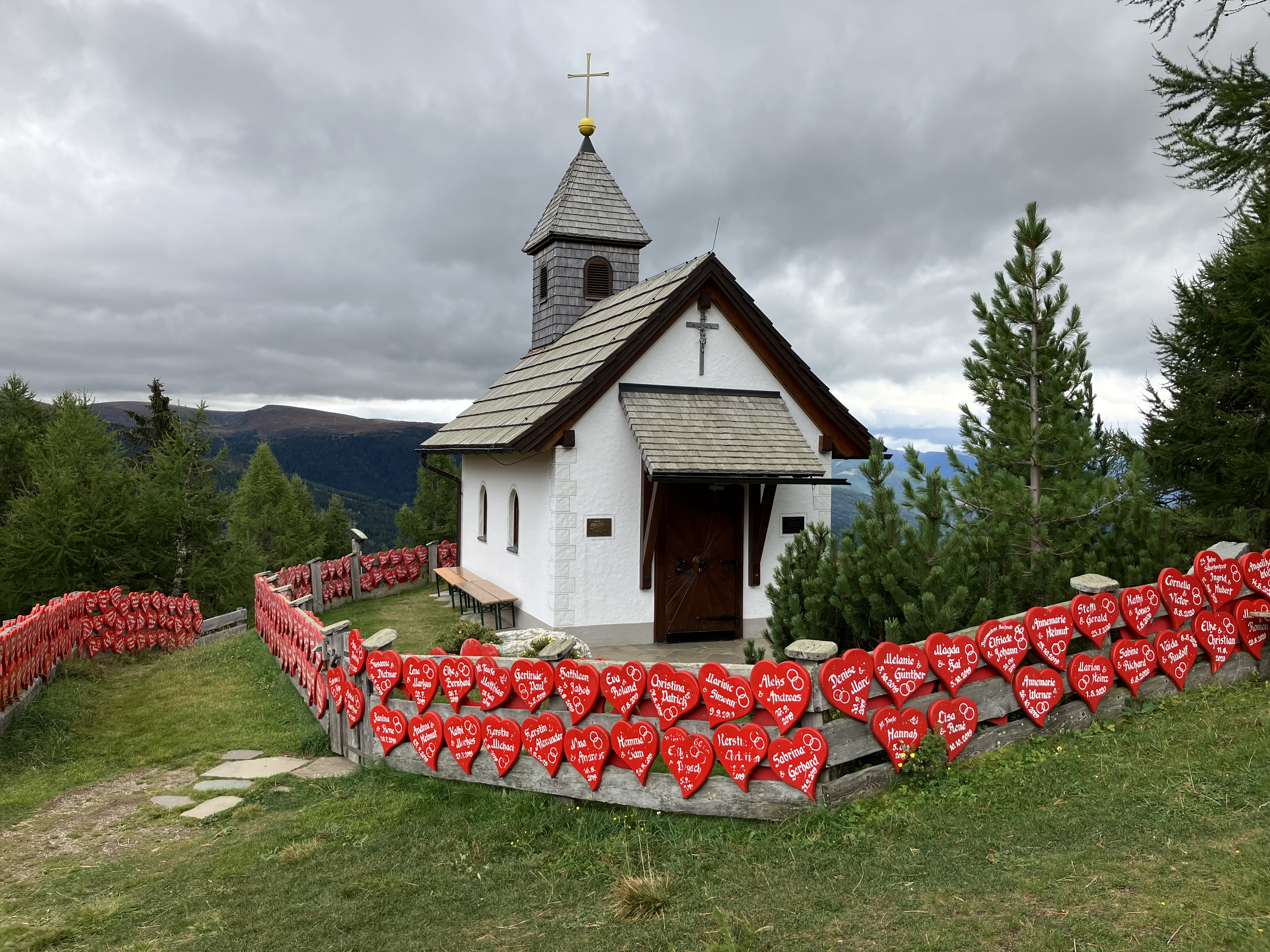
Ktn.: Marienkapelle am Katschberg
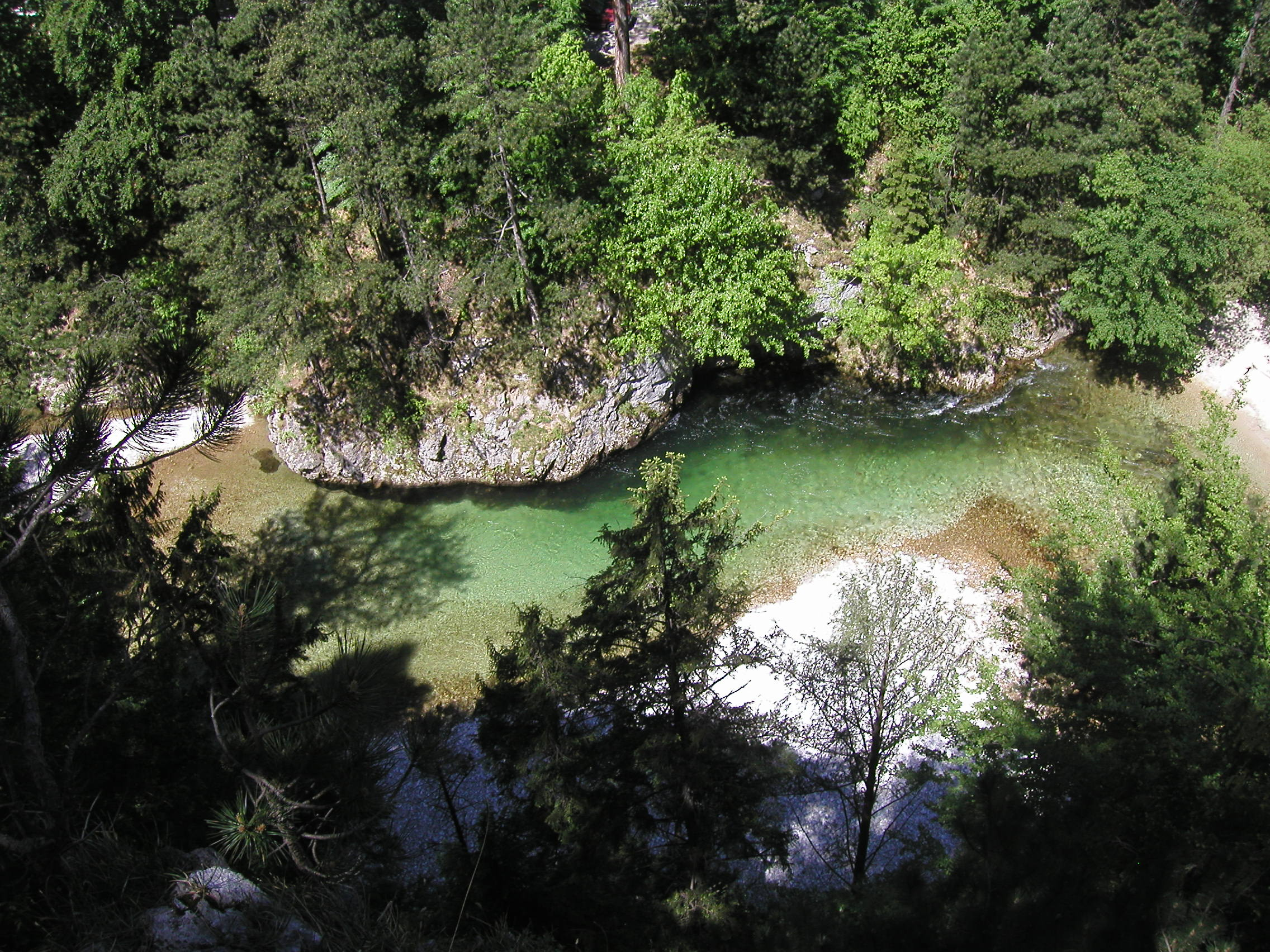
NÖ: Höllental
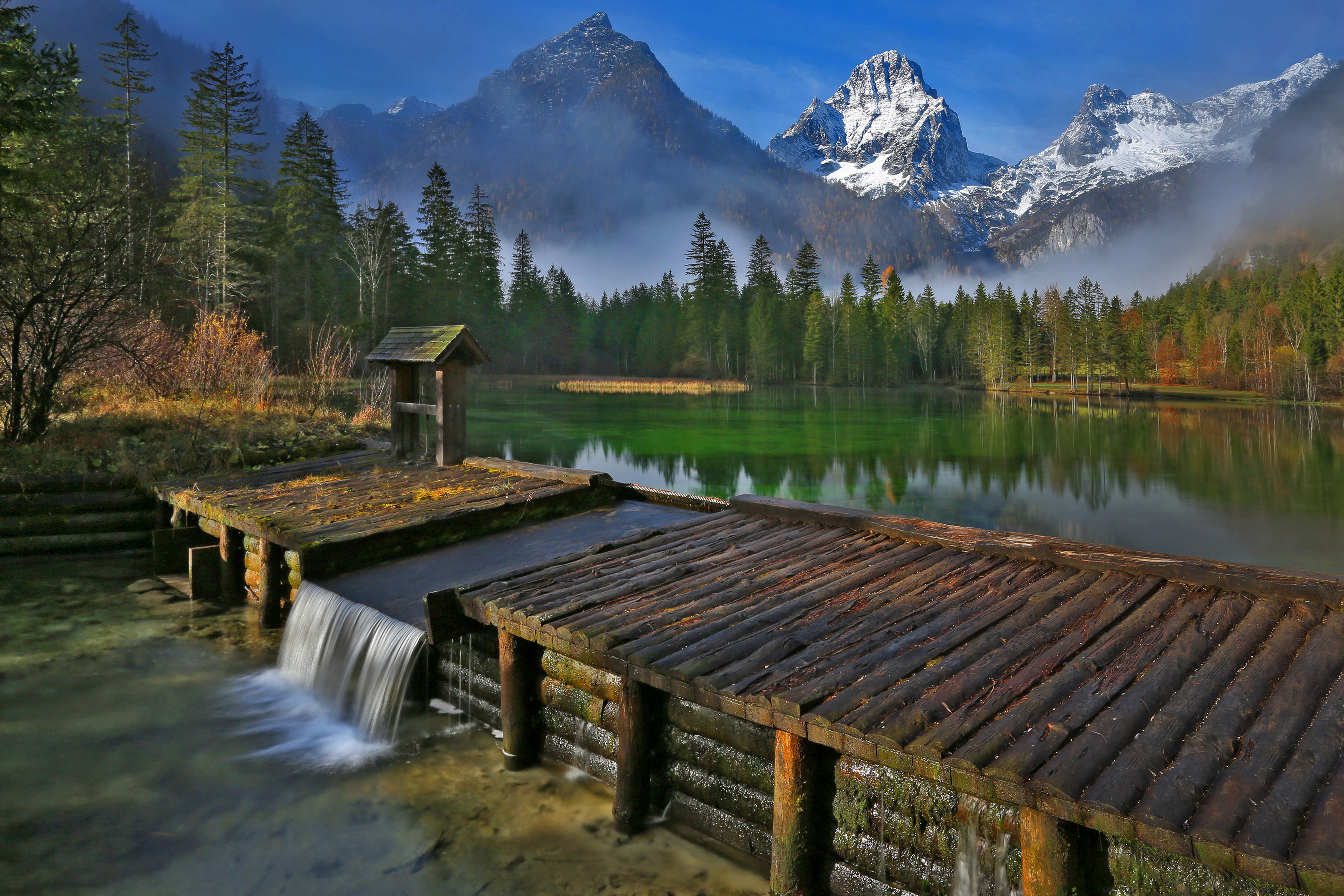
OÖ: Schiederweiher
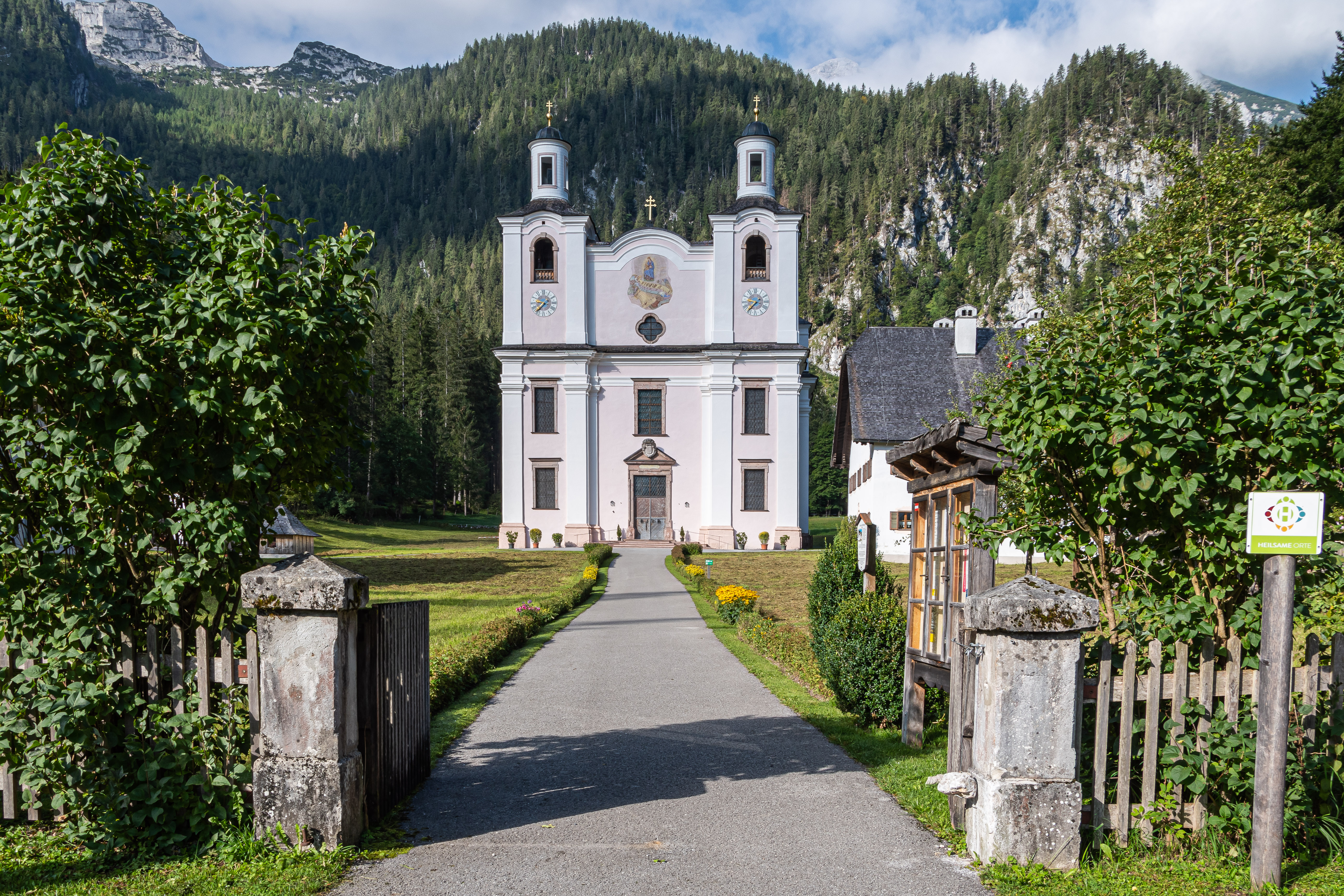
Sbg.: Maria Kirchental
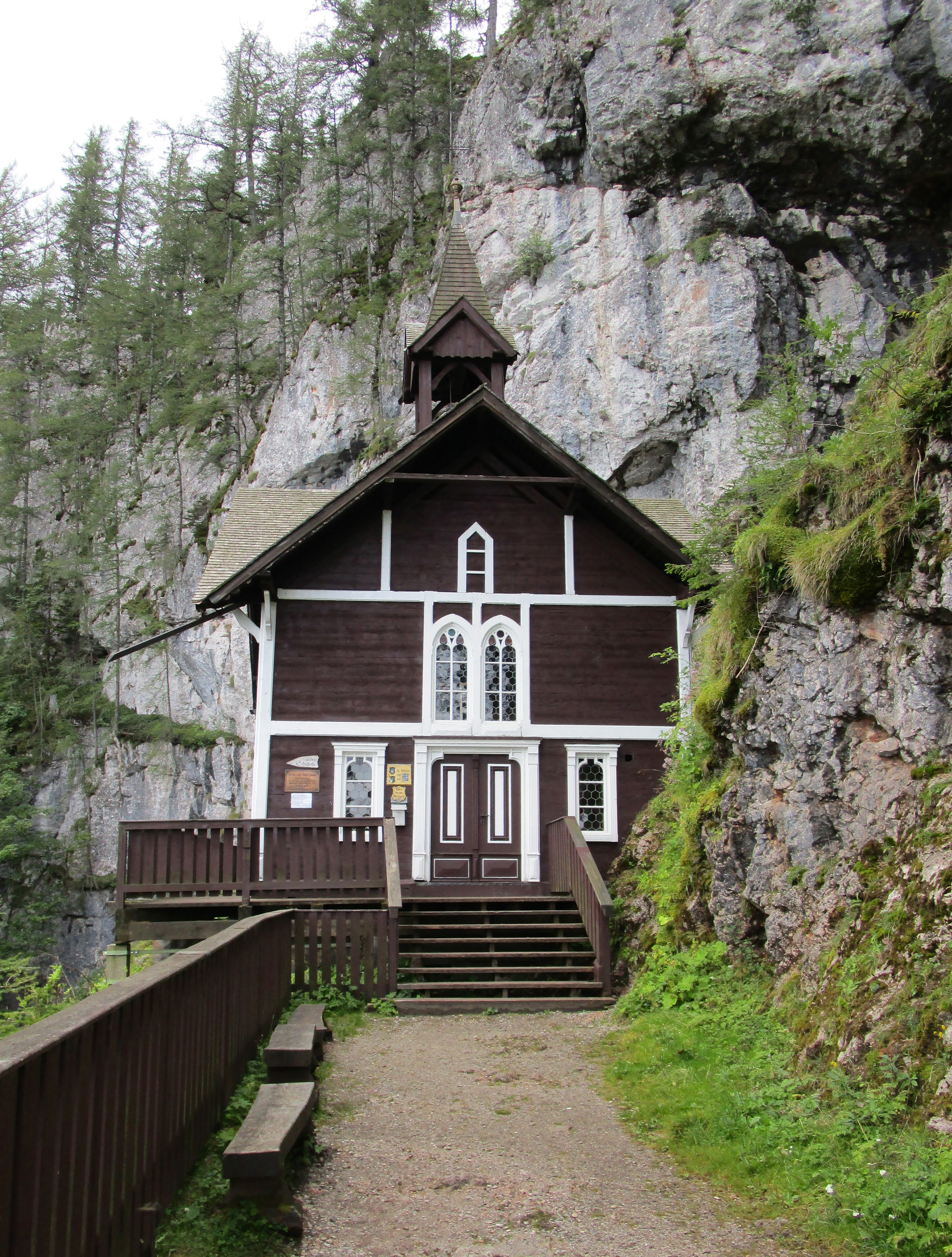
Stmk.: Schüsserlbrunn
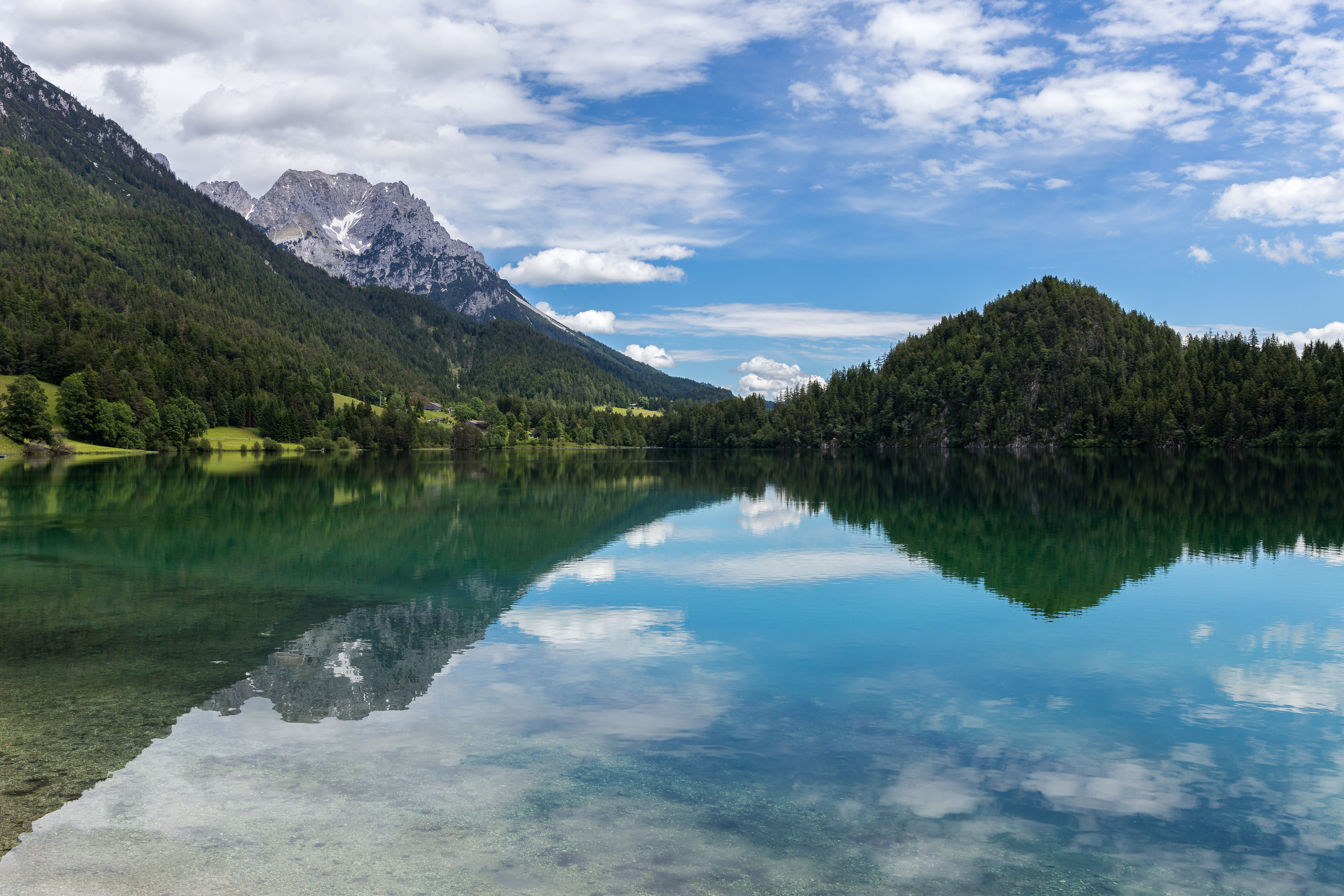
T: Hintersteinersee und Walleralm
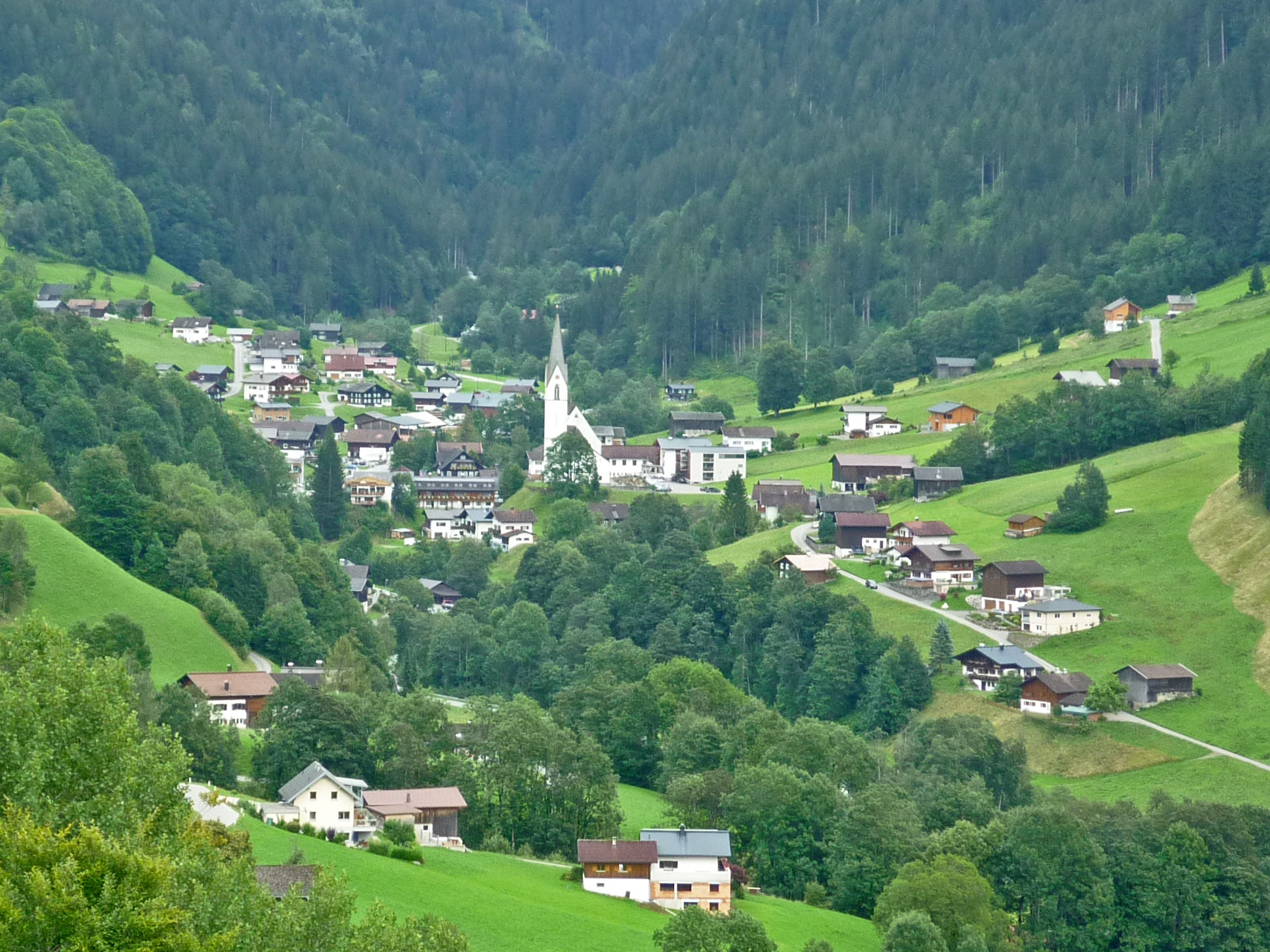
V: Silbertal
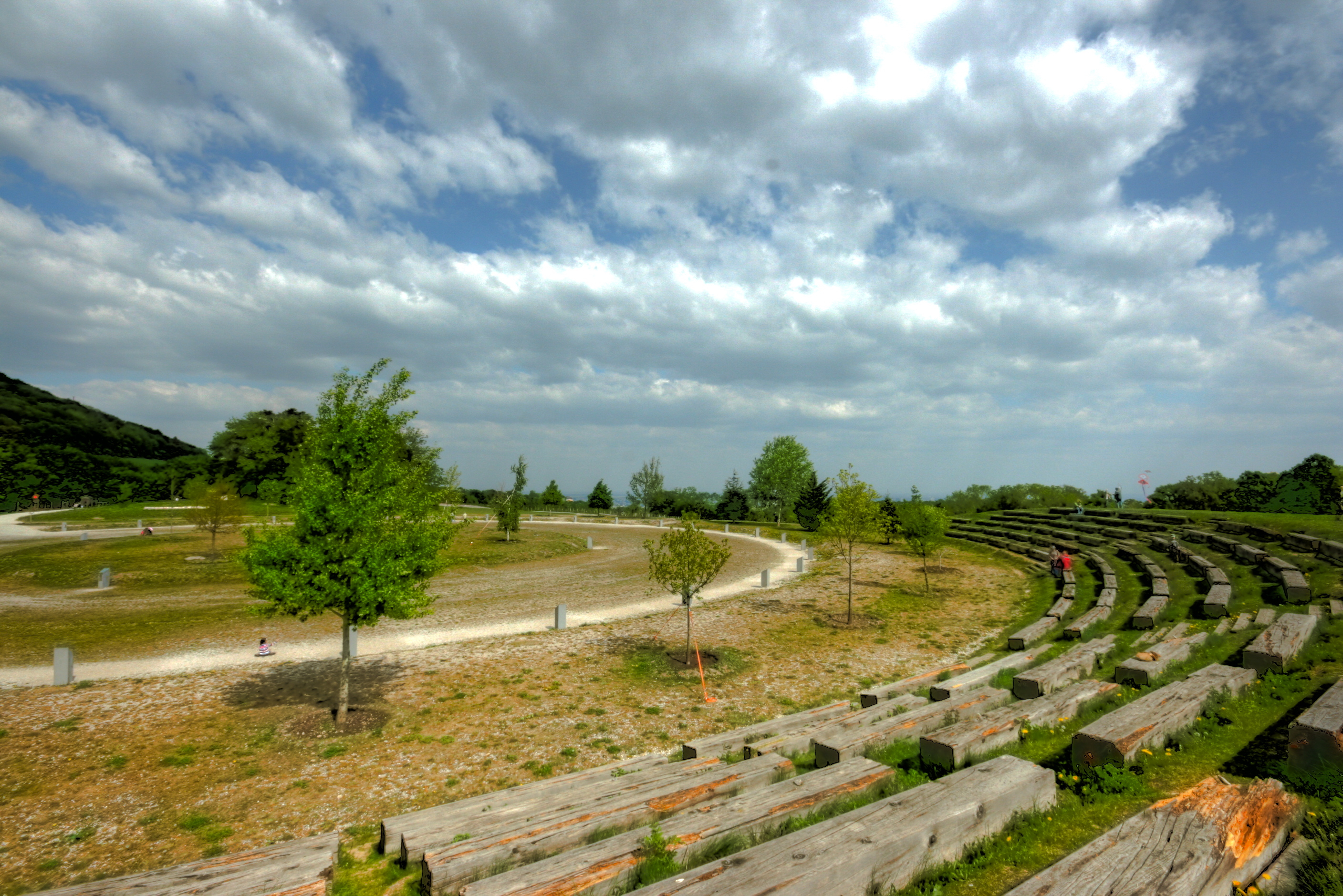
W: Lebensbaumkreis am Himmel

### In der Vorauswahl ausgeschieden
- Burgenland: Römerstraße St. Margarethen, Burg Lockenhaus[23]
- Kärnten: Diex mit der Saualm, Obir-Tropfsteinhöhlen
- Niederösterreich: Burgruine Aggstein, Stopfenreuther Au
- Oberösterreich: Gosausee, Fischkalter in Kremsmünster,
- Salzburg: Bürmooser Moor, Reedsee im Gasteiner Tal
- Steiermark: Brendlalm, Duisitzkarsee
- Tirol: Tiroler Lechauen, Schmirntal und Valsertal
- Vorarlberg: Bangs-Matschels, Kanisfluh
- Wien: Secession, Nationalbibliothek

### Moderatoren und Prominente
- Elisabeth Pauer und Dietmar Kerschbaum (B)
- Hannes Orasche und Dagmar Koller (Ktn.)
- Claudia Schubert und Toni Pfeffer (NÖ)
- Jutta Mocuba und Cesár Sampson (OÖ)
- Conny Deutsch und Thomas Geierspichler (Sbg.)
- Franz Neger und Eveline Wild (Stmk.)
- Katharina Kramer und Ronja Forcher (T)
- Kerstin Polzer und Stefan Pohl (V)
- Elisabeth Vogel und Maria Happel (W)

## 2019
Die Show fand am 26. Oktober 2019 statt – der Lünersee konnte sich gegen die Weingärten Hochgrail (Sankt Stefan ob Stainz) und die Waldviertler Naturstauseen durchsetzen. Bis zu 994.000 Zuschauer verfolgten die Sendung vor den Bildschirmen.

### Plätze
- Burgenland: Lange Lacke[25][26]
- Kärnten: Faaker See mit Schilf-Mäander
- Niederösterreich: Waldviertler Naturstauseen (Stausee Ottenstein, Stausee Dobra, Thurnberger Stausee) (3. Platz)
- Oberösterreich: Pesenbachtal
- Salzburg: Tappenkarsee
- Steiermark: Weingärten Hochgrail (Sankt Stefan ob Stainz) (2. Platz)
- Tirol: Karlsbader Hütte
- Vorarlberg: Lünersee (Gesamtsieger)
- Wien: Kirche am Steinhof

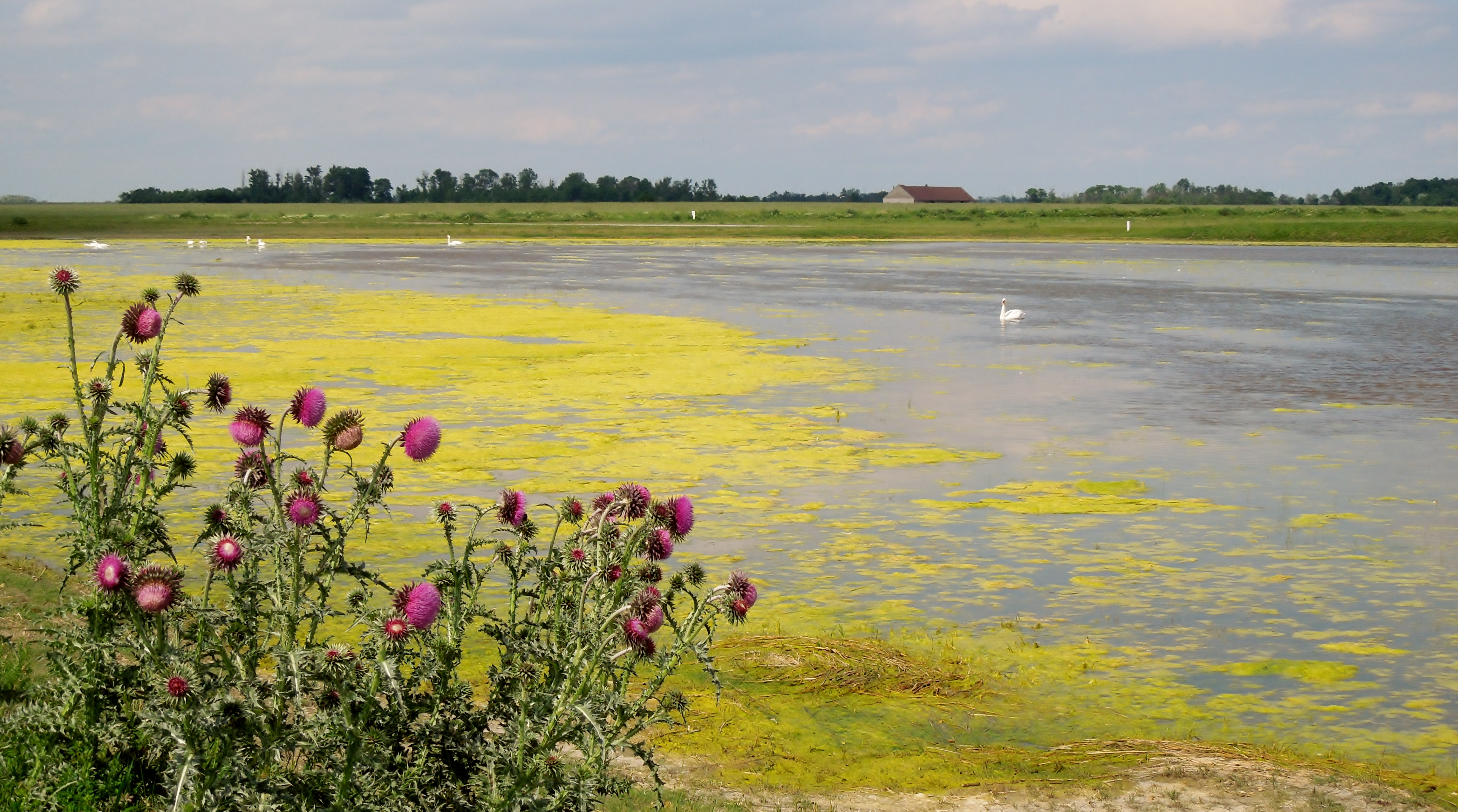
B: Lange Lacke
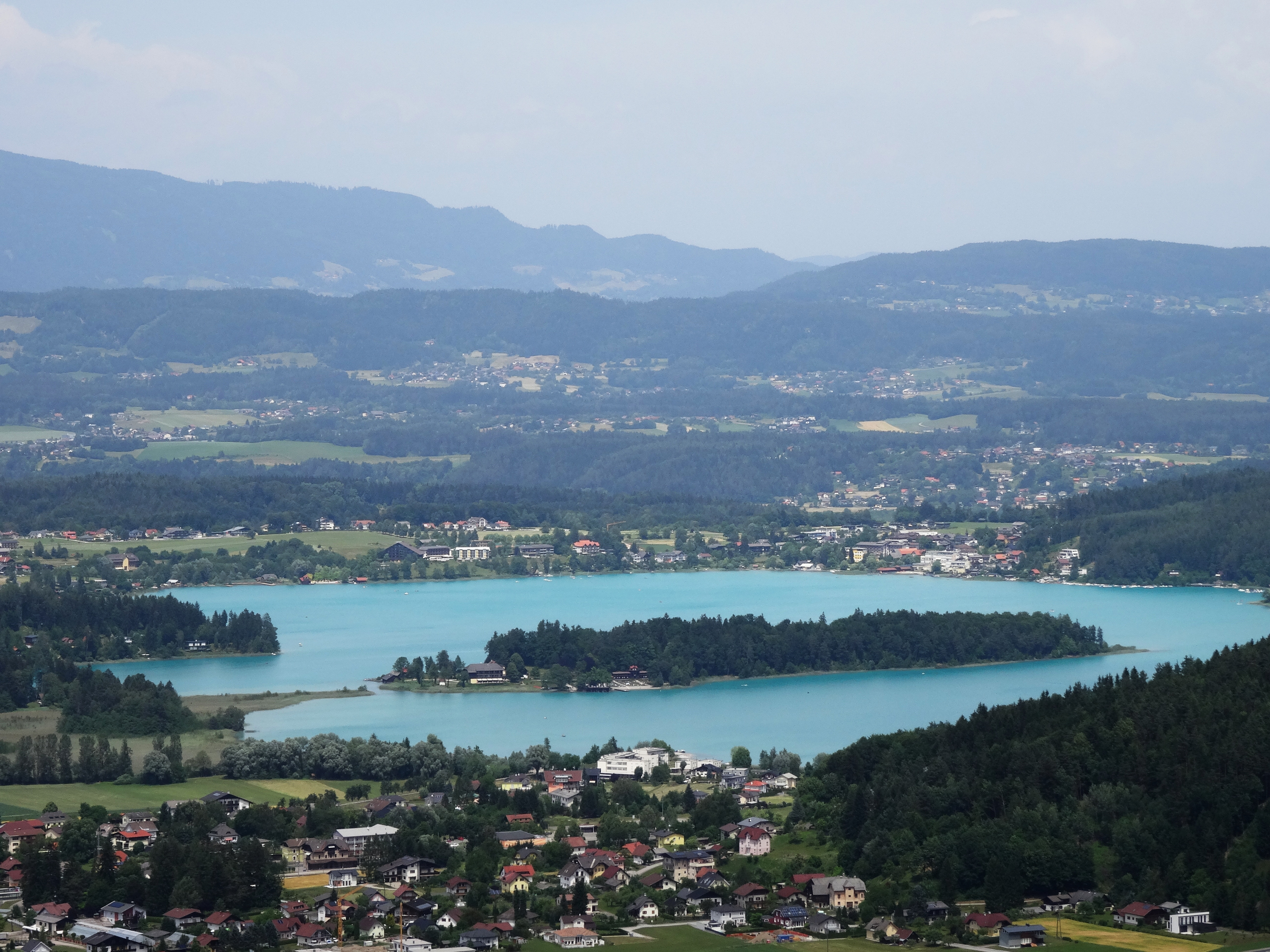
Ktn.: Faaker See
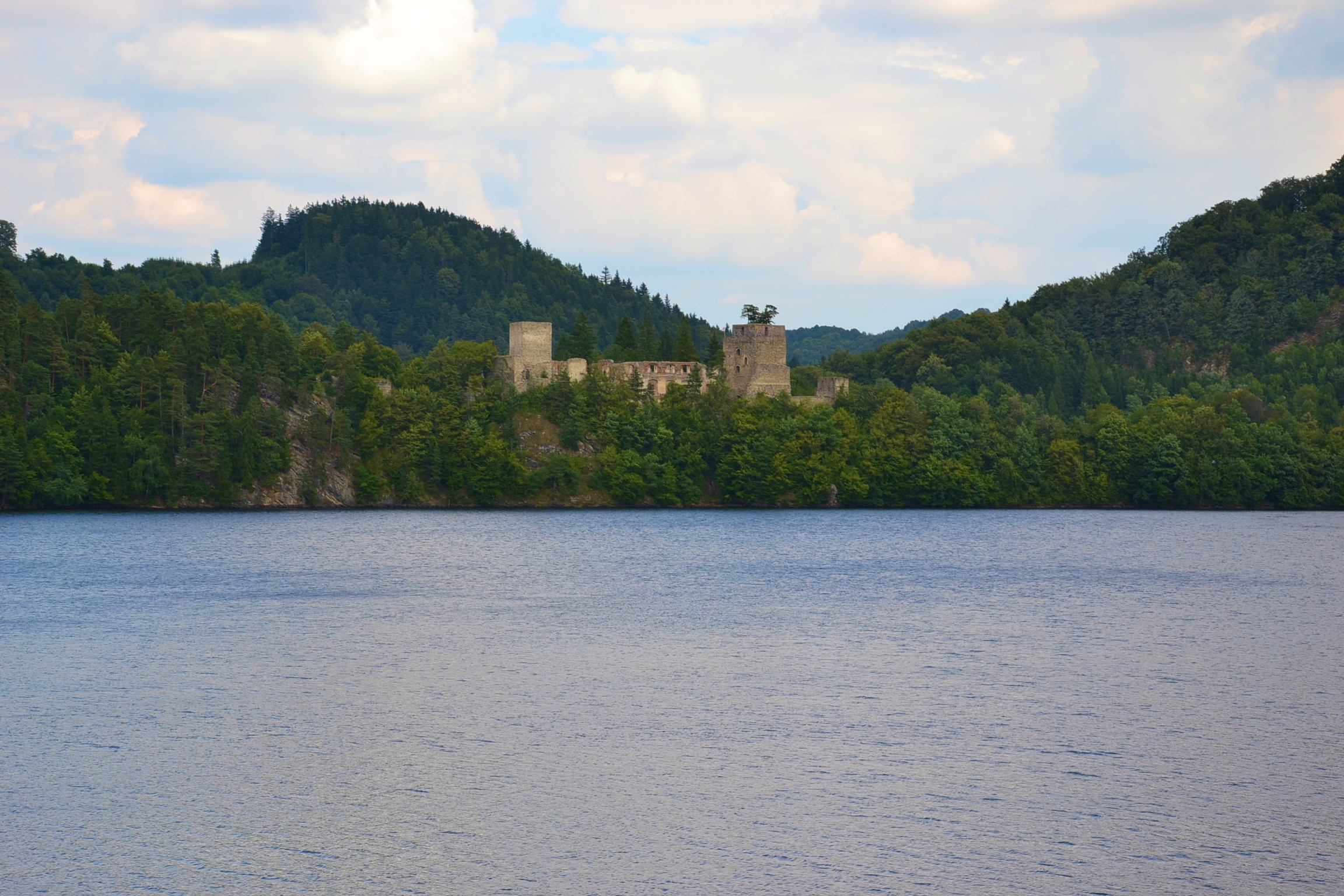
NÖ: Dobrastausee mit Burgruine Dobra
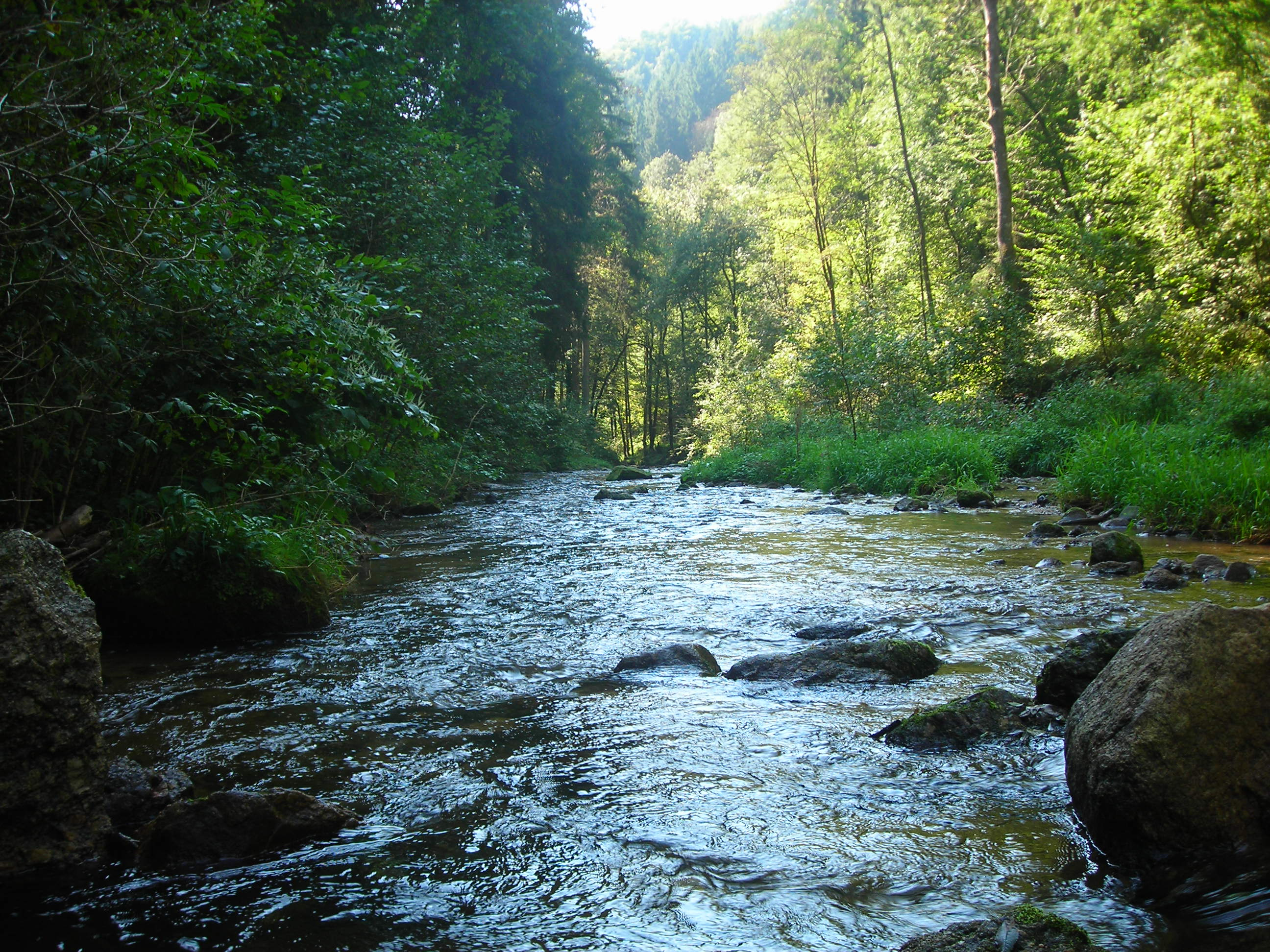
OÖ: Pesenbach
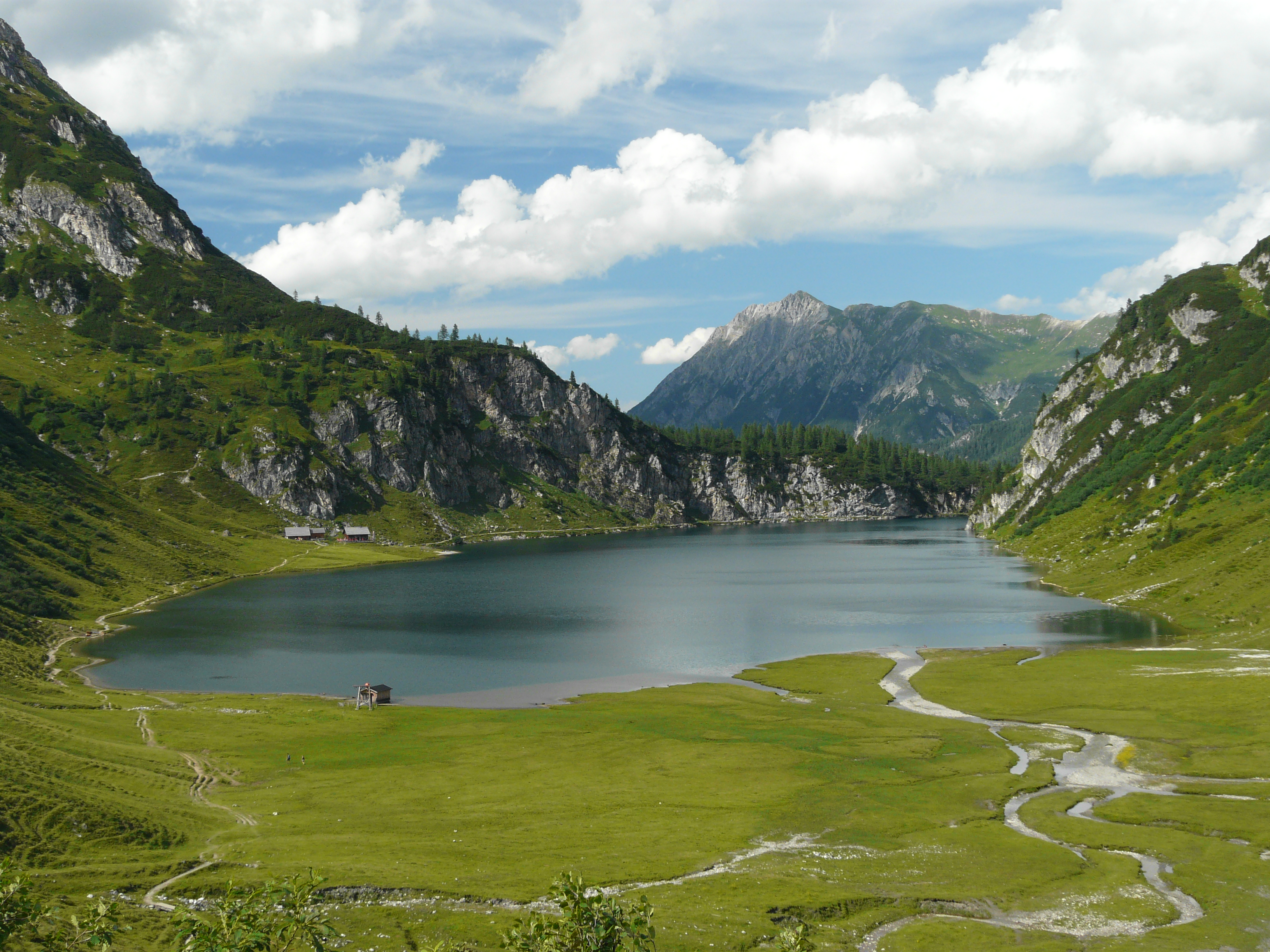
Sbg.: Tappenkarsee
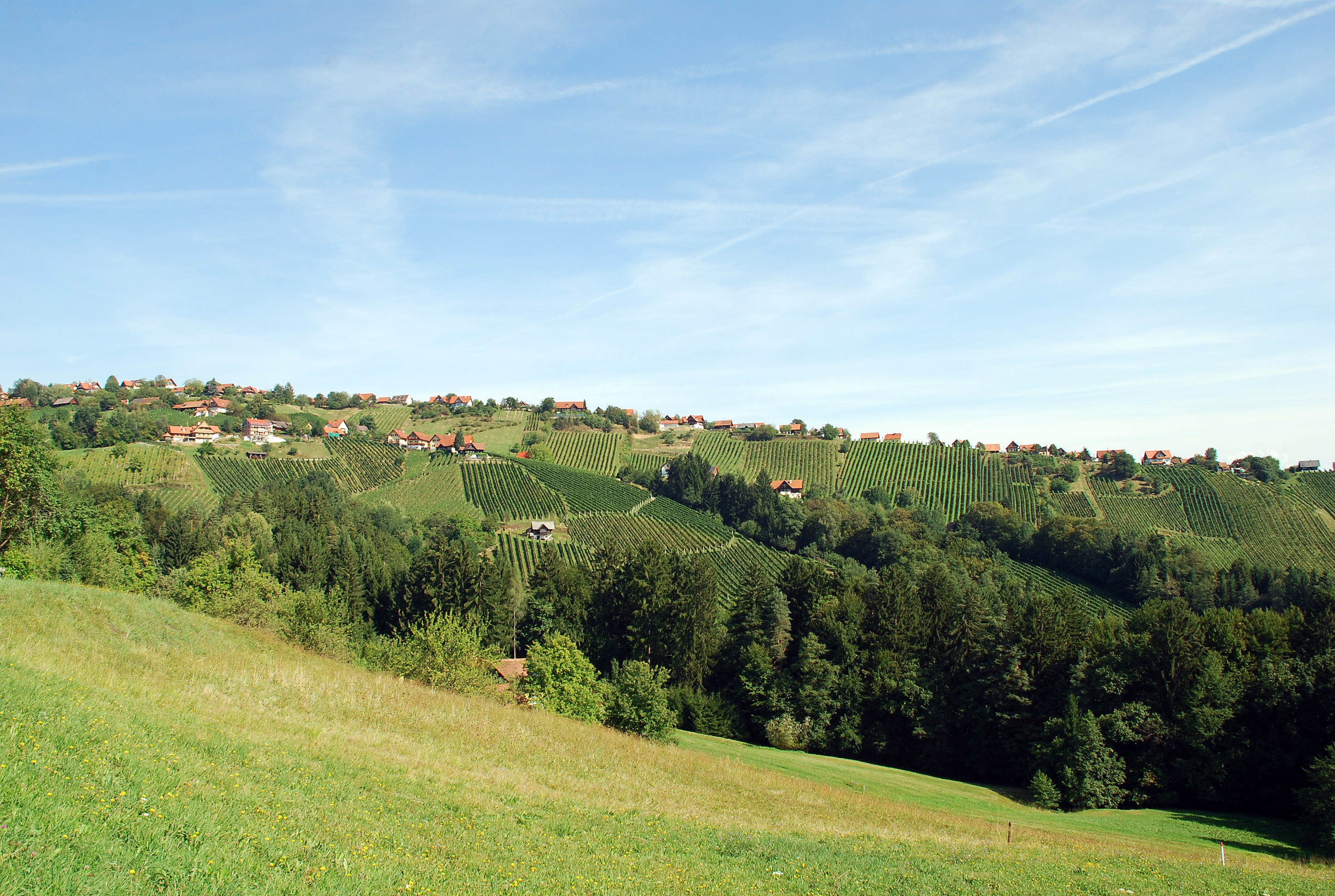
Stmk.: Weingärten Hochgrail
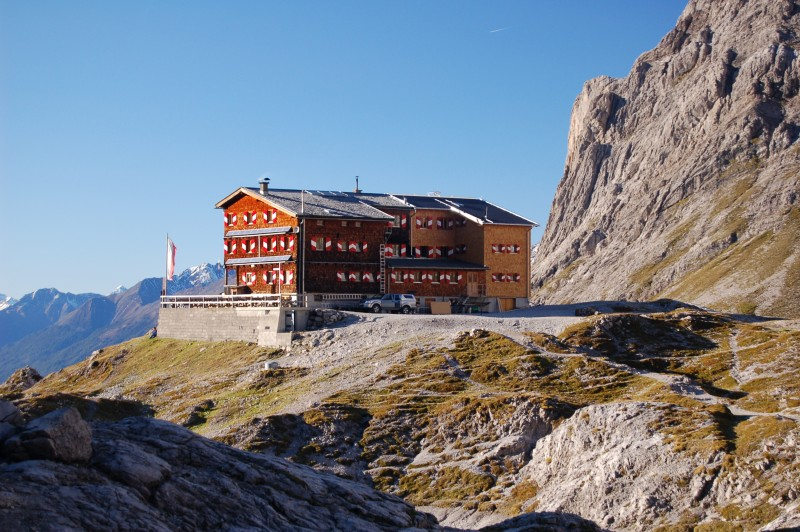
T: Karlsbader Hütte
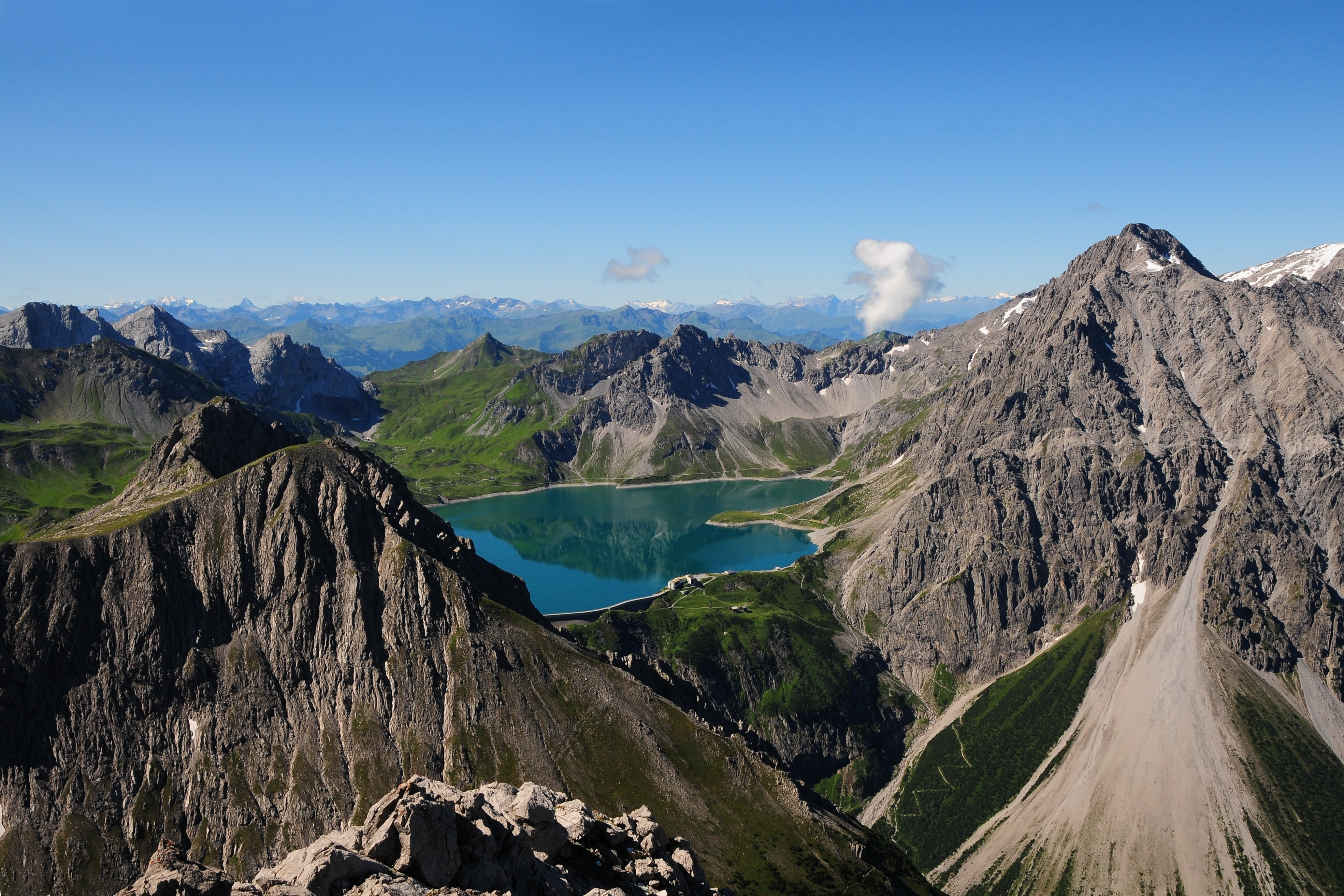
V: Lünersee
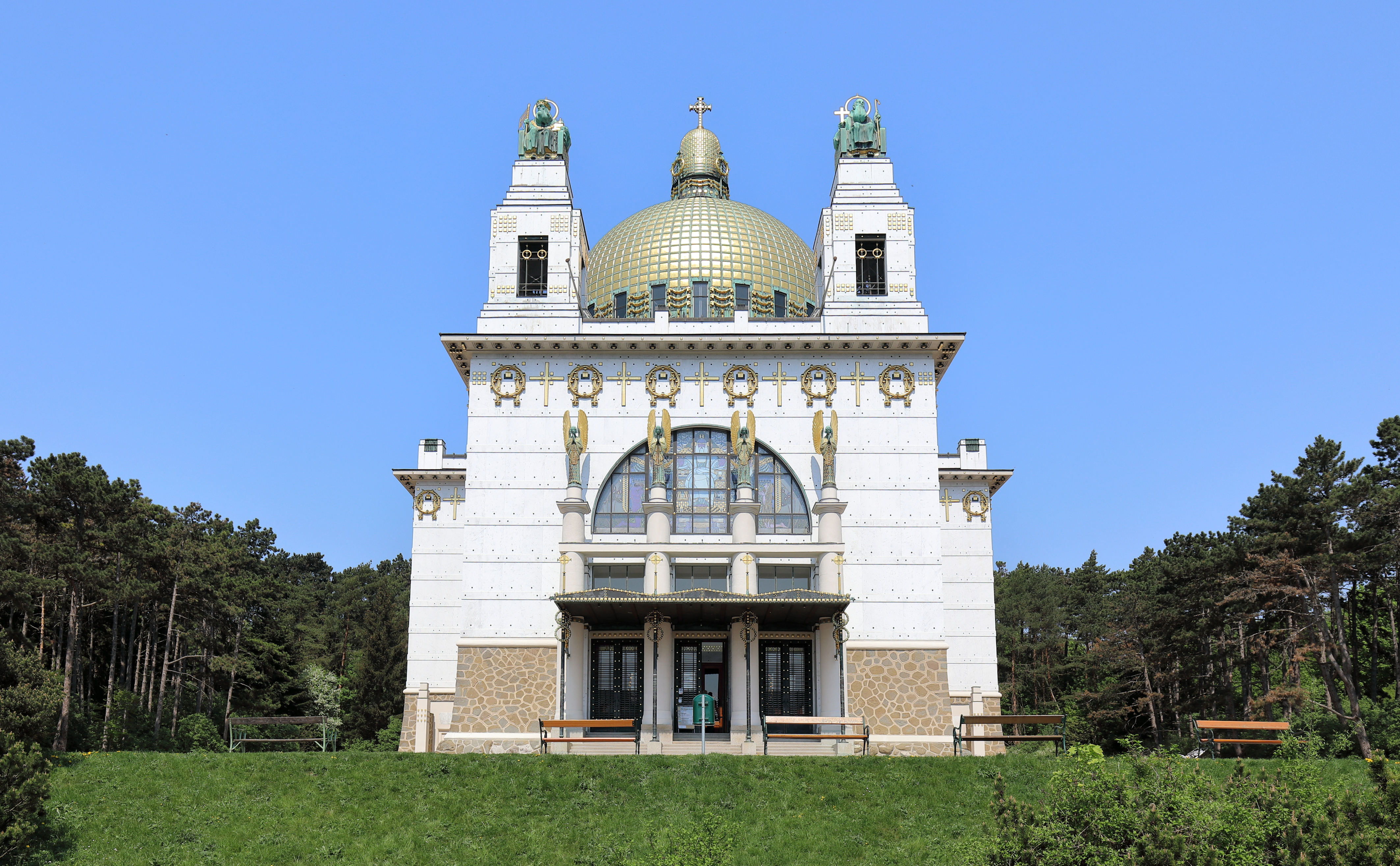
W: Kirche am Steinhof

### In der Vorauswahl ausgeschieden
- Burgenland: Schloss Tabor, Rohrbacher Teichwiesen[27]
- Kärnten: Seebachtal mit Stappitzer See, Goggausee und Wimitzer Berge
- Niederösterreich: Mostviertler Panoramahöhenweg, Falkenstein im Weinviertel
- Oberösterreich: Steyrdurchbruch, Offensee
- Salzburg: Mattsee, Hüttendorf Göriach
- Steiermark: Leopoldsteiner See, Wipfelwanderweg Rachau
- Tirol: Achensee und Bärenkopf, Pfundser Tschey
- Vorarlberg: Kaiserstrand (Bodensee), Krumbacher Moore
- Wien: Wiener Naschmarkt, Tiergarten Schönbrunn

### Moderatoren und Prominente
- Elisabeth Pauer und Die Mayerin (B)
- Hannes Orasche und Max Müller (Ktn.)
- Thomas Birgfellner und Rudi Roubinek (NÖ)
- Jutta Mocuba und Maria Santner (OÖ)
- Conny Deutsch und Michaela Kirchgasser (Sbg.)
- Franz Neger und Brigitte Kren (Stmk.)
- Katharina Kramer und Hansi Hinterseer (T)
- Kerstin Polzer und Hanno Settele (V)
- Elisabeth Vogel und Michael Schottenberg (W)

## 2020
Es gab bei der siebten Show einen neuen Zuschauerrekord mit bis zu 1,101 Millionen Zuschauer. Die Strutz-Mühle in Wielfresen/Wies wurde Sieger vor den Sulzbachtäler (Ober- und Untersulzbachtal) und des Hemmaberges. Für die musikalische Umrahmung sorgte DJ Ötzi.

### Plätze
- Burgenland: Schlosspark Eisenstadt[29][30]
- Kärnten: Hemmaberg (3. Platz)
- Niederösterreich: Naturpark Hohe Wand
- Oberösterreich: Kellergröppe in Raab
- Salzburg: Sulzbachtäler (Ober- und Untersulzbachtal) (2. Platz)
- Steiermark: Strutz-Mühle in Wielfresen/Wies (Gesamtsieger)
- Tirol: Kelchsau
- Vorarlberg: Seewaldsee
- Wien: Wiener Zentralfriedhof

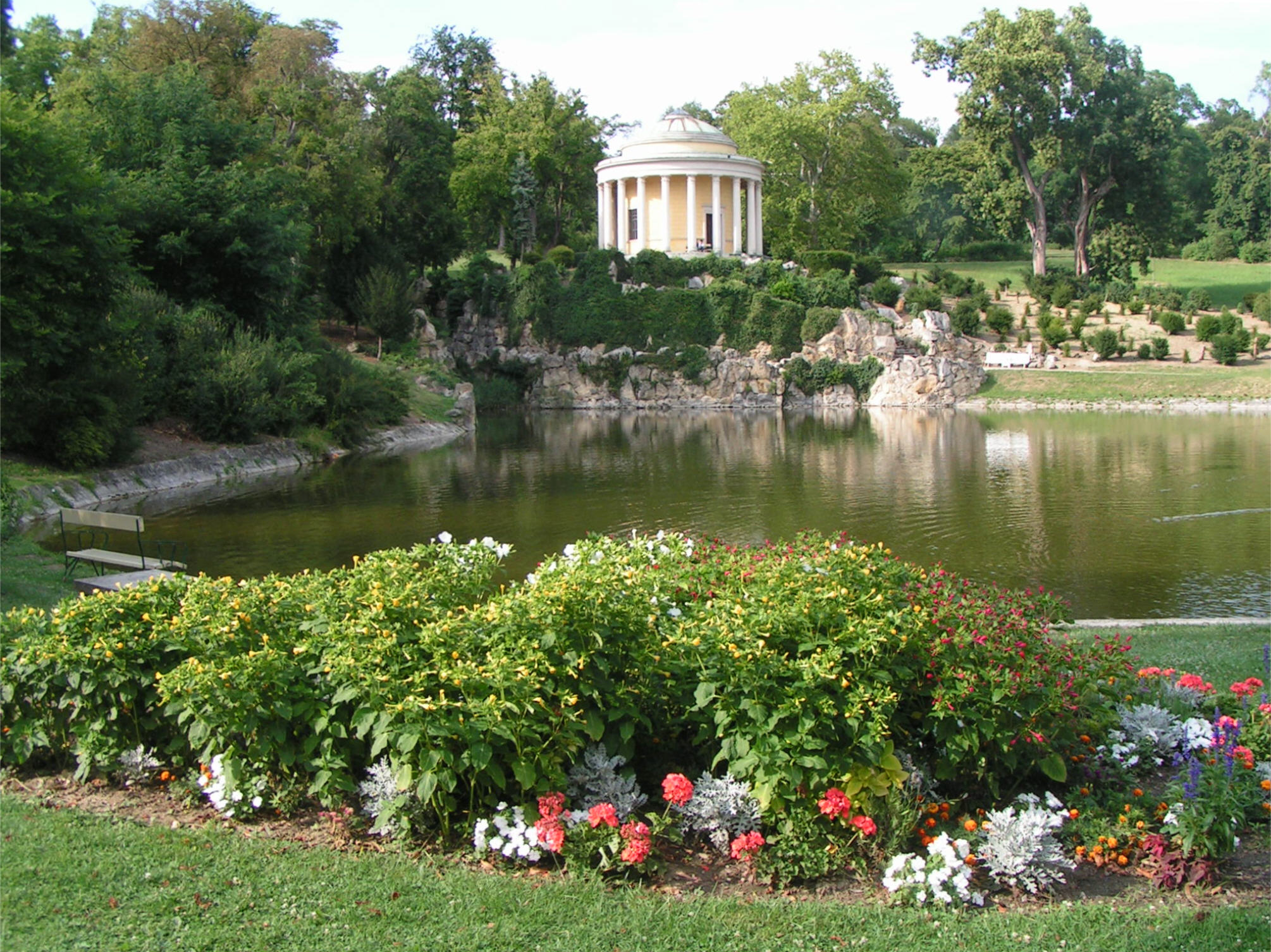
B: Schlosspark Eisenstadt
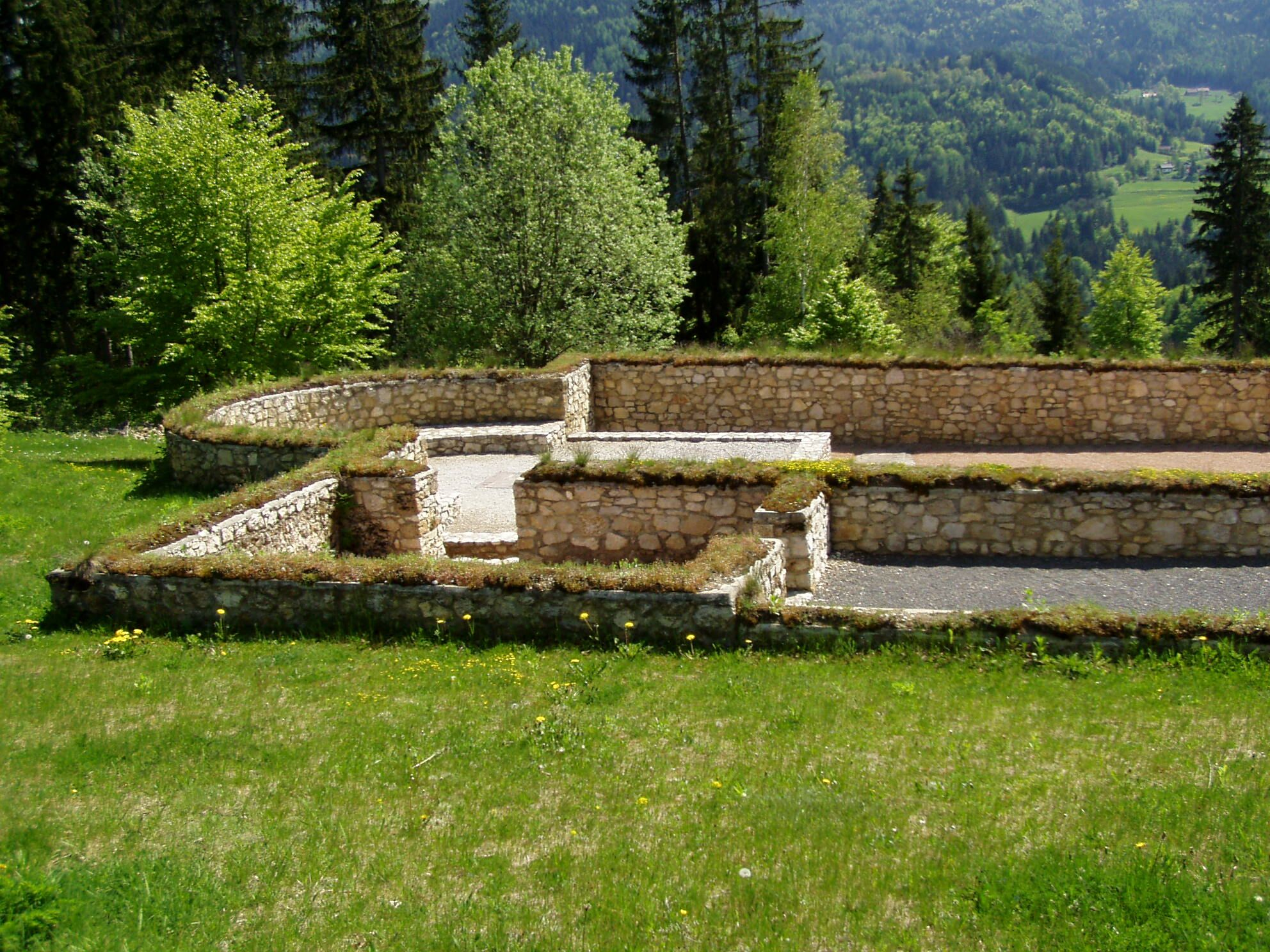
Ktn.: Ausgrabungen auf dem Hemmaberg
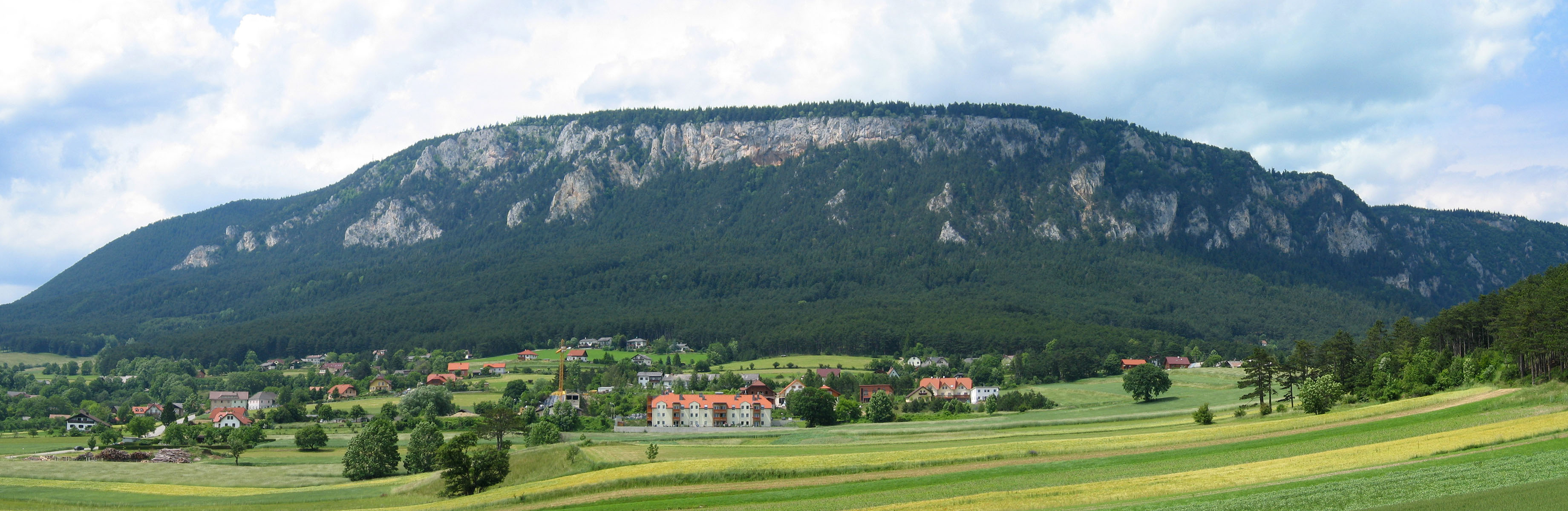
NÖ: Hohe Wand
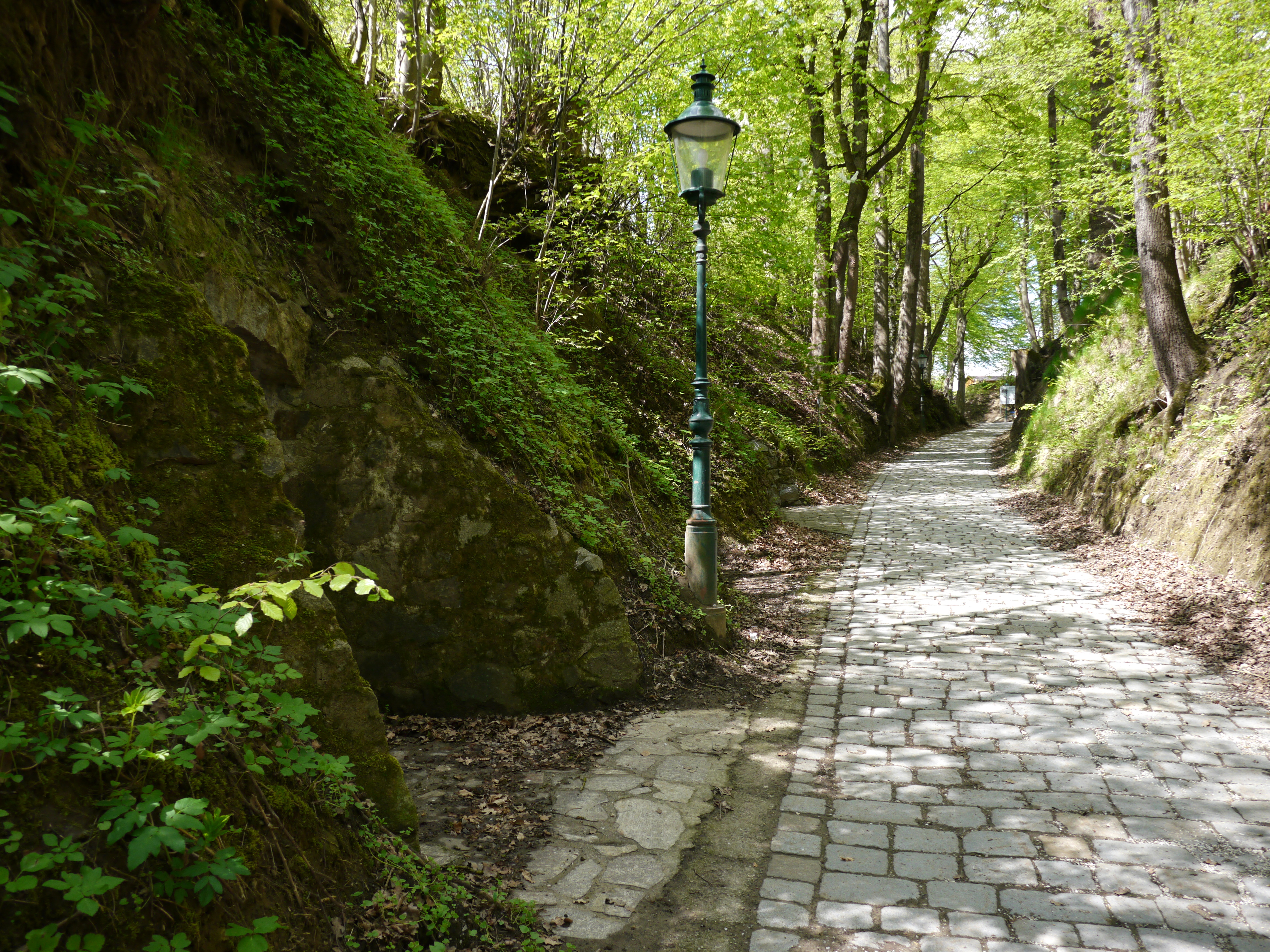
OÖ: Kellergröppe Raab
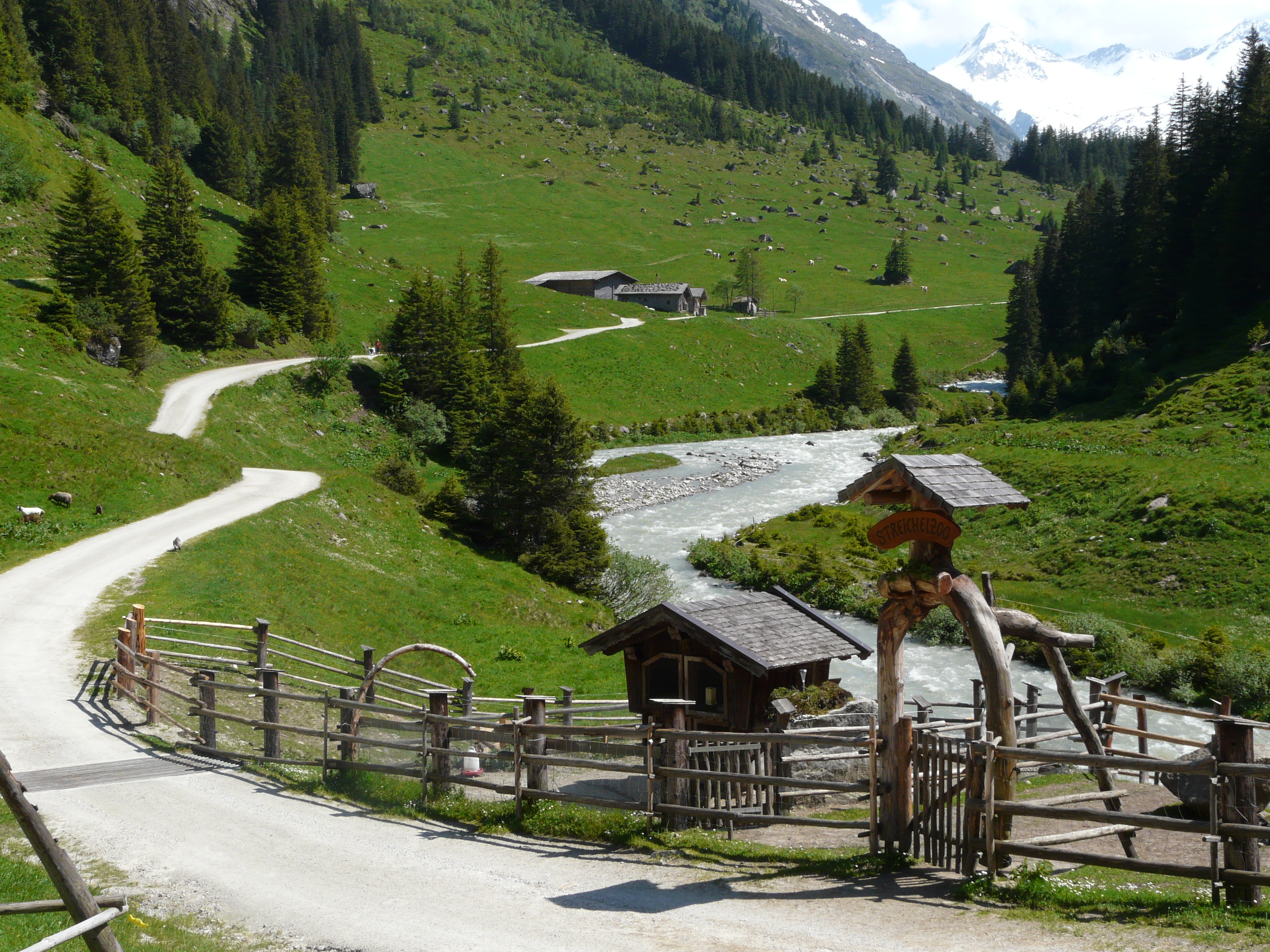
Sbg.: Obersulzbachtal
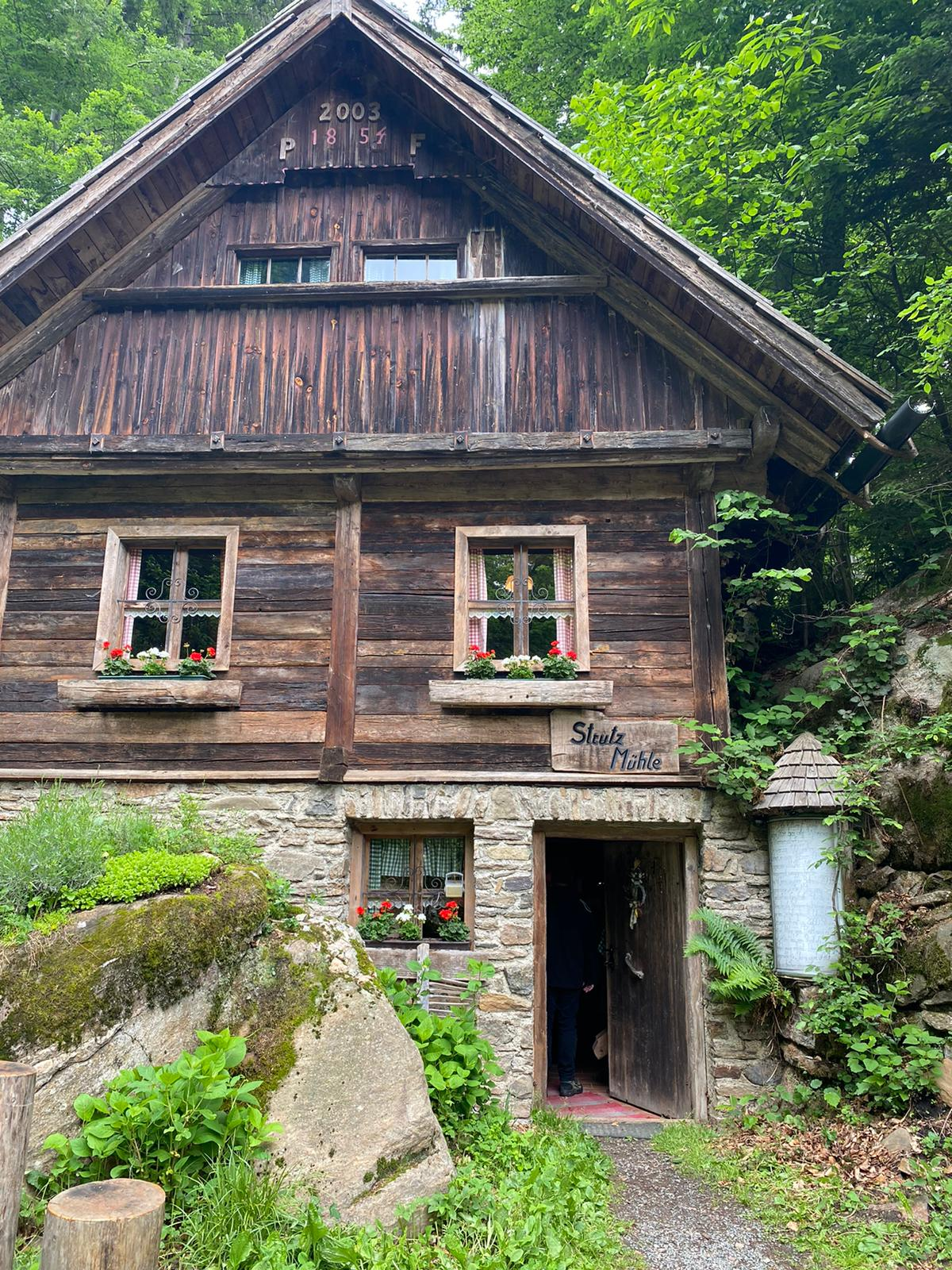
Stmk.: Strutz-Mühle
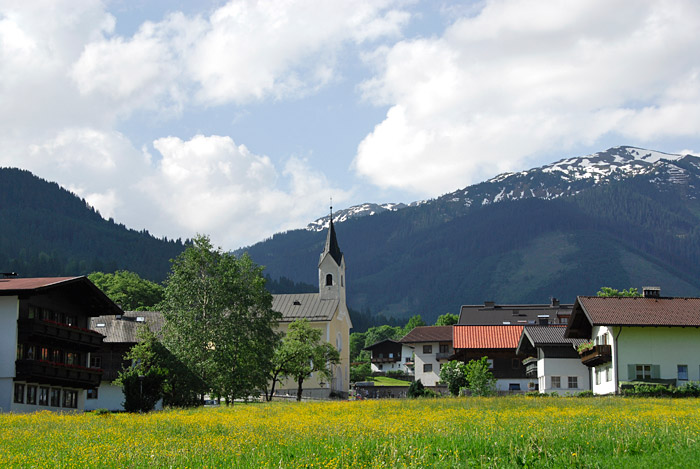
T: Kelchsau
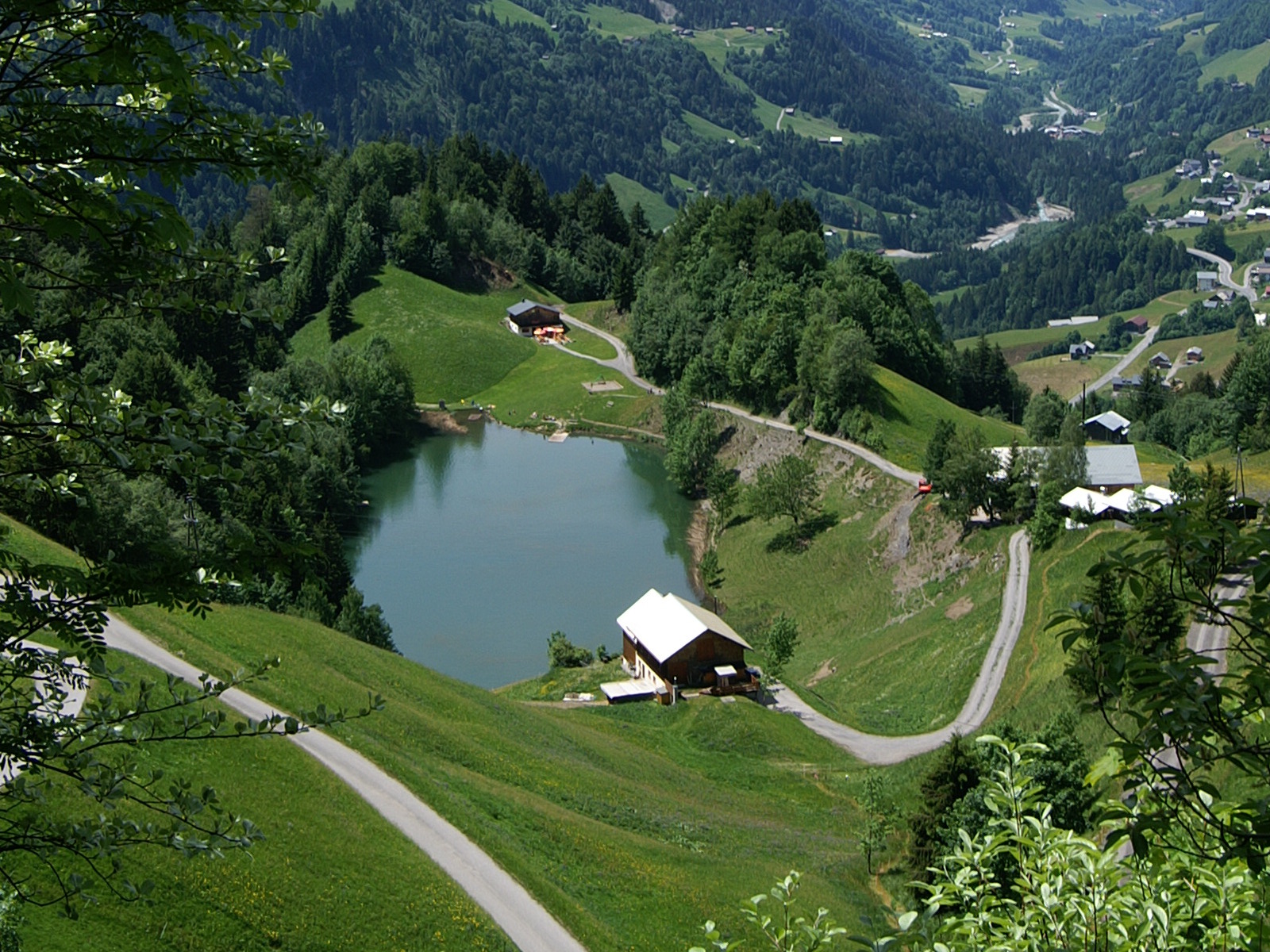
V: Seewaldsee
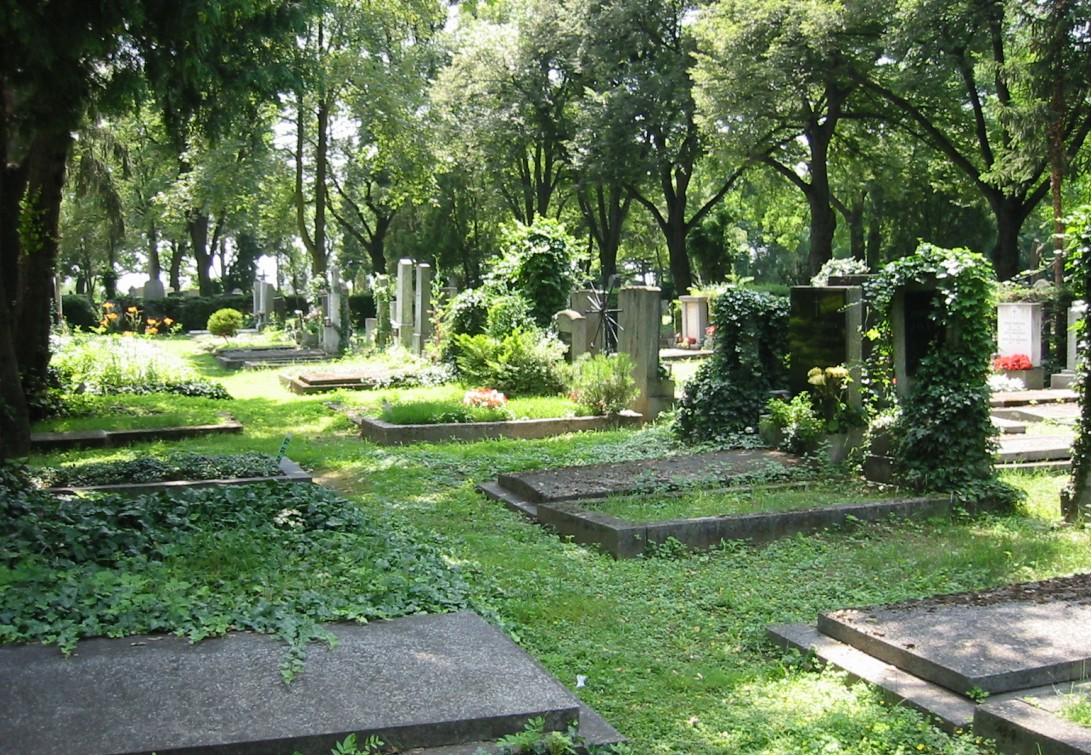
W: Wiener Zentralfriedhof

### In der Vorauswahl ausgeschieden
- Burgenland: Leithaauen, Weinmuseum bei Moschendorf[31]
- Kärnten: Wallfahrtskirche Dreifaltigkeit am Gray, Windebensee mit Nockbergen
- Niederösterreich: Vogelbergsteig Dürnstein, Lunzer See
- Oberösterreich: Langbathseen, Stillensteinklamm
- Salzburg: Friedhof St. Sebastian, Untersberg
- Steiermark: Teufelstein, Pürgschachen Moor
- Tirol: Vilsalpsee im Tannheimer Tal, Kaunertal
- Vorarlberg: Bildstein, Schönenbach
- Wien: Wienerbergteich, Franz-von-Assisi-Kirche

### Moderatoren und Prominente
- Elisabeth Pauer und Christoph Krutzler (B)
- Hannes Orasche und Otto Retzer (Ktn.)
- Thomas Birgfellner und Jazz Gitti (NÖ)
- Jutta Mocuba und Klaus Eberhartinger (OÖ)
- Conny Deutsch und Helga Rabl-Stadler (Sbg.)
- Franz Neger und Andreas Kiendl (Stmk.)
- Katharina Kramer und Andi Knoll (T)
- Kerstin Polzer und Eva Pinkelnig (V)
- Elisabeth Vogel und Nicole Beutler (W)

## 2021
Bis zu 1,123 Millionen Zuschauer saßen vor den Bildschirmen und sahen die Show – ein erneuter Rekord. Der Wiegensee setzte sich vor dem Gschnitztal und dem Handwerkerdörfl in Pichla als Sieger durch. Für die musikalische Unterhaltung sorgte Andreas Gabalier.

### Plätze
- Burgenland: Willersdorfer Schlucht[33]
- Kärnten: Blumenberg Mussen
- Niederösterreich: Sitzendorfer Kellergasse in Hollabrunn
- Oberösterreich: Gimbach im Weißenbachtal,
- Salzburg: Krimmler Wasserfälle
- Steiermark: Handwerkerdörfl in Pichla (3. Platz)
- Tirol: Gschnitztal (2. Platz)
- Vorarlberg: Wiegensee (Gesamtsieger)
- Wien: Blumengärten Hirschstetten

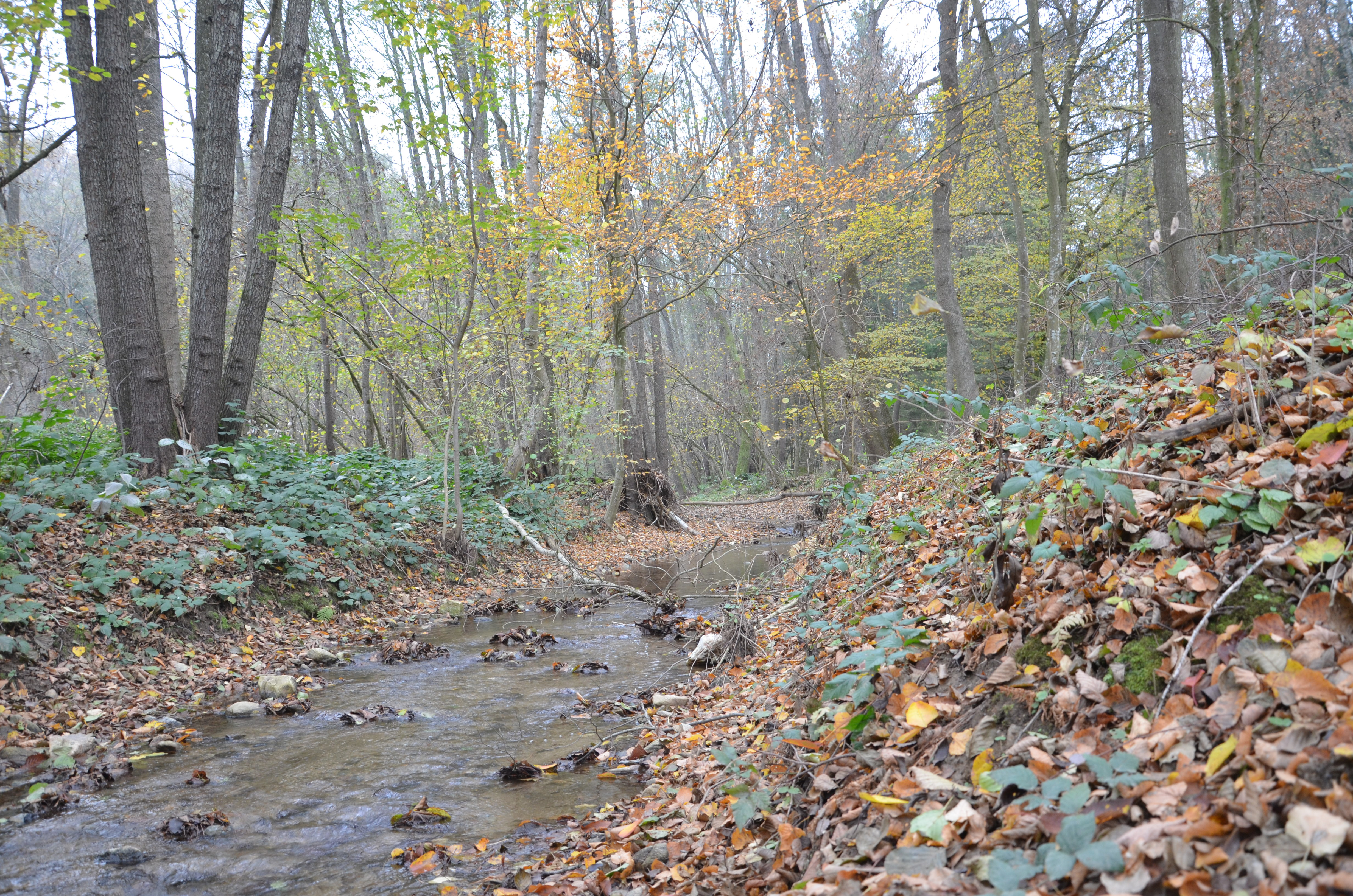
B: Willersdorfer Schlucht
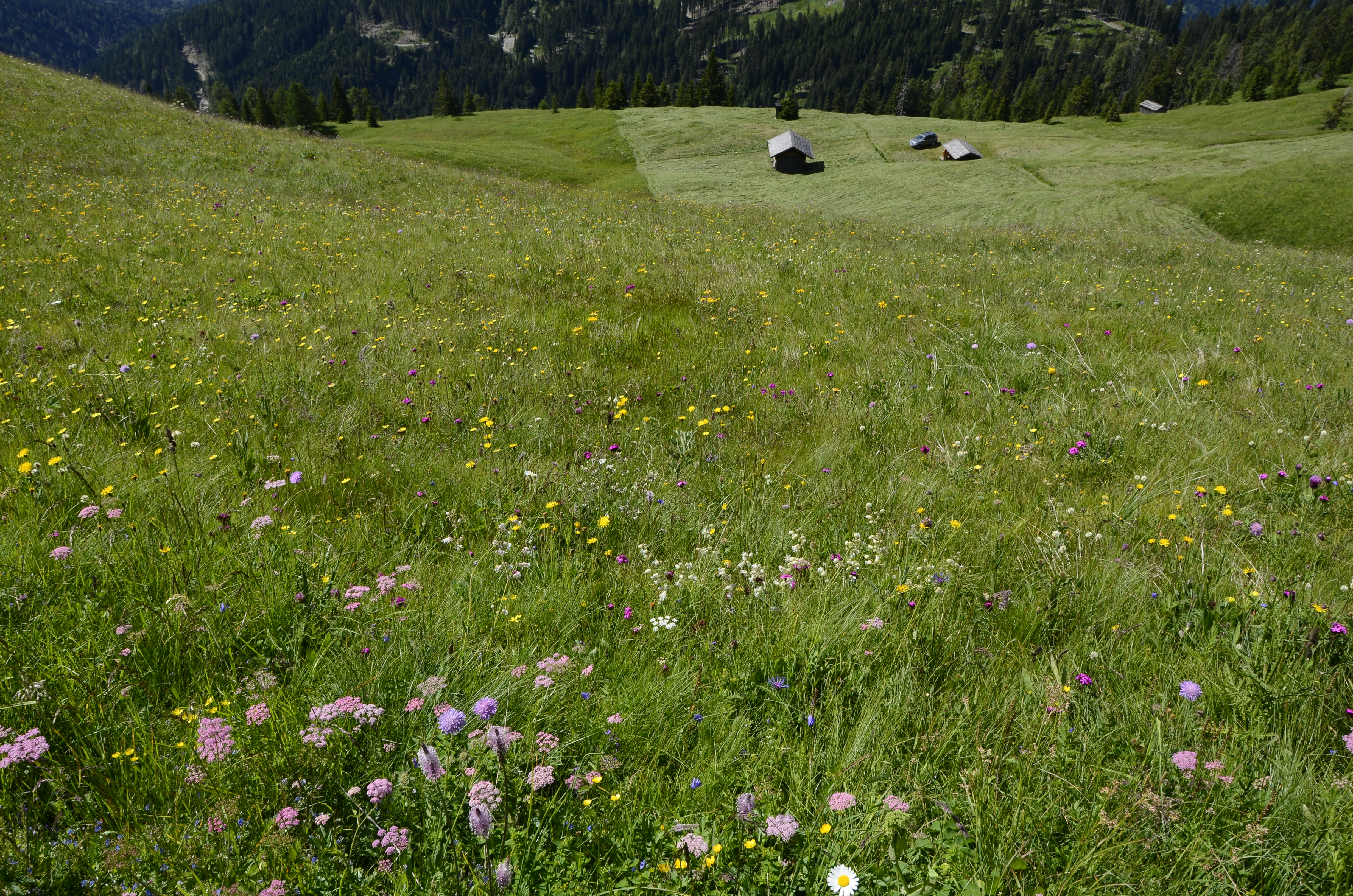
Ktn.: Mussen
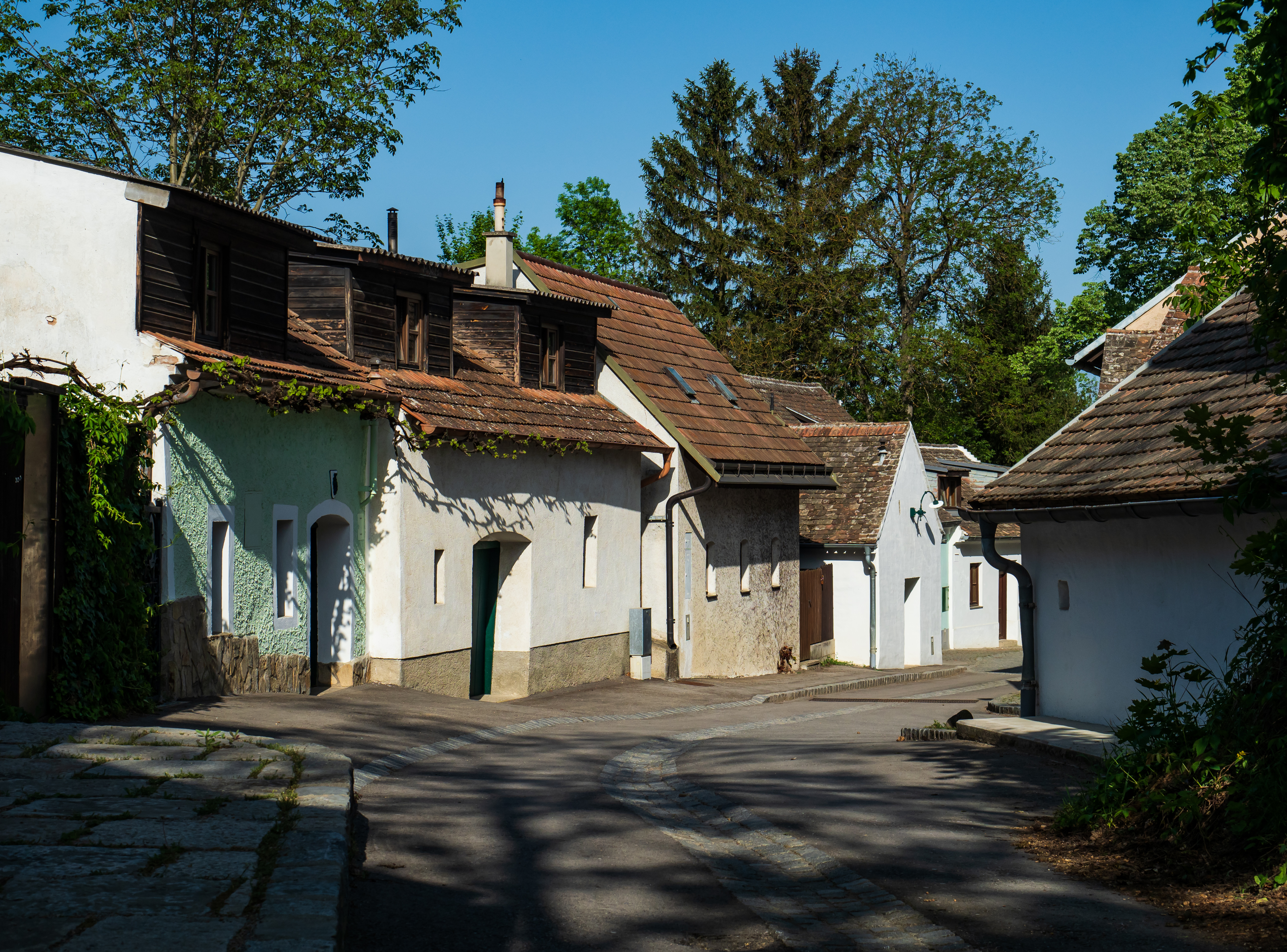
NÖ: Sitzendorfer Kellergasse
OÖ: Gimbach im Weißenbachtal
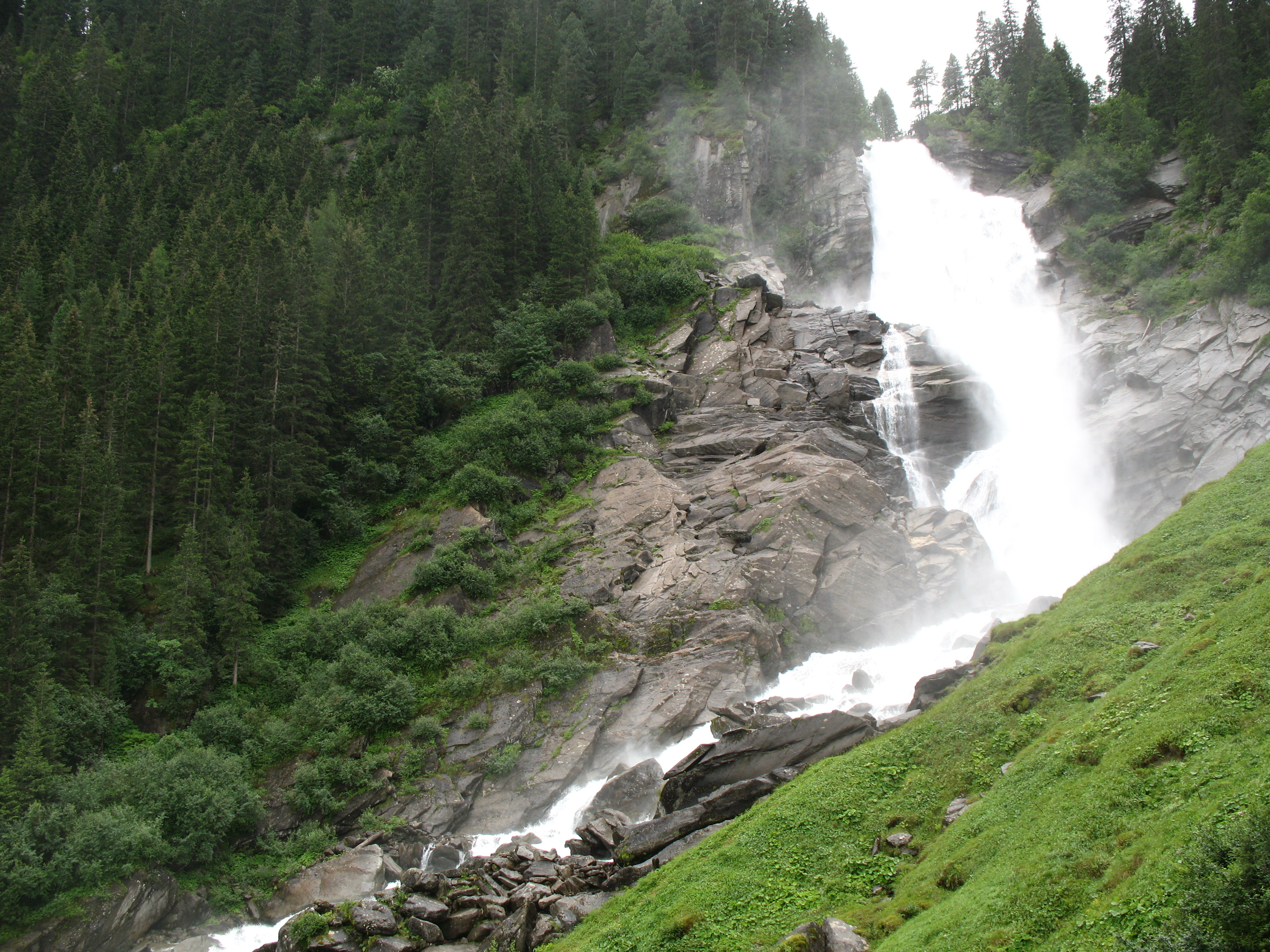
Sbg.: Krimmler Wasserfälle
Stmk.: Handwerkerdörfl in Pichla
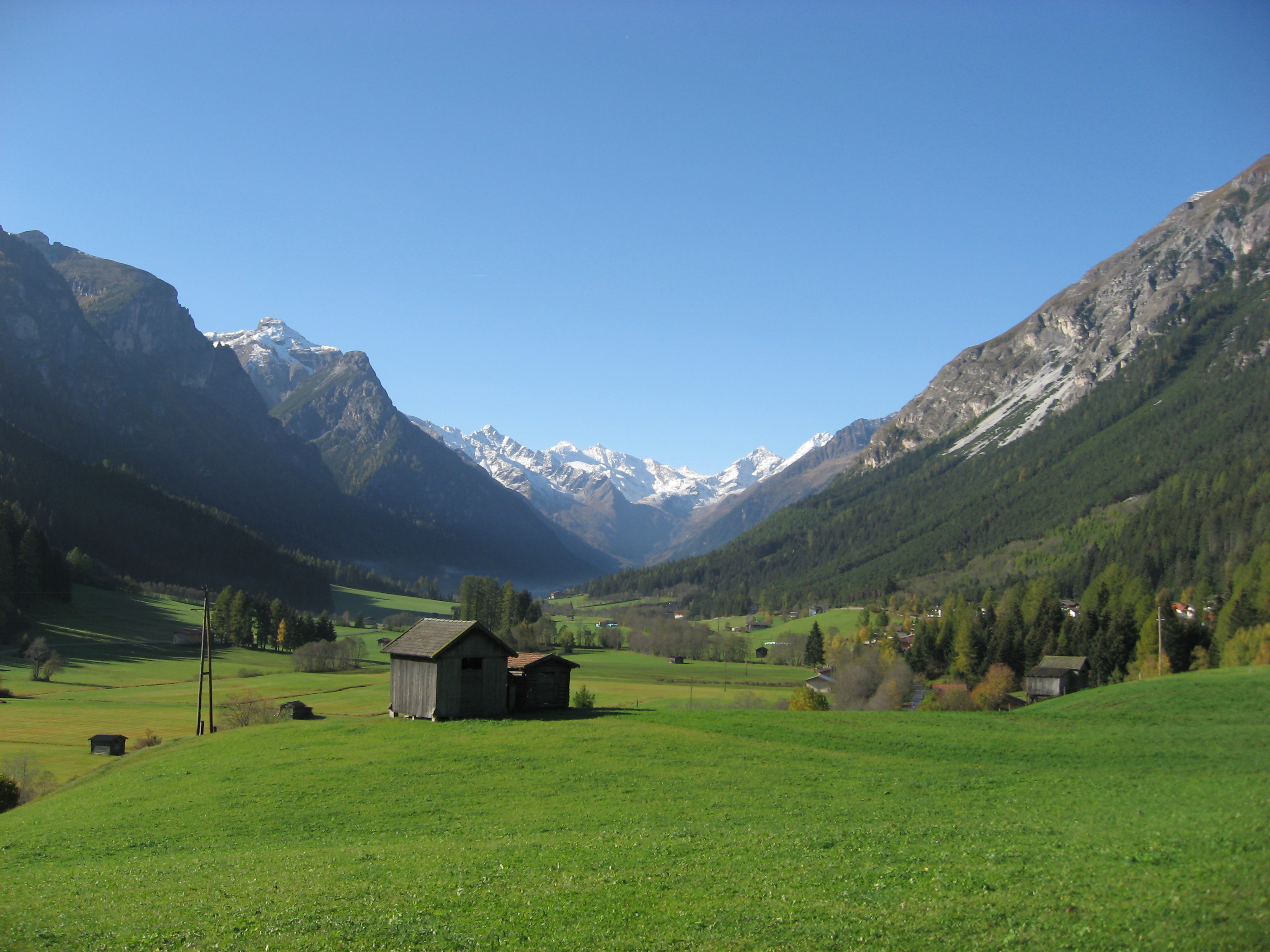
T: Gschnitztal
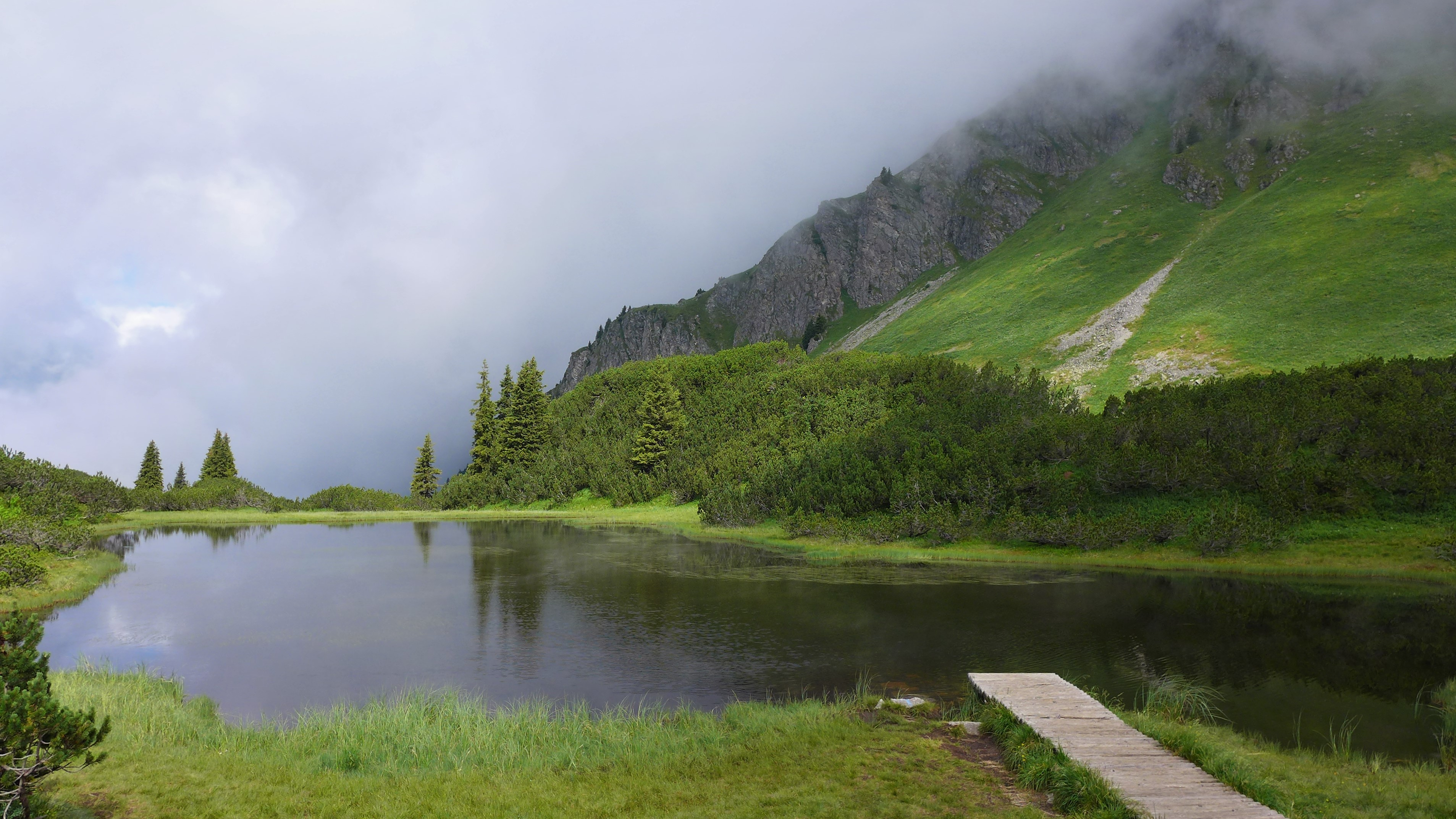
V: Wiegensee
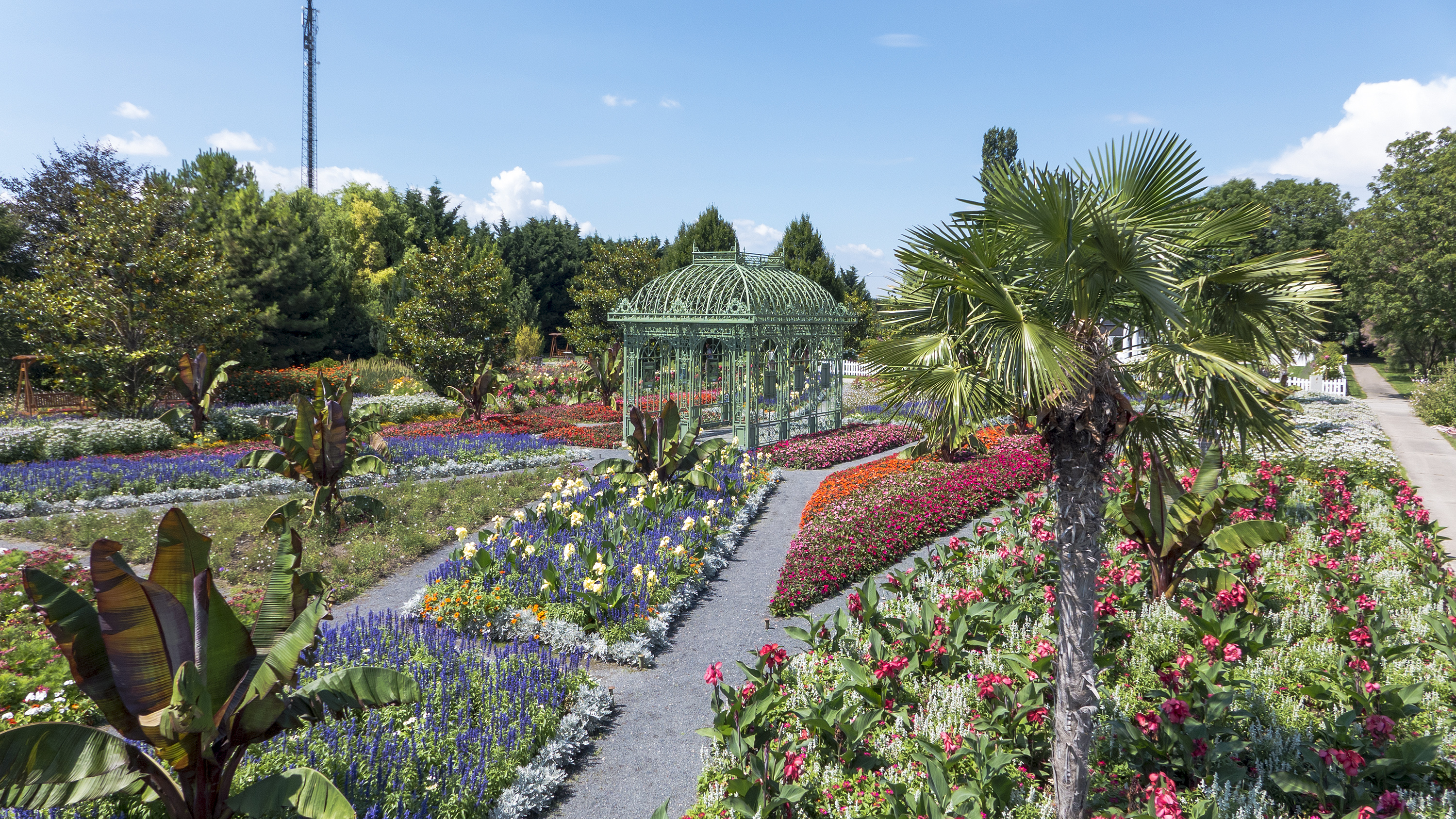
W: Blumengärten Hirschstetten

### In der Vorauswahl ausgeschieden
- Burgenland: Schloss Halbturn, Rosarium Bad Sauerbrunn[34]
- Kärnten: Kleinode am Wörthersee, Flößer an der Drau
- Niederösterreich: Schmiedemeile in Ybbsitz, Helenental
- Oberösterreich: Grünberg mit Laudachsee, Kösslbachtal
- Salzburg: Eisriesenwelt Werfen, Naturpark Weißbach bei Lofer
- Steiermark: Steirersee, Grasslhöhle
- Tirol: Rattenberg, Rosengartenschlucht bei Imst
- Vorarlberg: Bergdorf Ebnit, Sankt Arbogast,
- Wien: Wiener Karlskirche, Donauinsel

### Moderatoren und Prominente
- Martin Ganster und Martin Weinek (B)
- Bernd Radler und Melissa Naschenweng (Ktn.)
- Thomas Birgfellner und Christa Kummer (NÖ)
- Jutta Mocuba und Gerlinde Kaltenbrunner (OÖ)
- Viola Wörter und Chris Steger (Sbg.)
- Franz Neger und Julia Zotter (Stmk.)
- Katharina Kramer und Bernhard Aichner (T)
- Kerstin Polzer und Lisbeth Bischoff (V)
- Elisabeth Vogel und Erwin Steinhauer (W)

## 2022
Die Friedenskircherl am Stoderzinken gewann vor der Liechtensteinklamm und der Üblen Schlucht. Bis zu 1,060 Millionen Zuschauer verfolgten die Show. Für die musikalische Unterhaltung des Abends sorgte Chris Steger.

### Plätze
- Burgenland: Donatuskapelle im Blaufränkischland[36]
- Kärnten: Trögerner Klamm
- Niederösterreich: Johannesbachklamm
- Oberösterreich: Burg Altpernstein
- Salzburg: Liechtensteinklamm (2. Platz)
- Steiermark: Friedenskircherl (Gesamtsieger)
- Tirol: Fernsteinsee
- Vorarlberg: Üble Schlucht (3. Platz)
- Wien: Kaasgrabenkirche

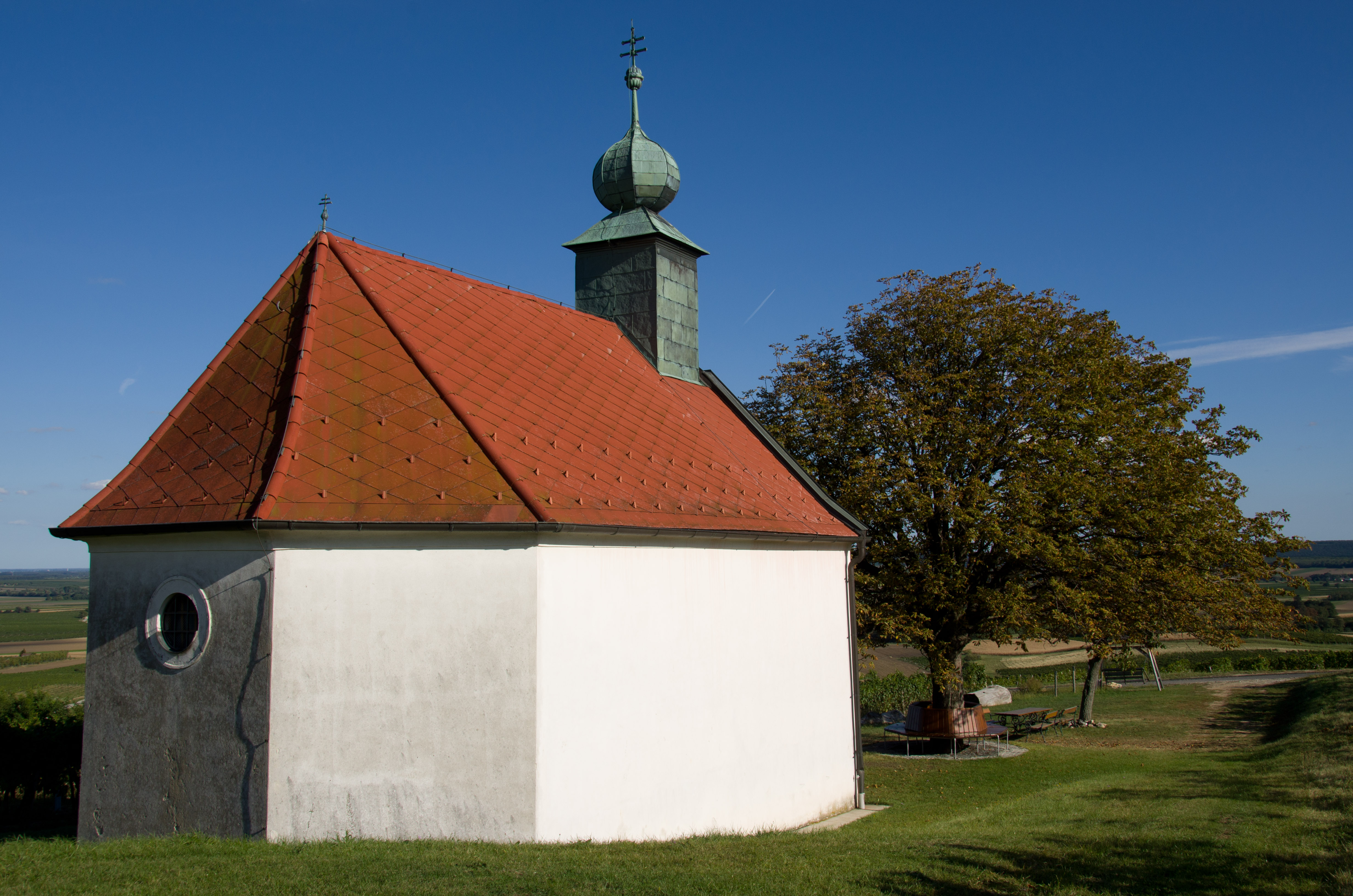
B: Donatuskapelle
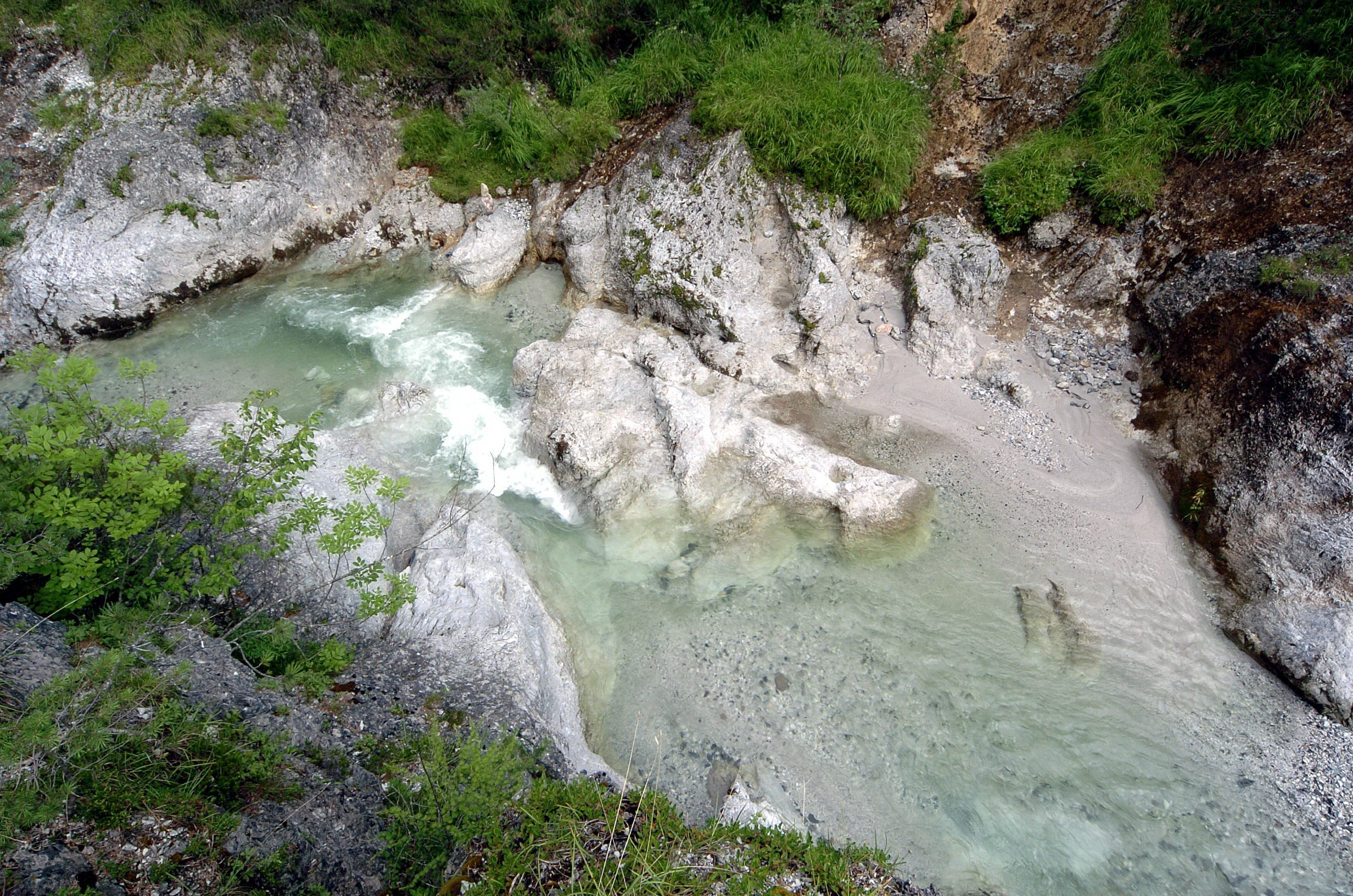
Ktn.: Trögerner Klamm
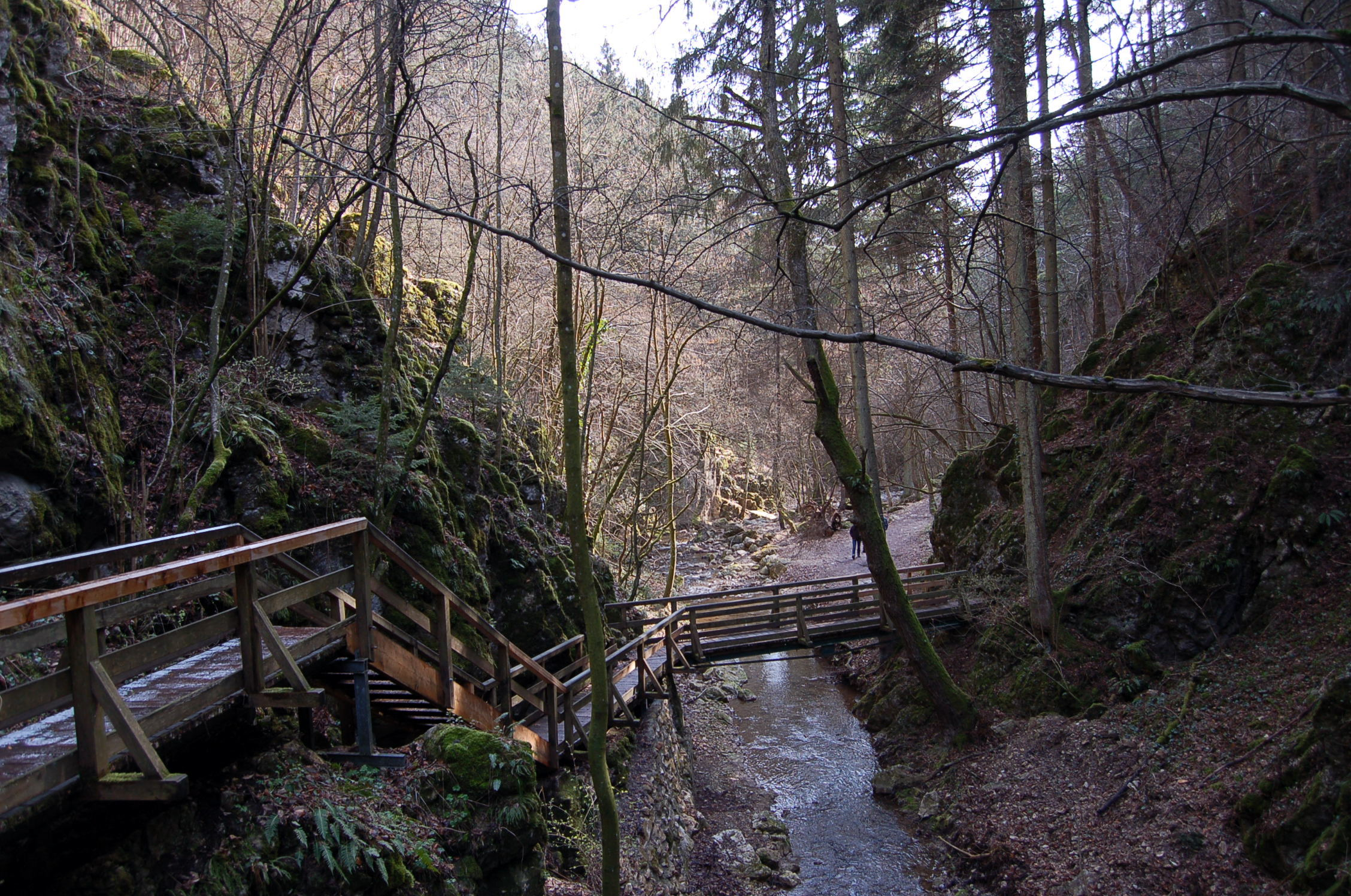
NÖ: Johannesbachklamm
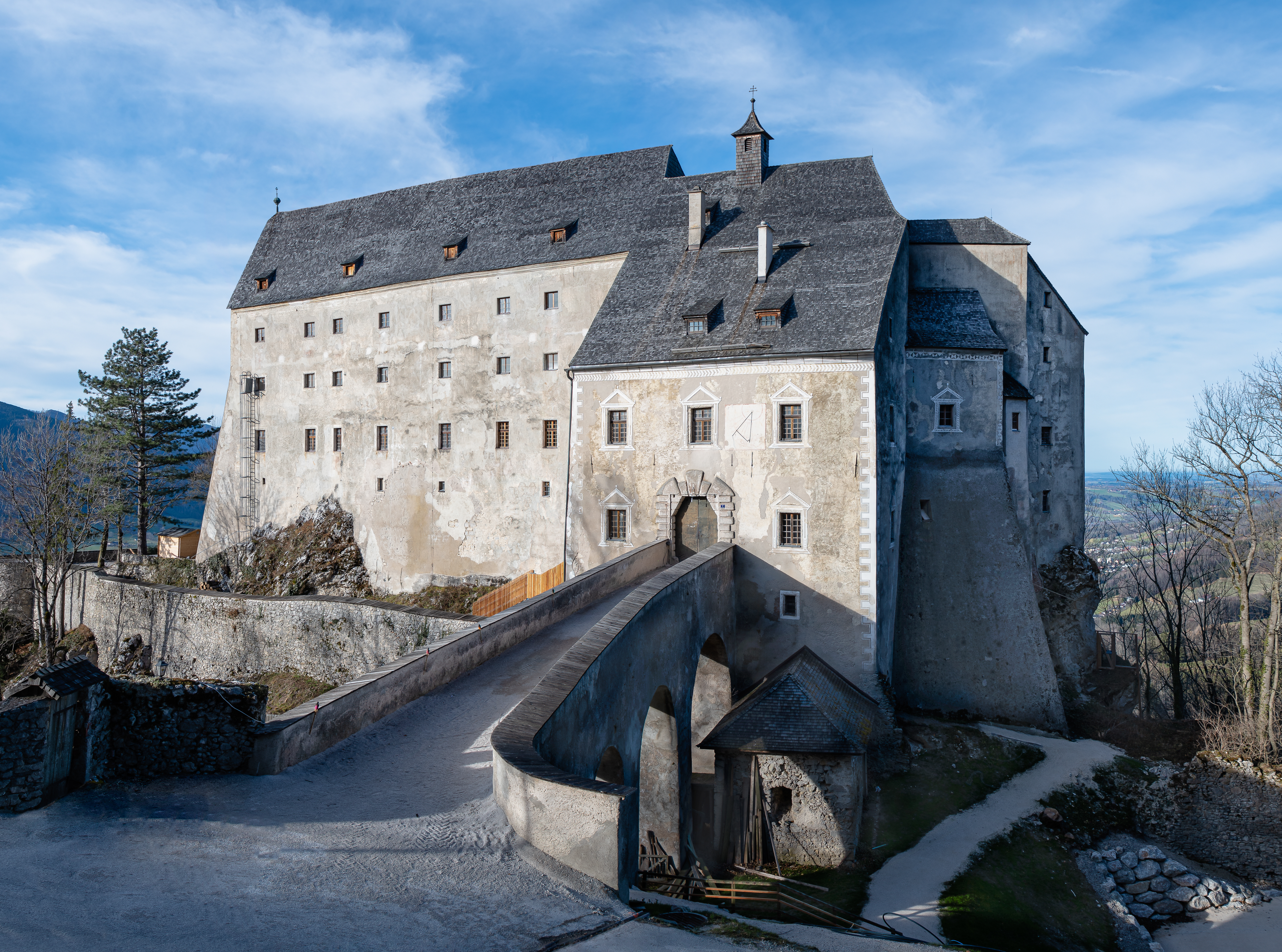
OÖ: Burg Altpernstein
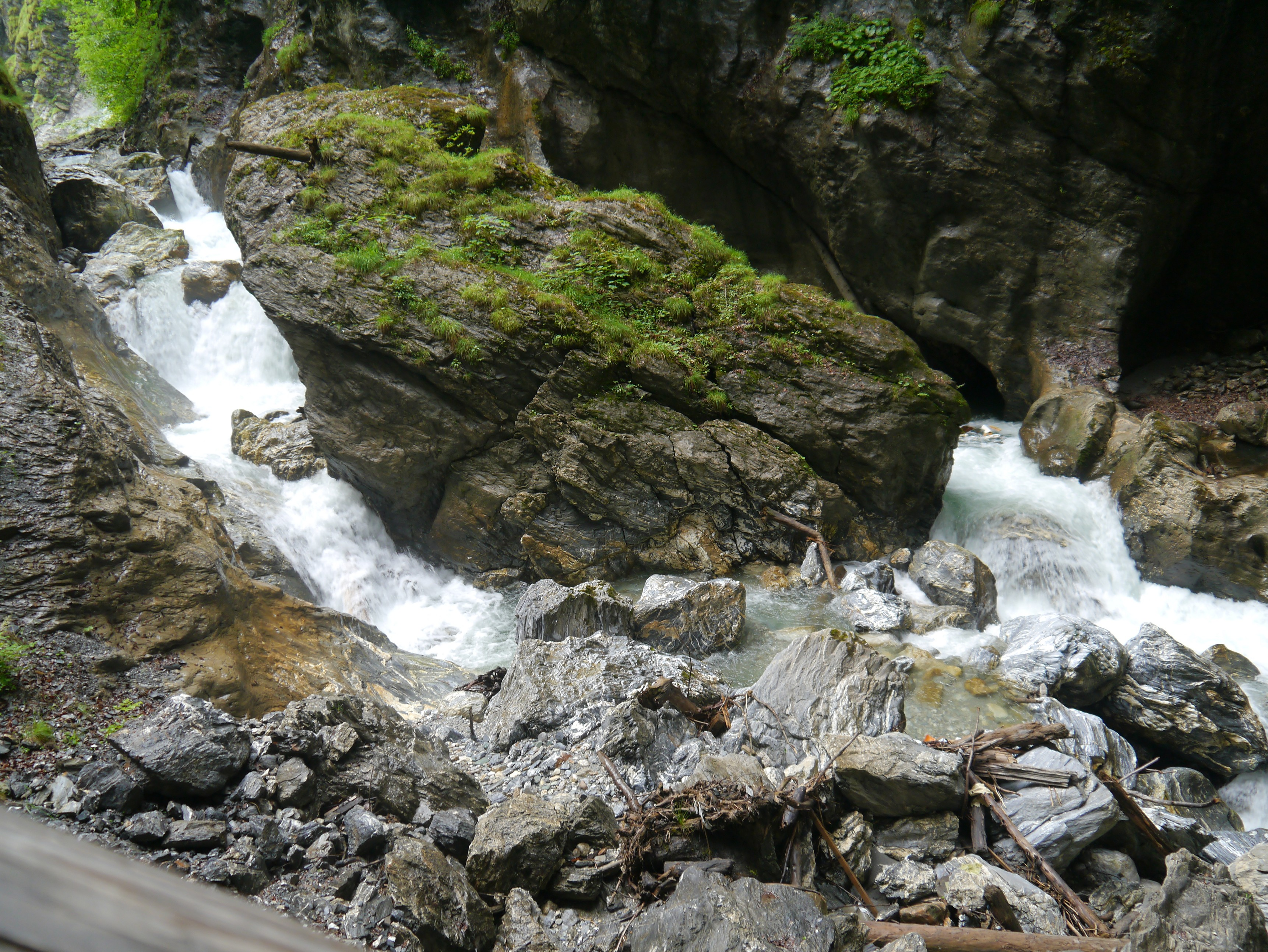
Sgb.: Liechtensteinklamm
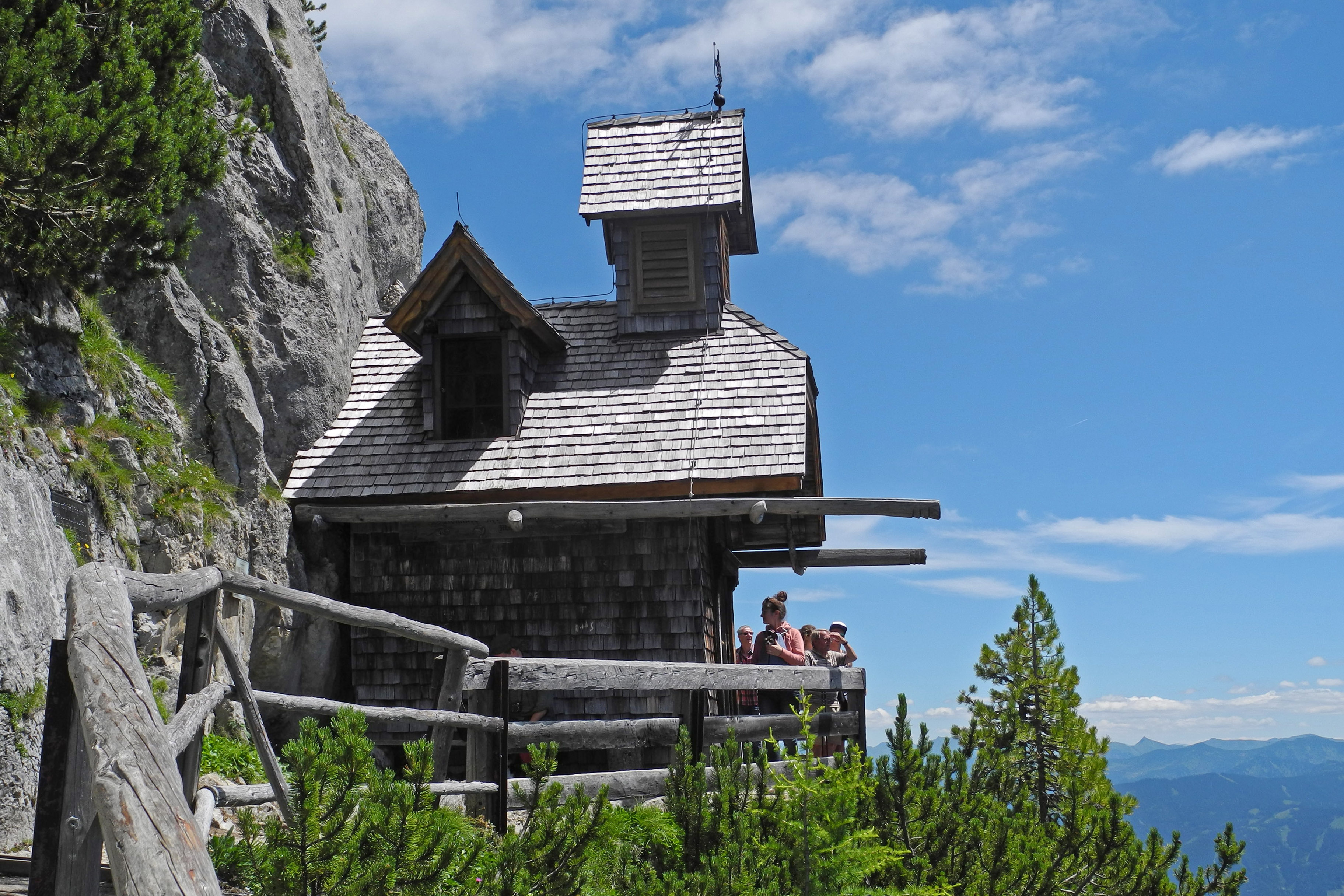
Stmk.: Friedenskircherl
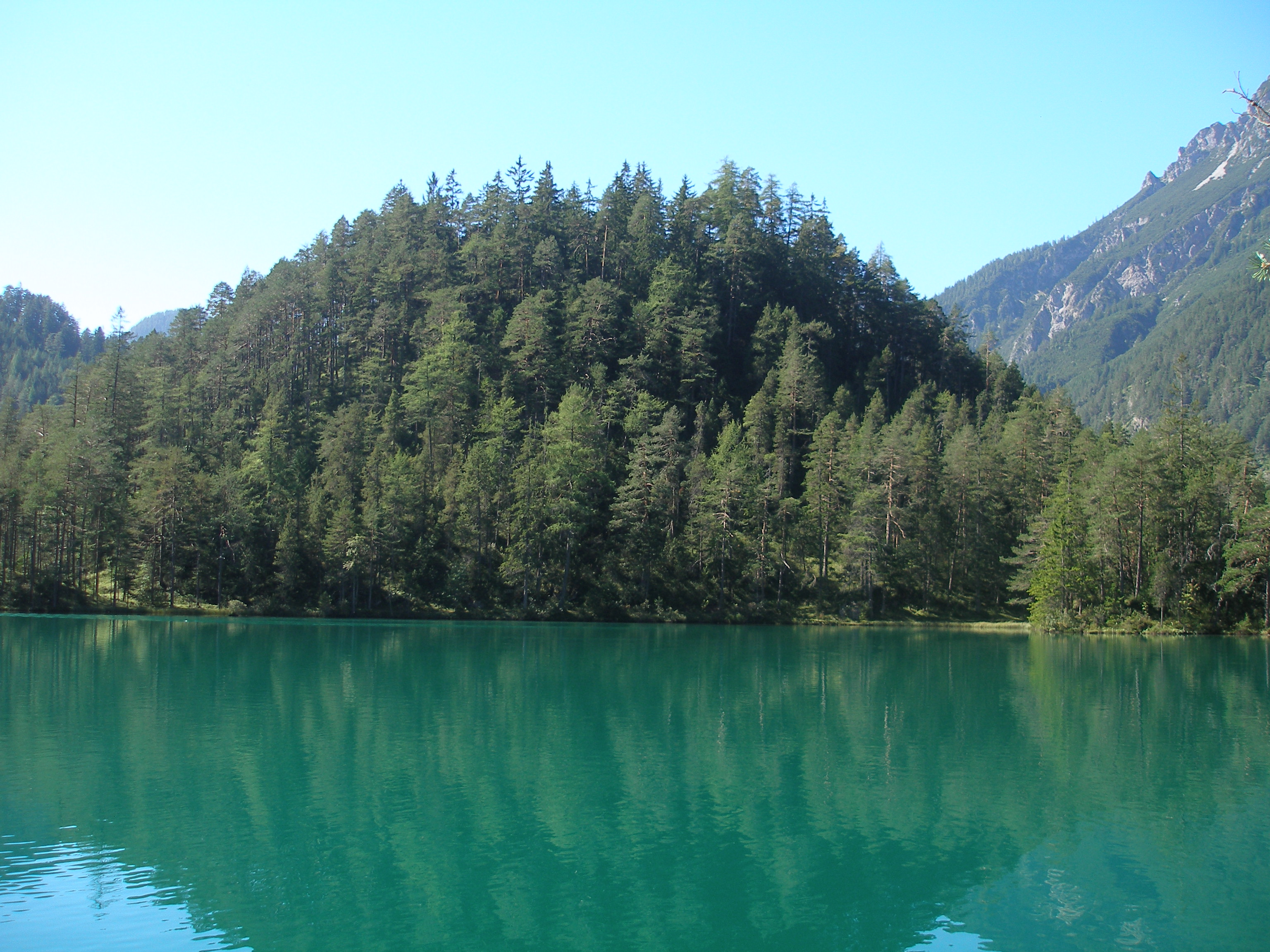
T: Fernsteinsee
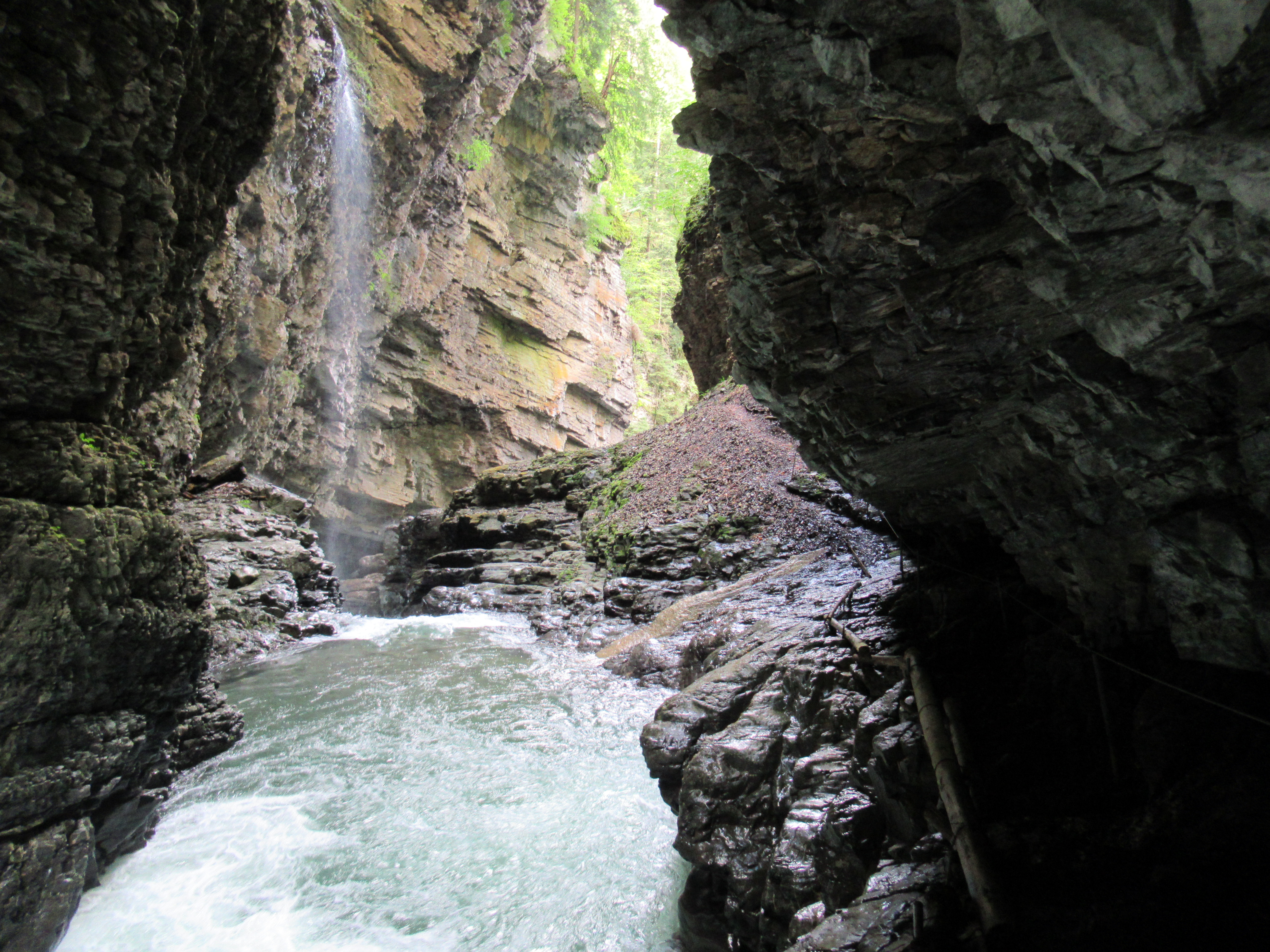
V: Üble Schlucht
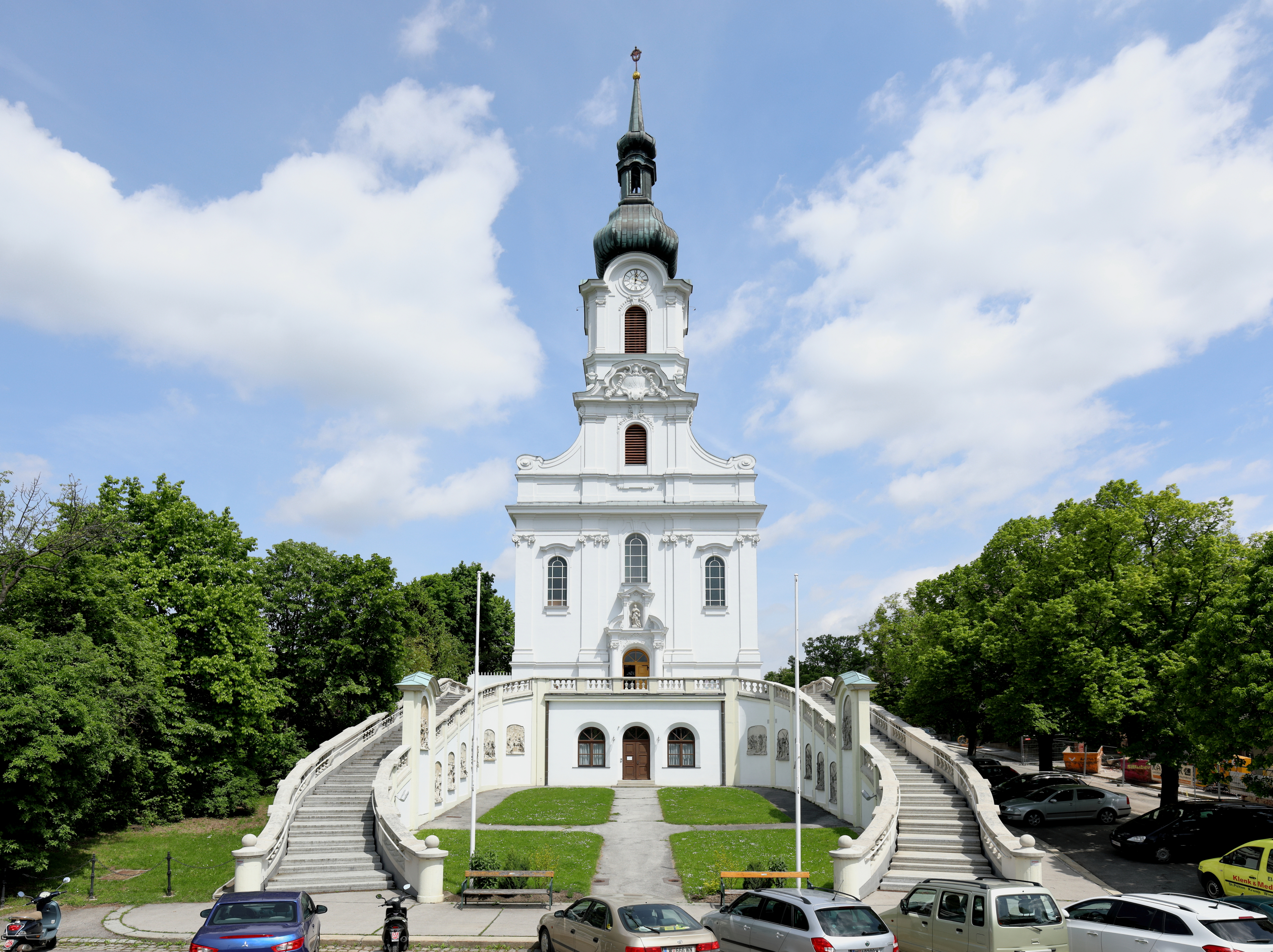
W: Kaasgrabenkirche

### In der Vorauswahl ausgeschieden
- Burgenland: Zicksee, Friedensburg Schlaining[37]
- Kärnten: Wangenitzsee, Stollenwelt von Bad Bleiberg
- Niederösterreich: Tausendeimerberg, Dirndlwege im Pielachtal
- Oberösterreich: Botanischer Garten in Linz, Europakreuz am Feuerkogel
- Salzburg: Egelsee in Abtenau, Weitwörther Au
- Steiermark: Roseggers Geburtshaus in Alpl, Günster Wasserfall
- Tirol: Grawa-Wasserfall, Klobensteinschlucht
- Vorarlberg: Bregenzer Oberstadt, Schwarzwasserbach
- Wien: Schloss Belvedere, Wurstelprater

### Moderatoren und Prominente
- Martin Ganster und Birgit Denk (B)
- Bernd Radler und Julian Waldner (Ktn.)
- Thomas Birgfellner und Monika Ballwein (NÖ)
- Jutta Mocuba und Viktor Gernot (OÖ)
- Viola Wörter und Alexandra Meissnitzer (Sbg.)
- Franz Neger und Hans Knauß (Stmk.)
- Katharina Kramer und Harry Prünster (T)
- Kerstin Polzer und Bettina Plank (V)
- Elisabeth Vogel und Erich Altenkopf (W)

## 2023
Beim zehnjährigen Jubiläum der Show gab es wieder einen Rekord – bis zu 1,131 Millionen Zuschauer saßen vor den Bildschirmen. Als Sieger ging die
Burg Landskron hervor. Darauf folgten die Eisriesenwelt und Hardegg. Für die musikalische Untermalung des Abends sorgte Alle Achtung.

### Plätze
- Burgenland: Eisenberg im Bezirk Oberwart[39][40]
- Kärnten: Burg Landskron (Gesamtsieger)
- Niederösterreich: Hardegg (3. Platz)
- Oberösterreich: Altstadt von Steyr
- Salzburg: Eisriesenwelt (2. Platz)
- Steiermark: Himmelsberg
- Tirol: Pillerseetal
- Vorarlberg: Spullersee
- Wien: Palmenhaus Schönbrunn

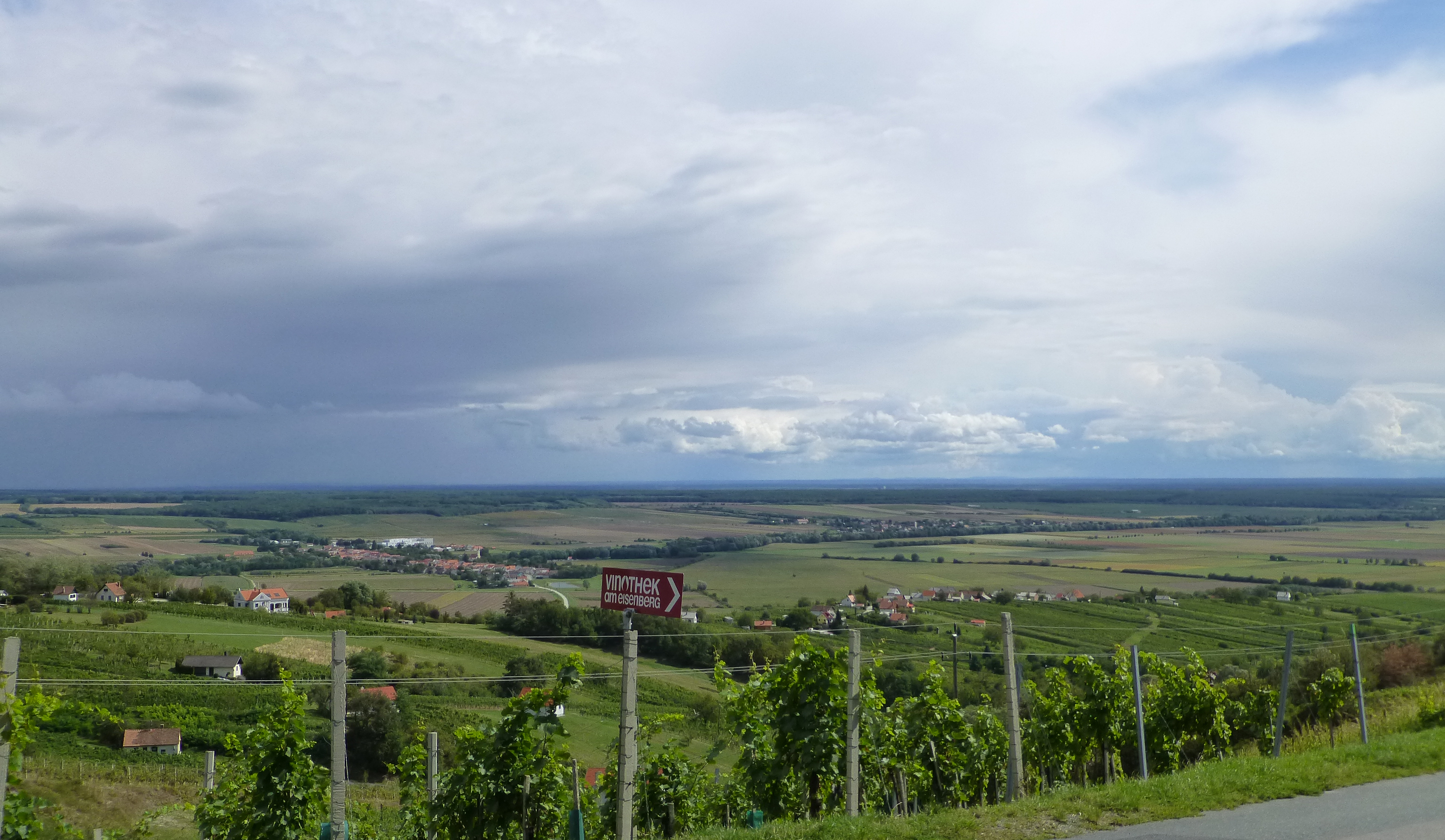
B: Blick vom Eisenberg
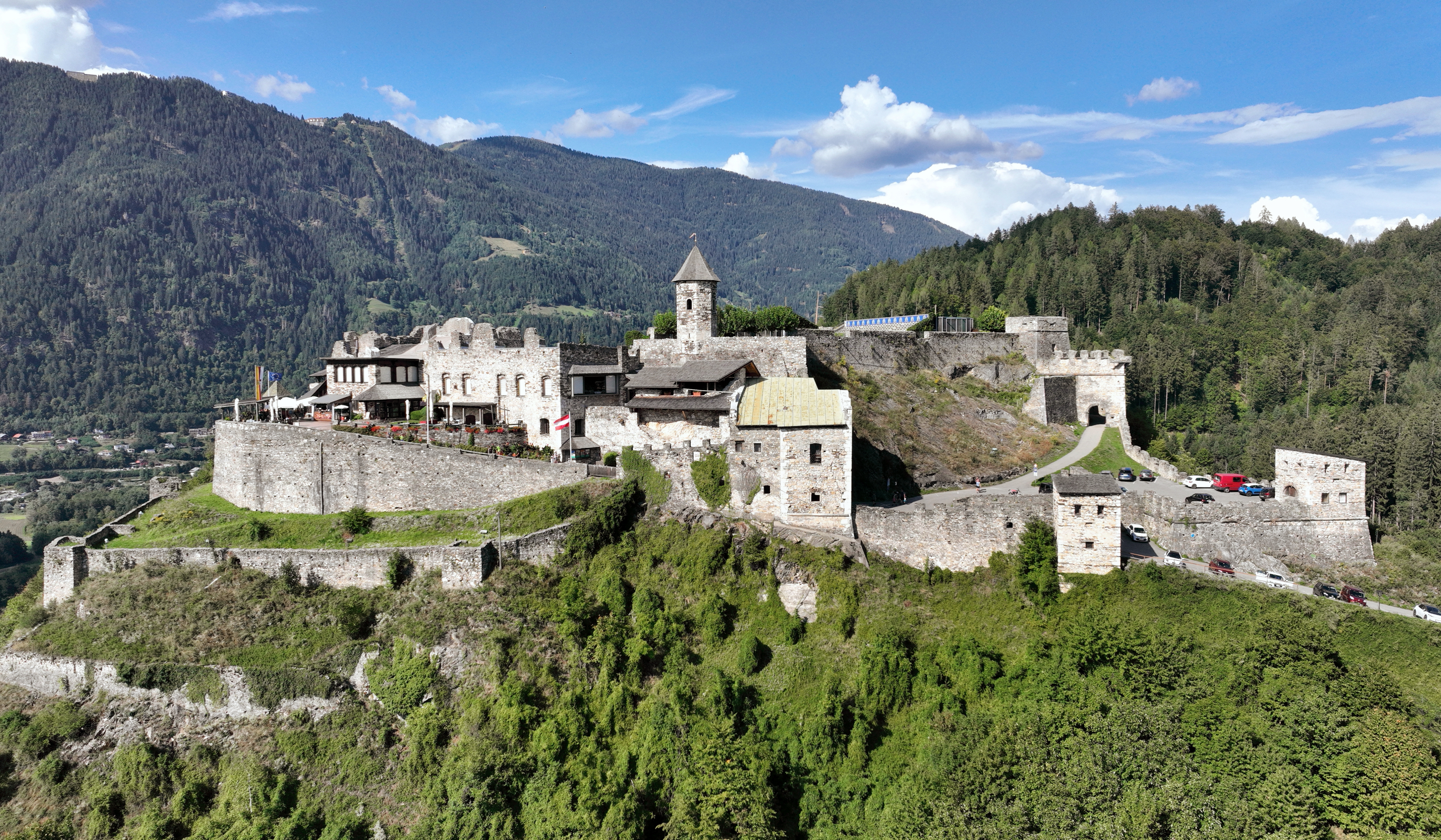
Ktn.: Burg Landskron
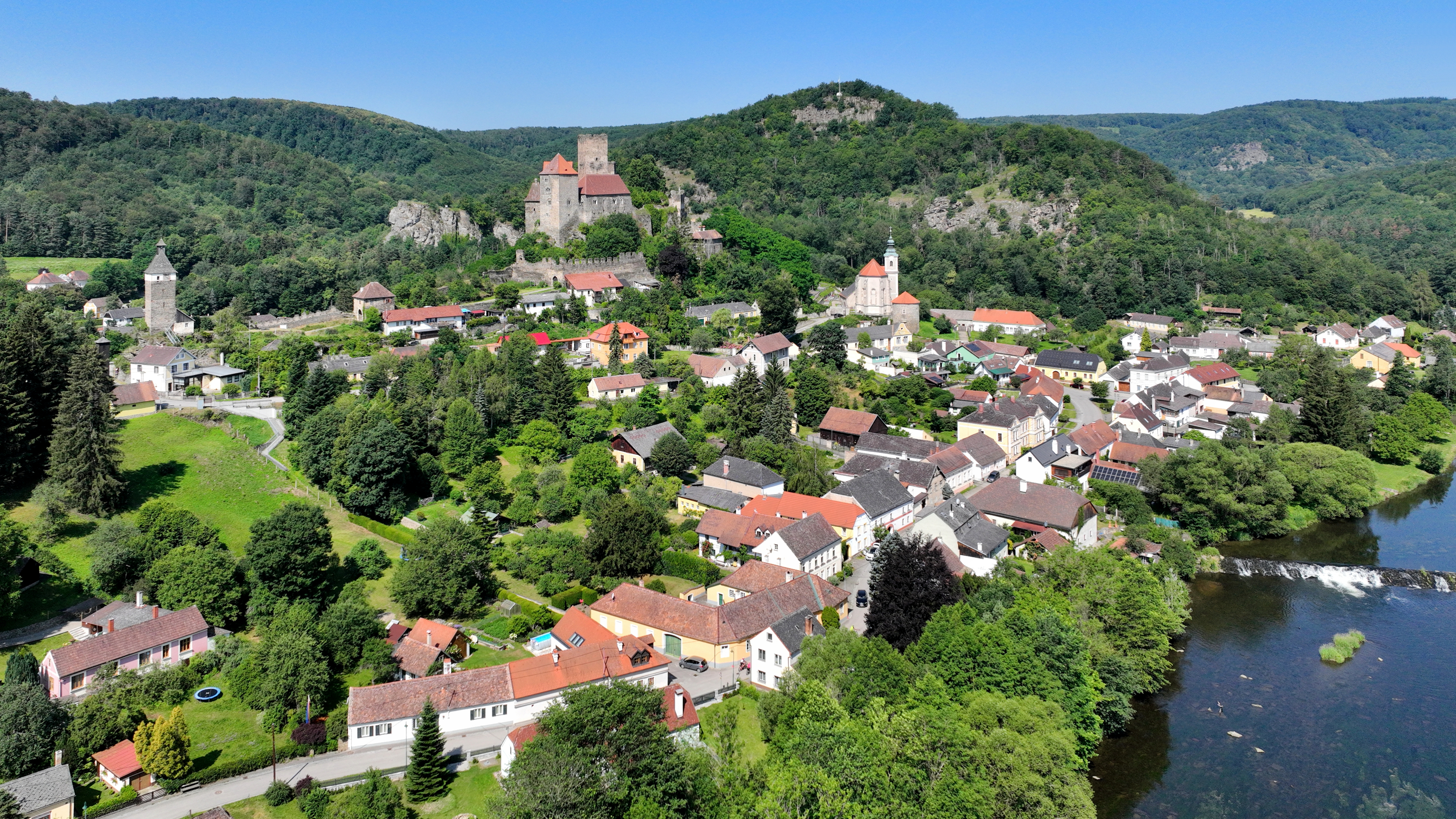
NÖ: Hardegg
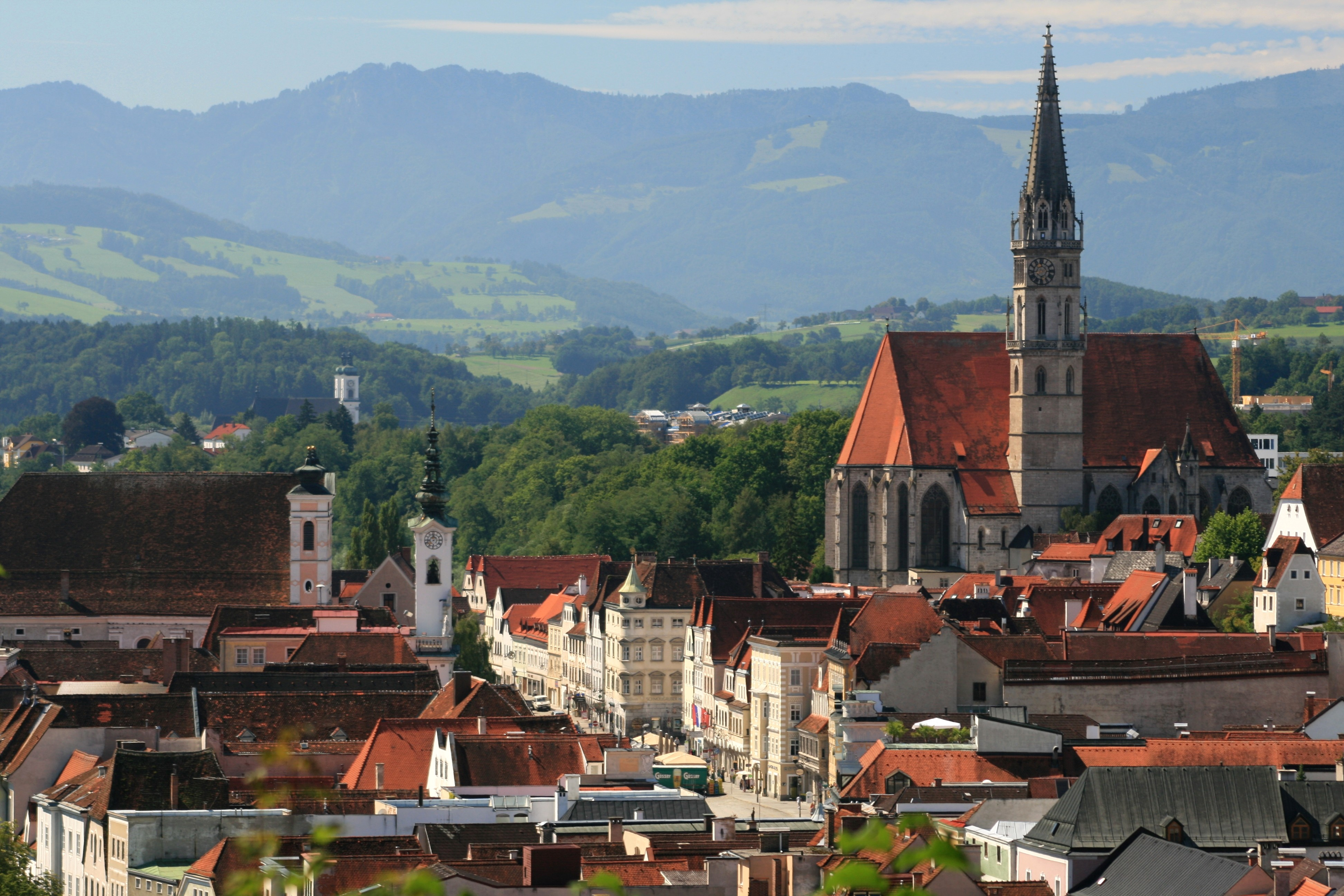
OÖ: Altstadt von Steyr
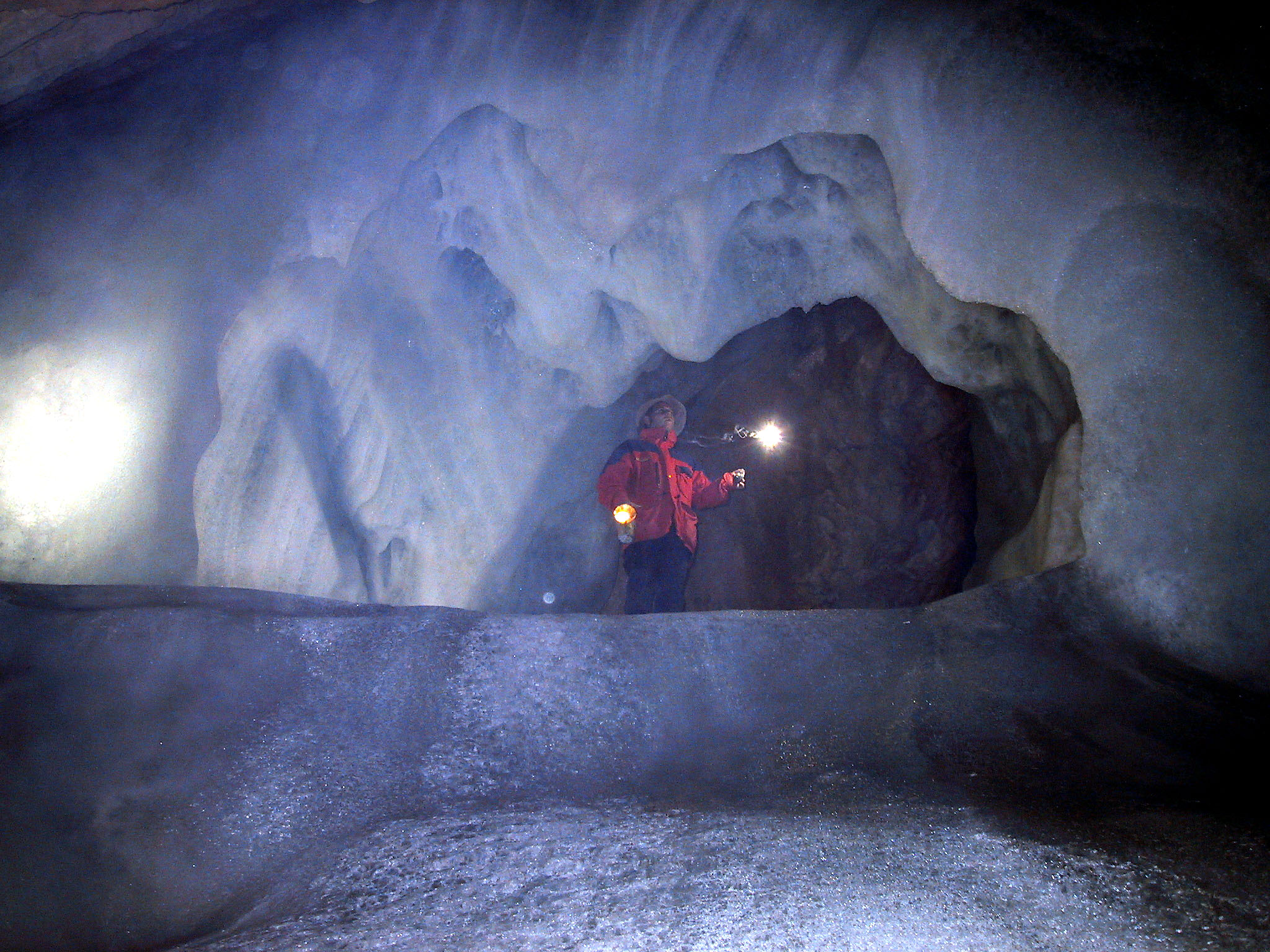
Sbg.: Eisriesenwelt
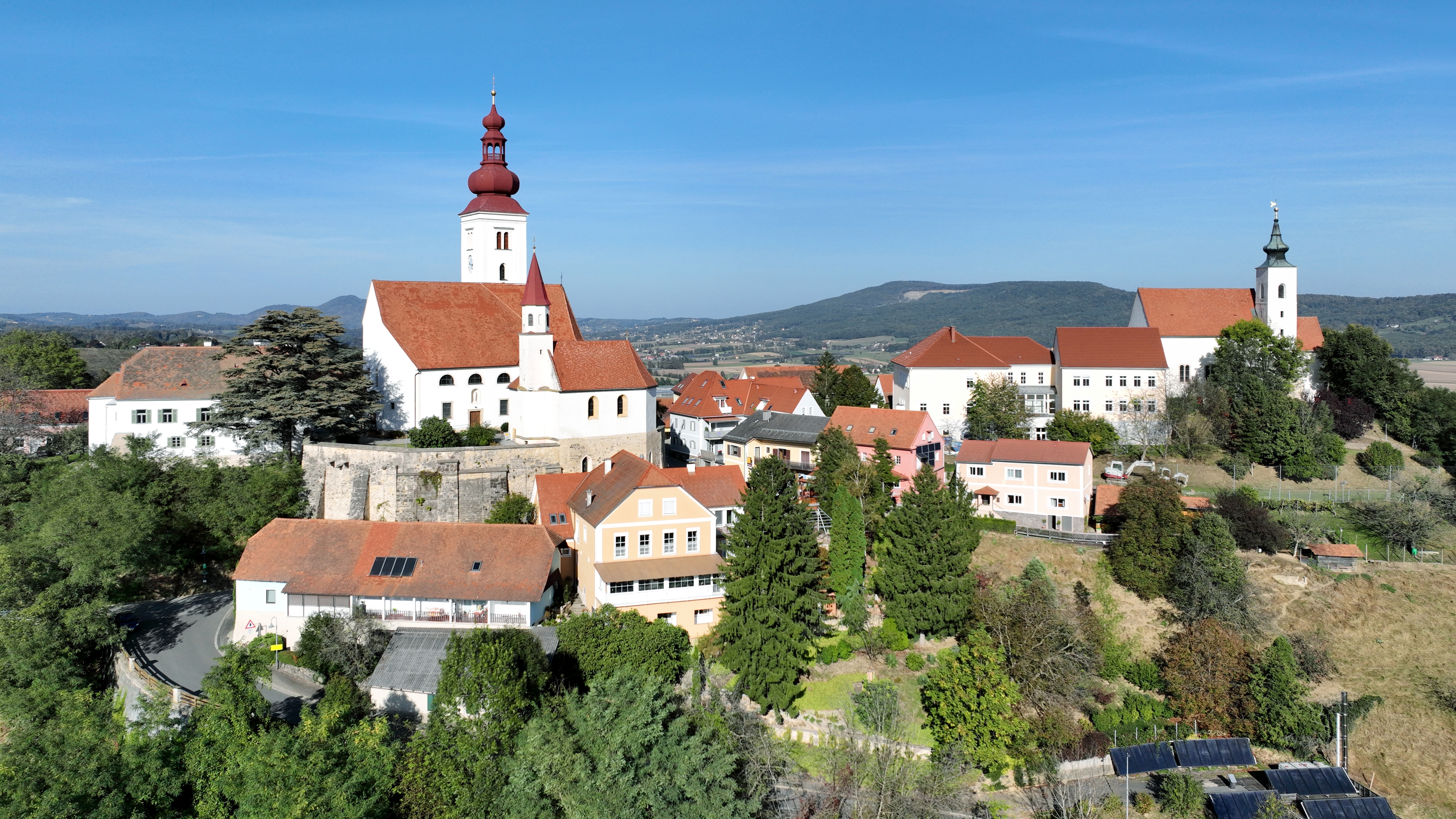
Stmk.: Himmelsberg
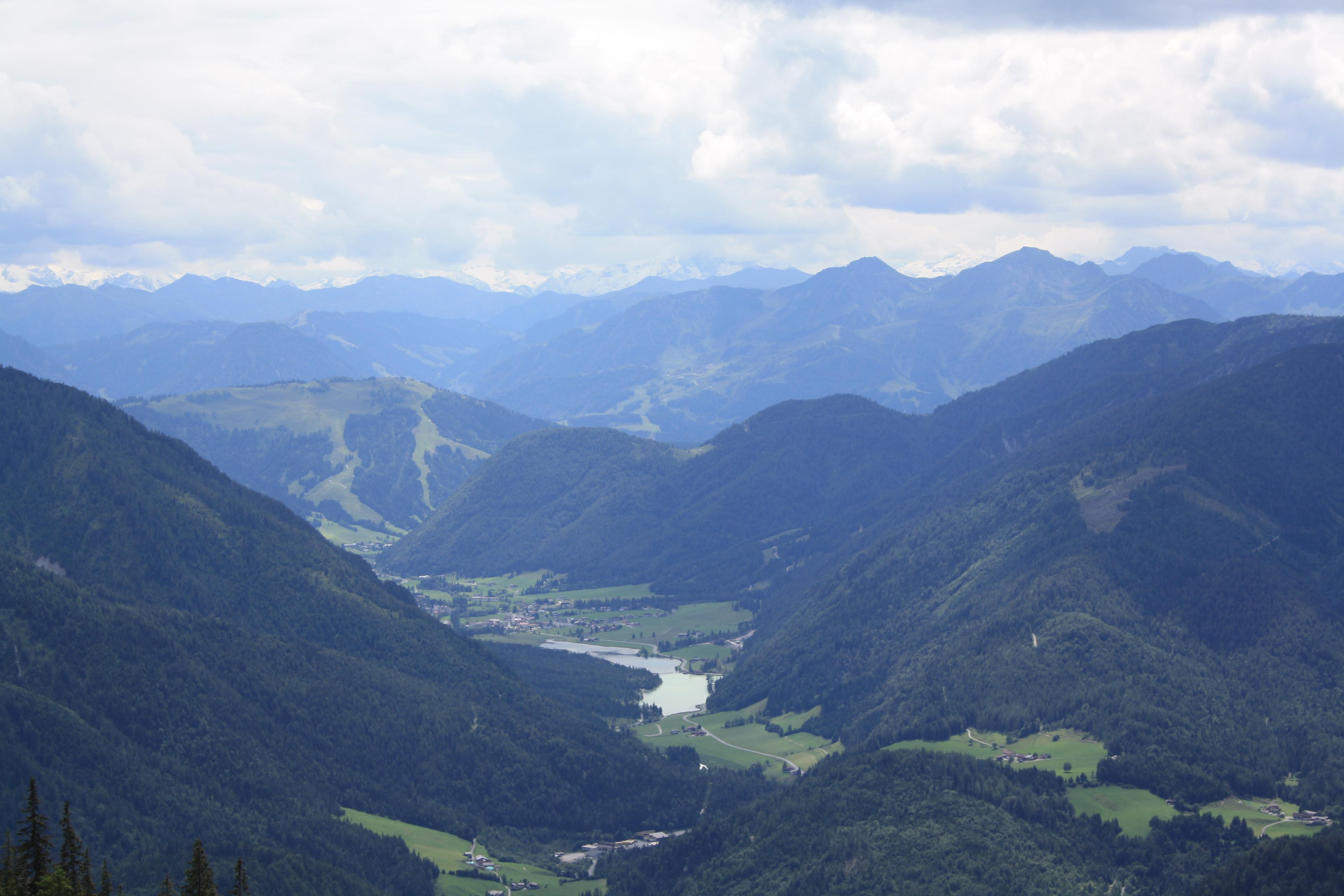
T: Pillerseetal
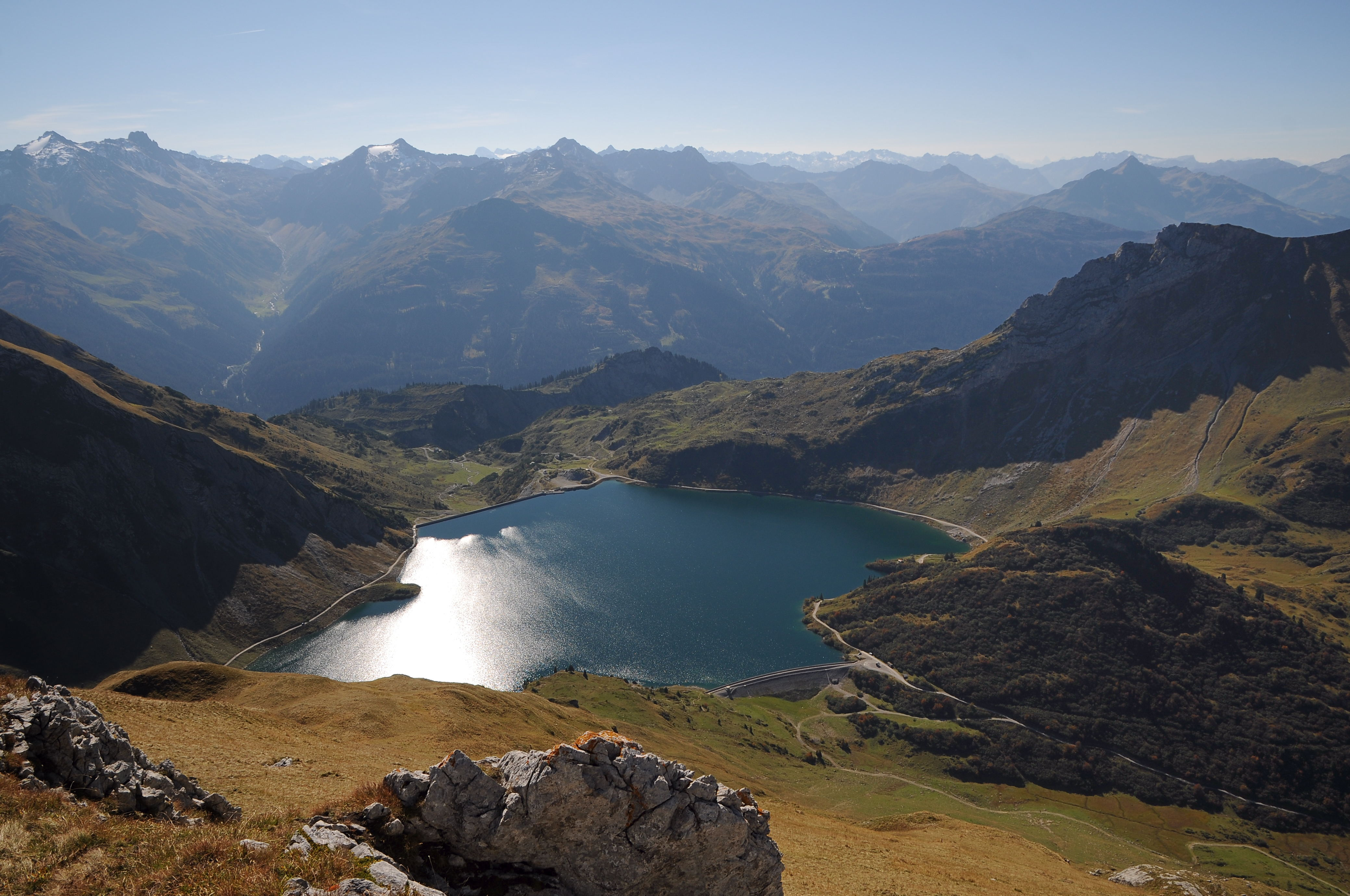
V: Spullersee
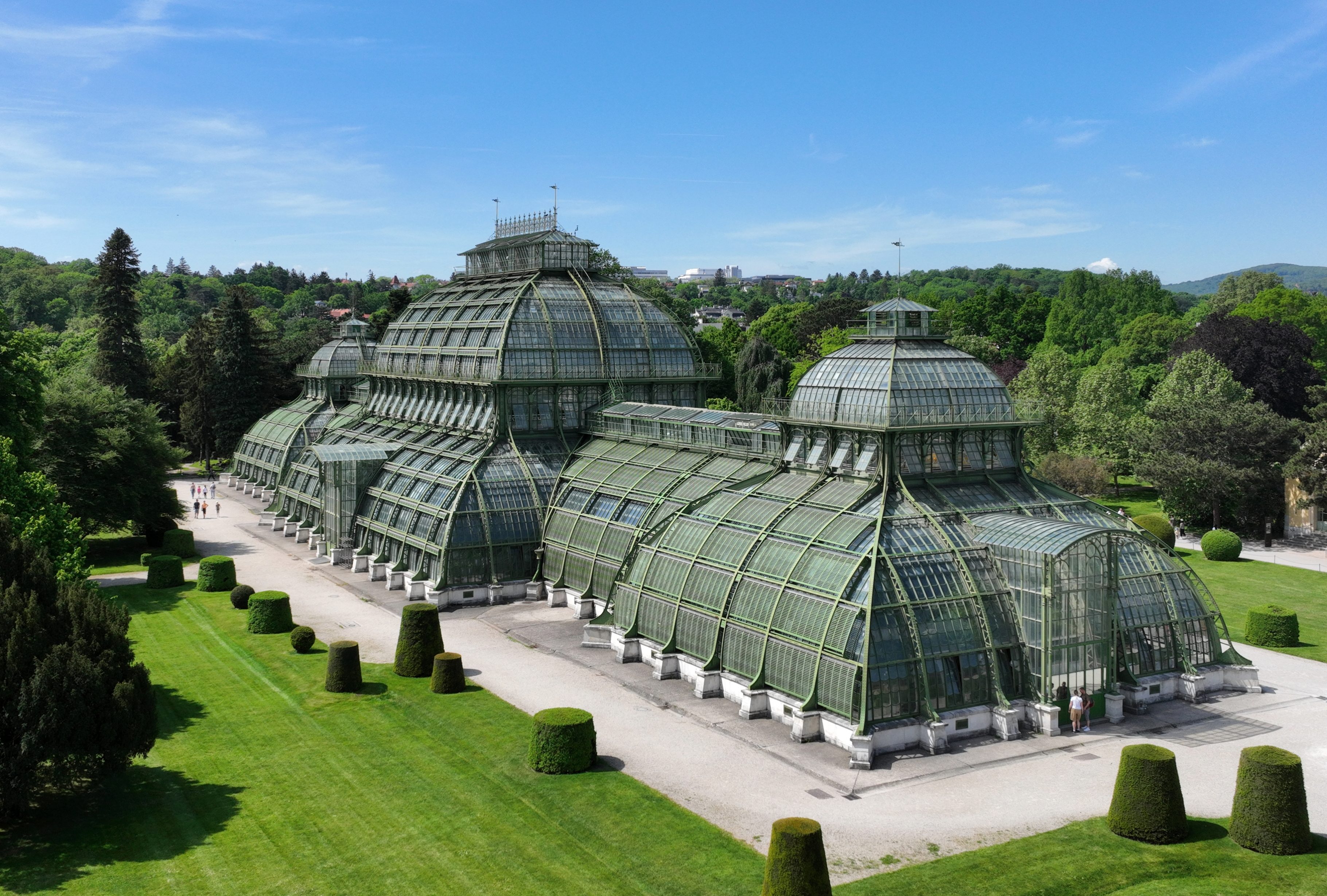
W: Palmenhaus Schönbrunn

### In der Vorauswahl ausgeschieden
- Burgenland: Hofgassen Mörbisch, Burg Forchtenstein[41]
- Kärnten: Sablatnigmoor, Kleinode am Wörthersee
- Niederösterreich: Lunzer See, Heidenreichsteiner Moor
- Oberösterreich: Offensee, Miesweg am Traunsee
- Salzburg: Käfertal, Blinklingmoos
- Steiermark: Lipizzanergestüt Piber, Mühlental-Rundweg
- Tirol: Zirbenweg, Wildpark Aurach
- Vorarlberg: Alter Rhein, Niedere
- Wien: Cobenzl, Donauinsel

### Moderatoren und Prominente
- Martin Ganster und Thomas Stipsits (B)
- Bernd Radler und Fritz Strobl (Ktn.)
- Thomas Birgfellner und Herbert Prohaska (NÖ)
- Jutta Mocuba und Lukas Perman (OÖ)
- Viola Wörter und Annemarie Moser-Pröll (Sbg.)
- Franz Neger und Susanne Höggerl (Stmk.)
- Katharina Kramer und Franz Posch (T)
- Kerstin Polzer und Laura Bilgeri (V)
- Elisabeth Vogel und Lilian Klebow (W)

## 2024
Im März 2024 wurde berichtet, dass Kneiding in der Gemeinde Schardenberg als Platz vorgeschlagen wurde. Schardenbergs Bürgermeister Stefan Krennbauer lehnte eine Teilnahme ab, weil Kneiding touristisch nicht erschlossen sei.
Ursprünglich war die Bärenschützklamm als steirischer Kandidat ausgewählt. Doch ein Angehöriger eines der Opfer vom Felssturz vom Juli 2020 bat in einem Brief, aus Respekt den Opfern gegenüber die Teilnahme zu überdenken. So zogen am 15. Oktober der Alpenverein, Betreiber der Klamm, und der ORF Steiermark die Kandidatur der Bärenschützklamm zurück; neuer Kandidat der Steiermark wurden die Giglachseen.

### Plätze
- Burgenland: Leuchtturm Podersdorf[45]
- Kärnten:  Burgenstadt Friesach
- Niederösterreich: Maria Taferl (2. Platz)
- Oberösterreich: Steyrtalbahn
- Salzburg: Gadaunerer Schlucht (Bad Hofgastein) (Gesamtsieger)
- Steiermark: Giglachseen (3. Platz)
- Tirol: Burg Ehrenberg
- Vorarlberg: Harder Seeufer
- Wien: Stammersdorfer Kellergasse

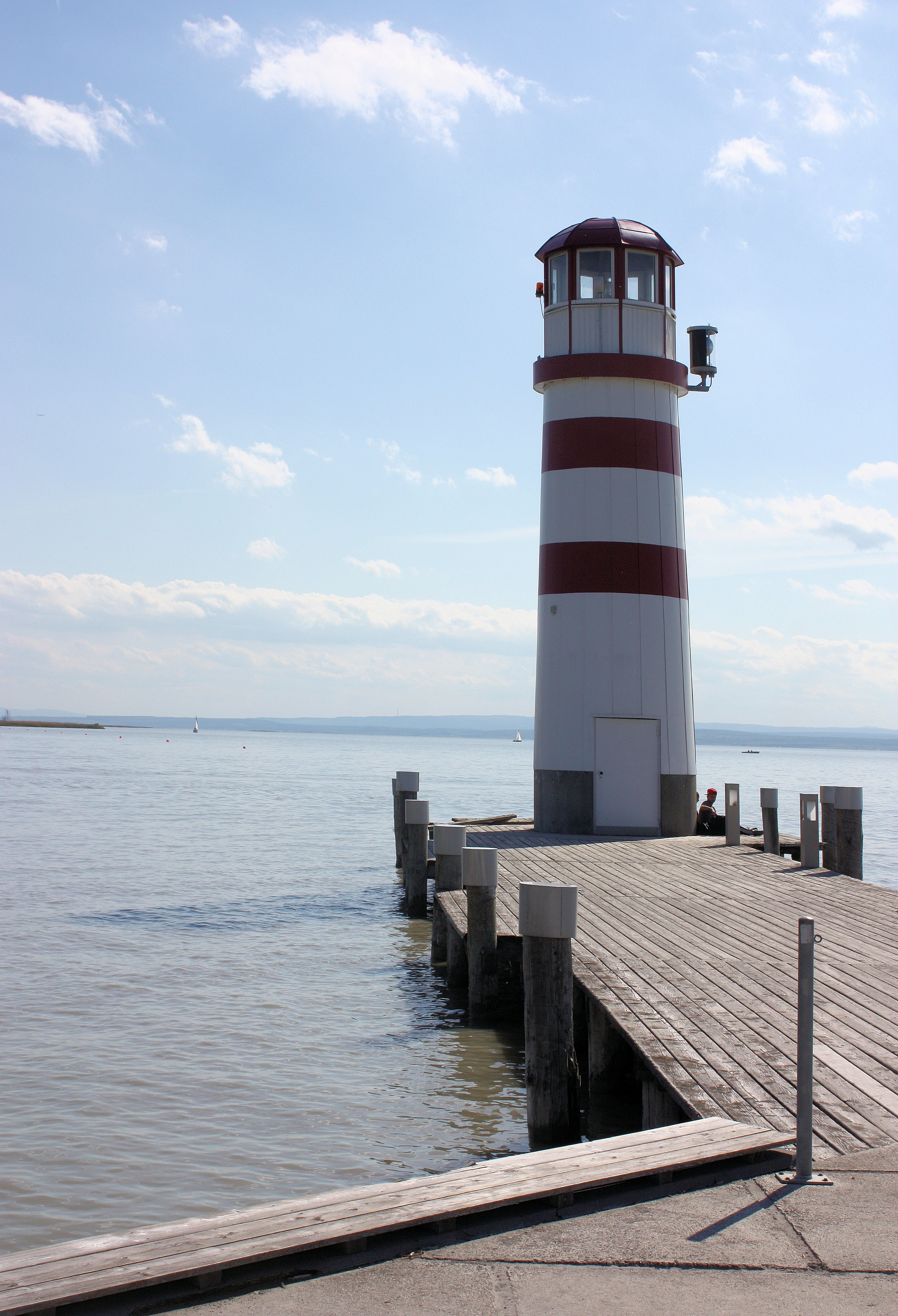
B: Leuchtturm Podersdorf
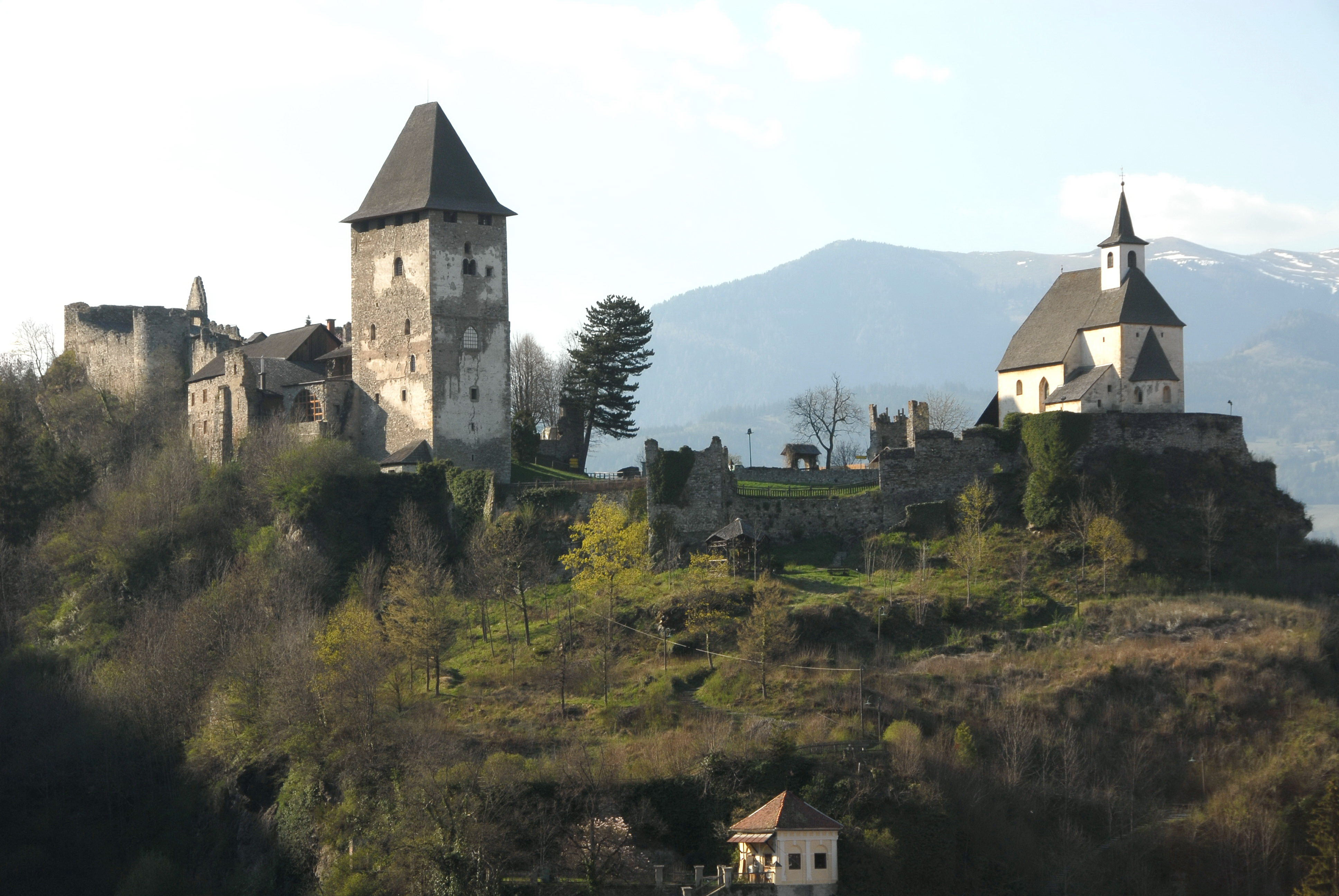
Ktn.: Burgenstadt Friesach
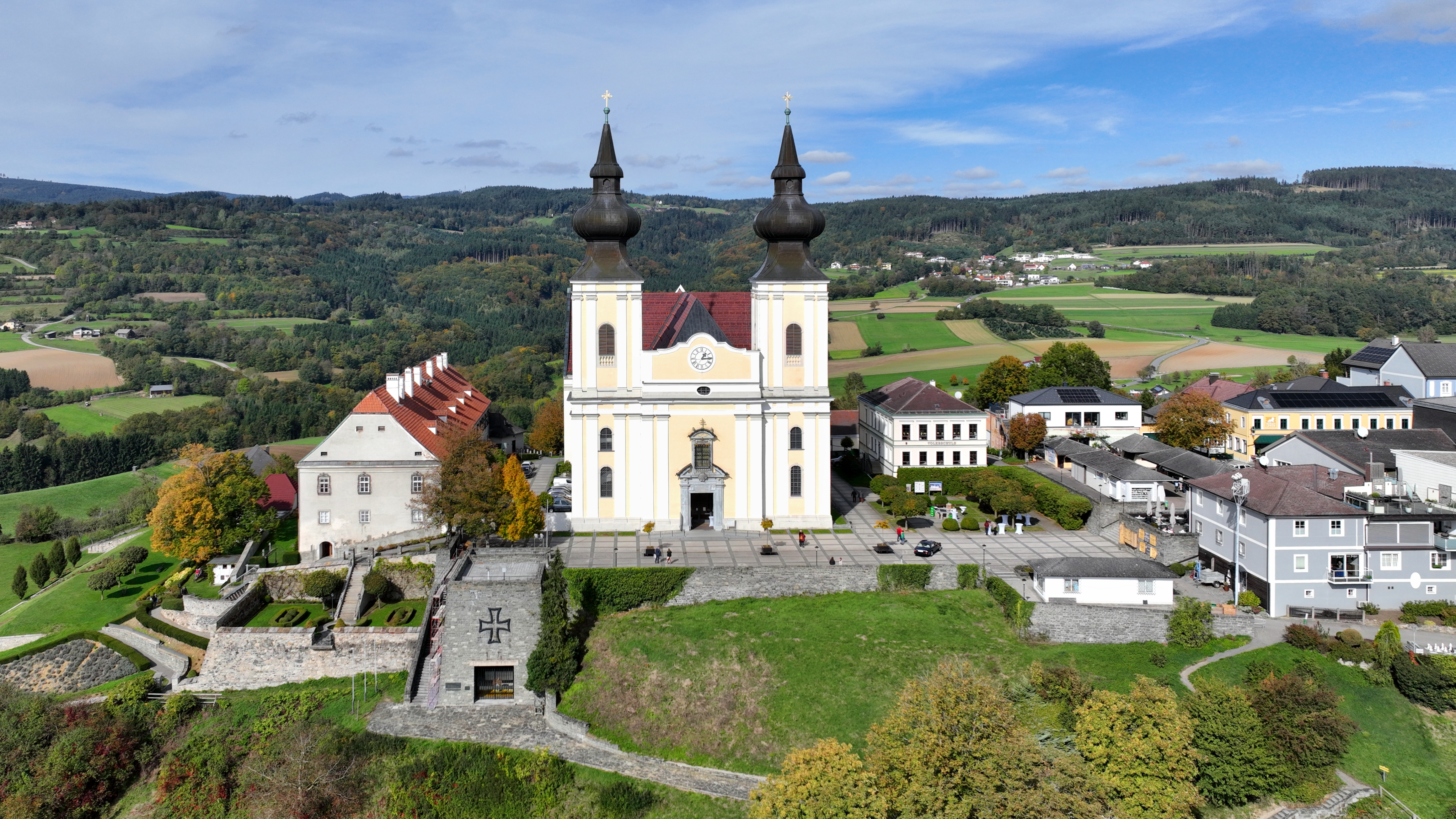
NÖ: Maria Taferl
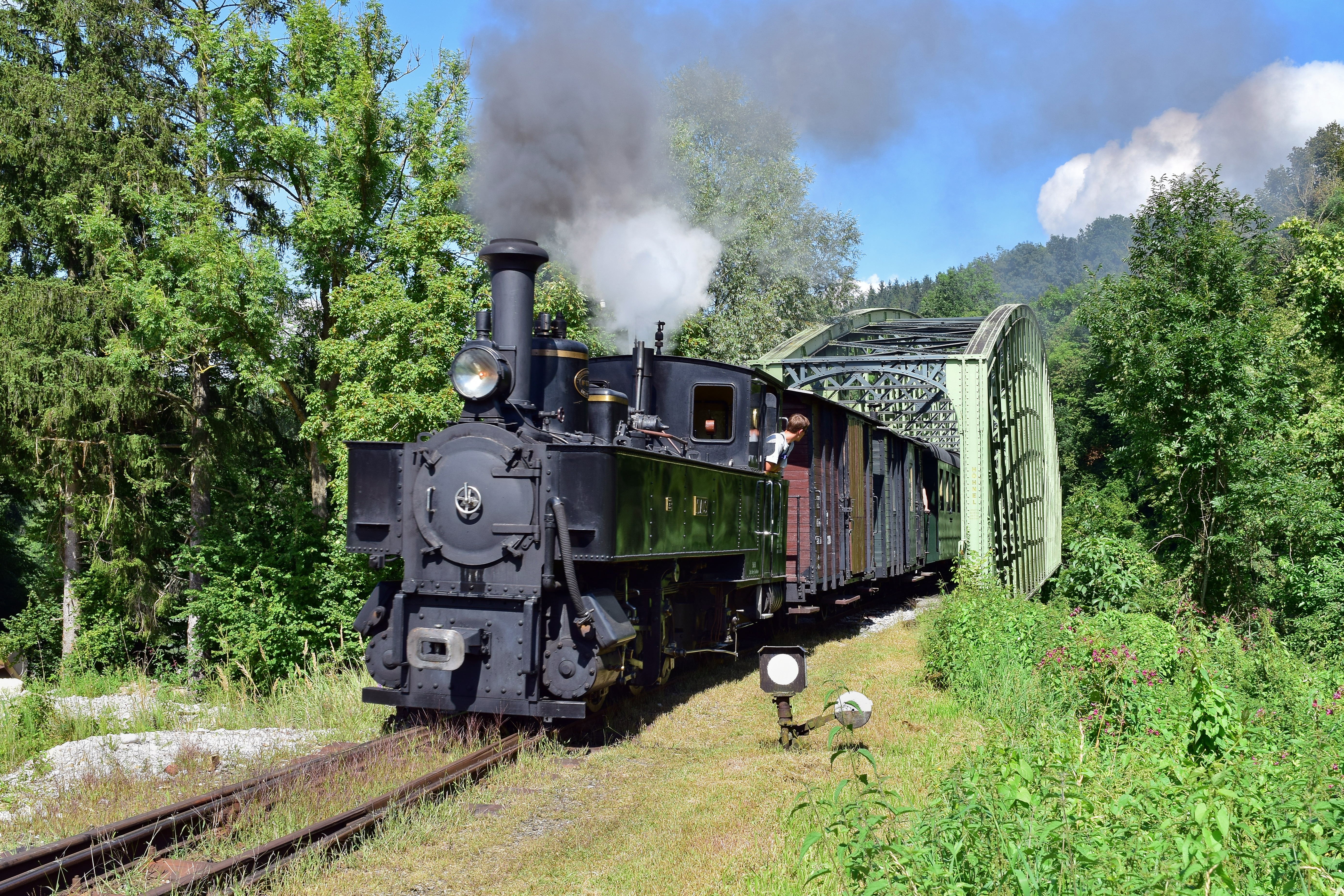
OÖ: Steyrtalbahn
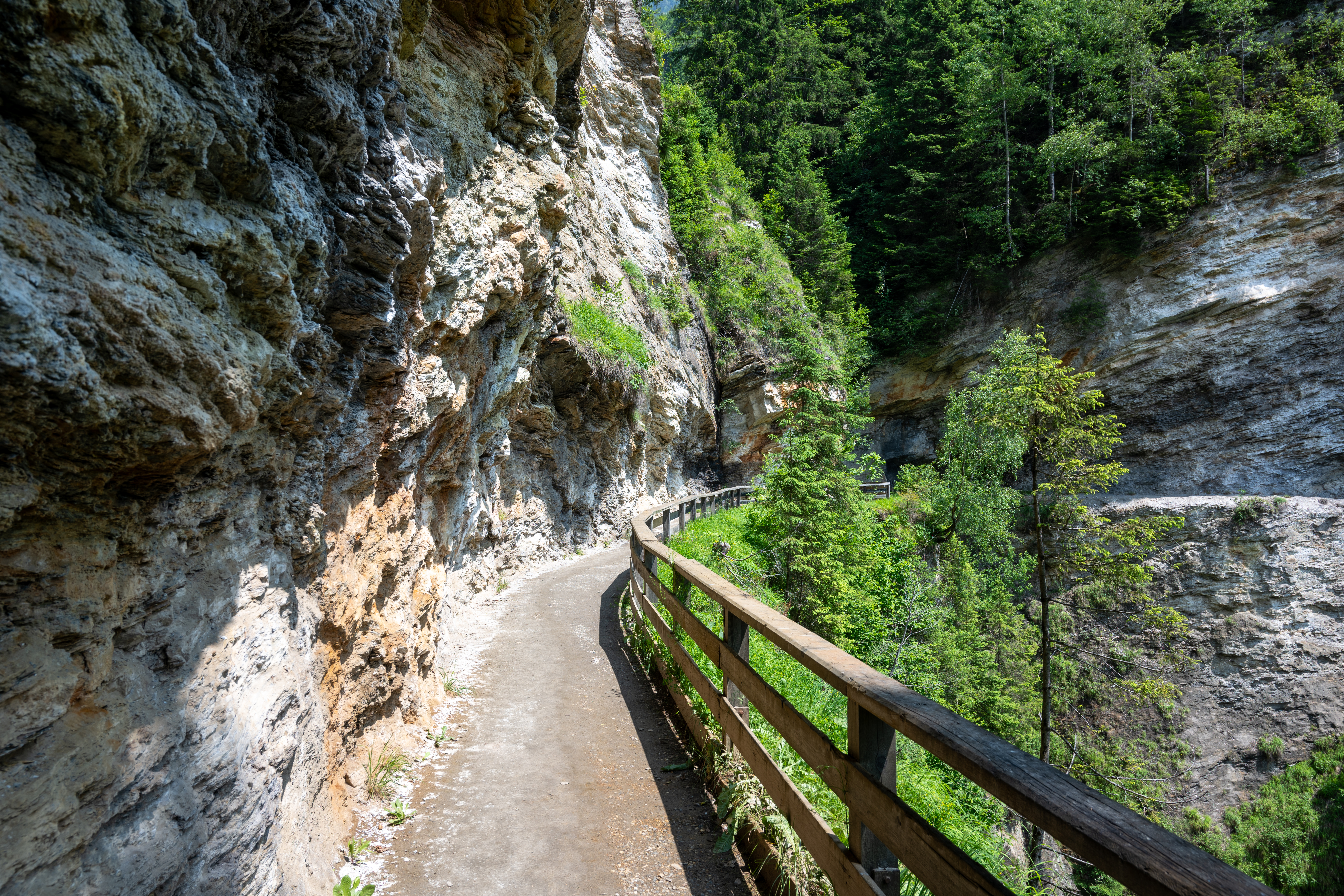
Sbg.: Gadaunerer Schlucht
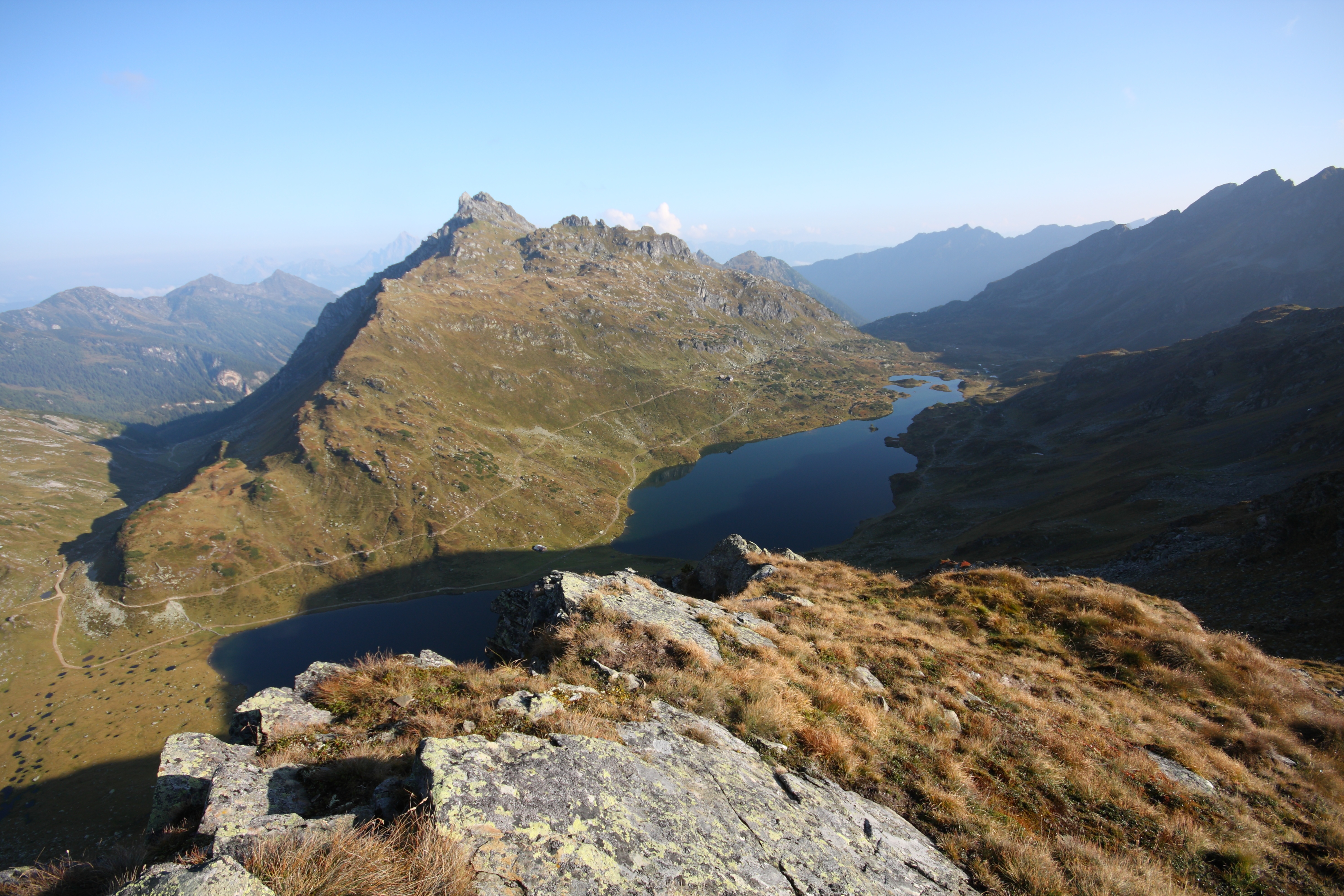
Stmk.: Giglachseen
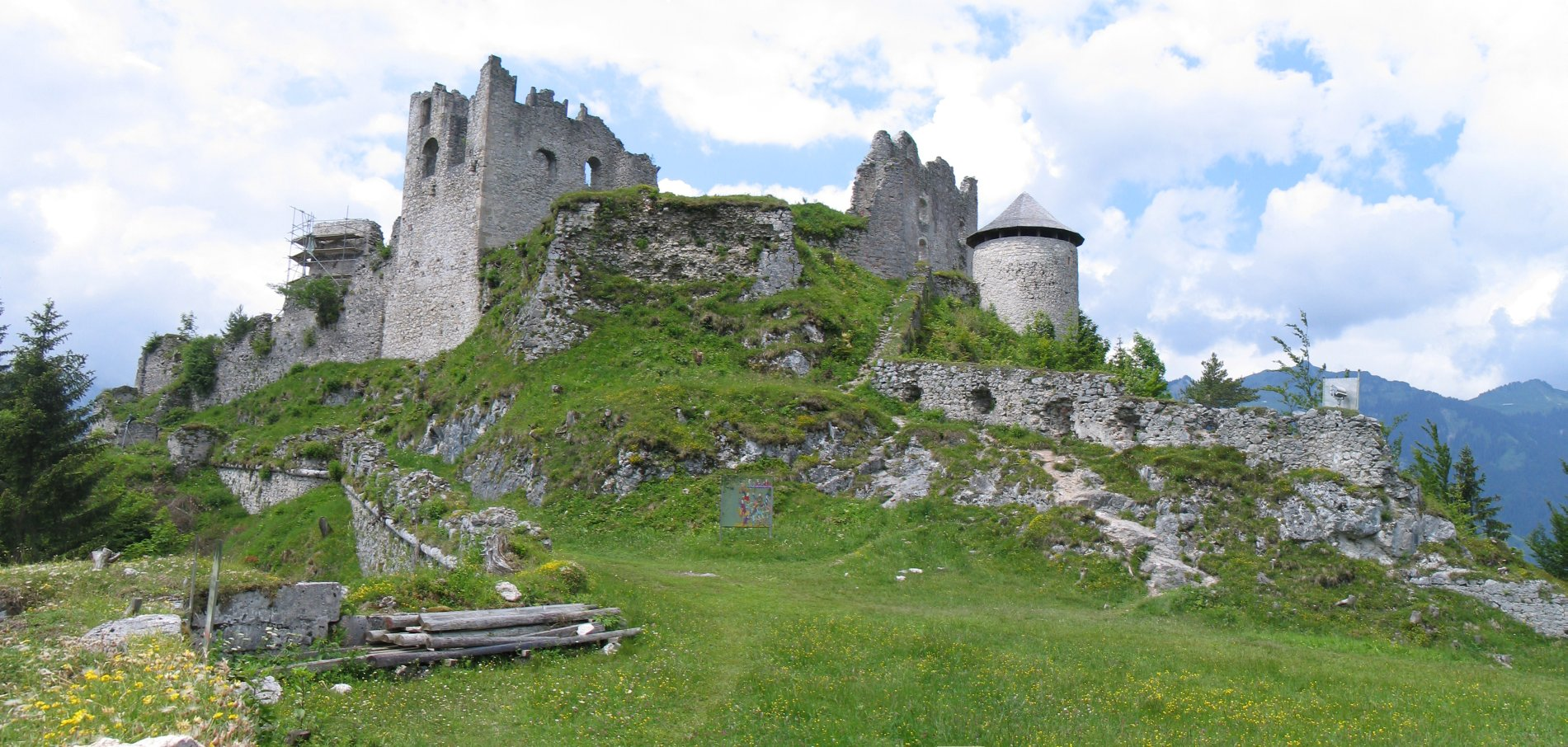
T: Burg Ehrenberg
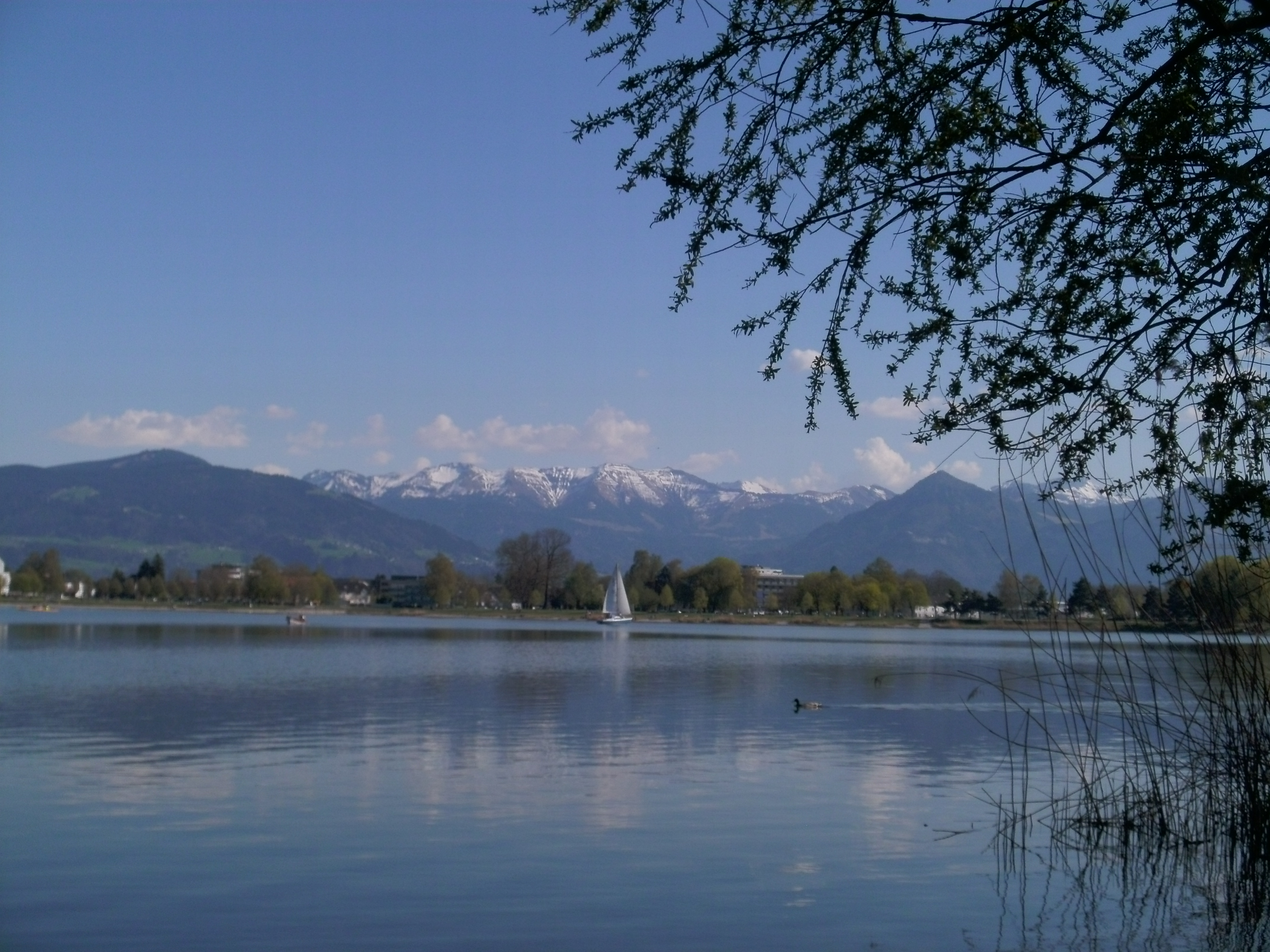
V: Teil des Harder Seeufers vom grünen Damm aus gesehen
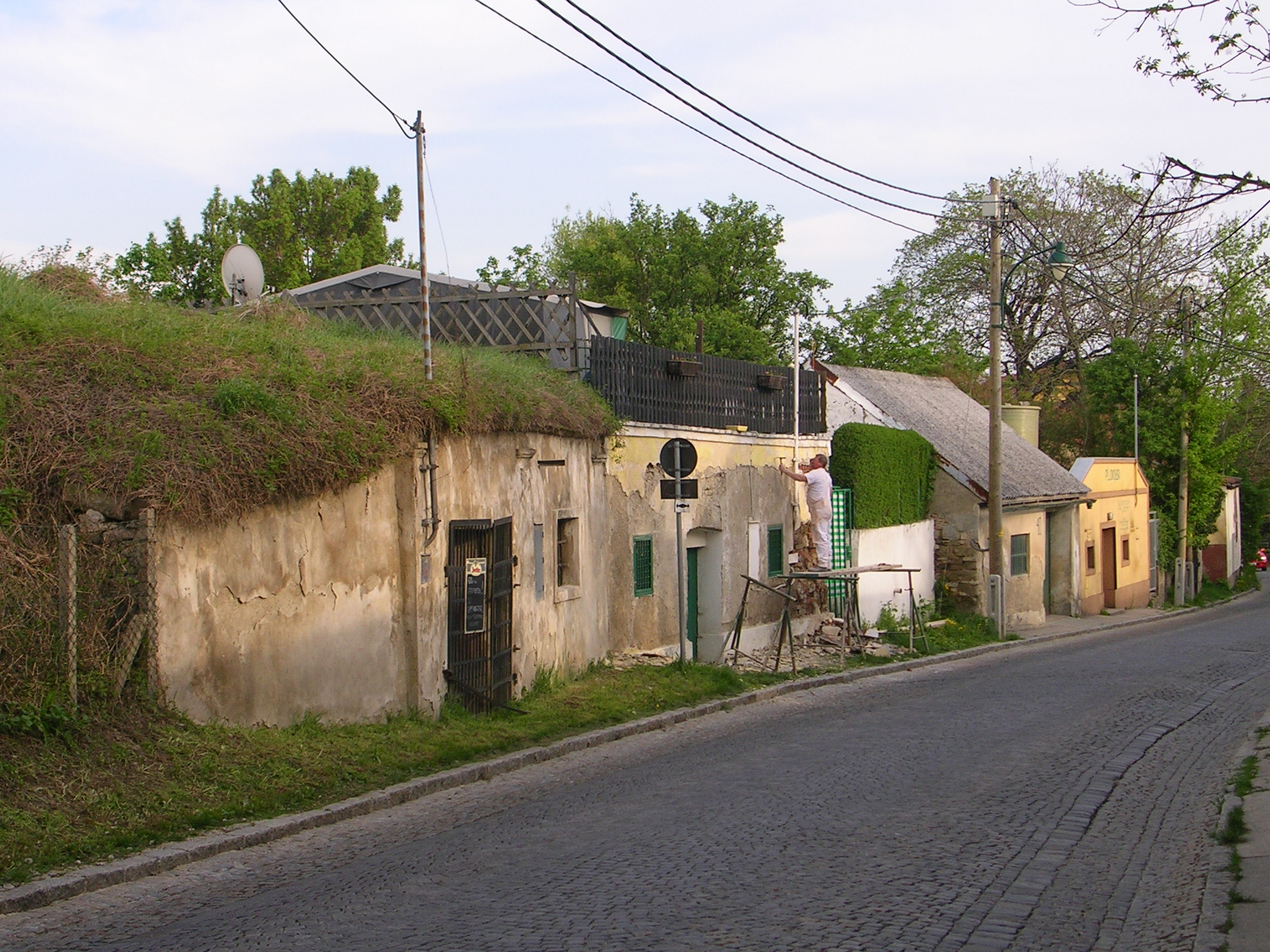
W: Stammersdorfer Kellergasse

### In der Vorauswahl ausgeschieden
- Burgenland: Burg Bernstein, Stoober Biri[46]
- Kärnten: Emberger Alm, Dösener See
- Niederösterreich: Anninger, Bergwerksee Langau
- Oberösterreich: Tanner Moor, Taferlklaussee
- Salzburg: Schrannenmarkt, Hacklberger Seen
- Steiermark:  Schloss Eggenberg Graz, Bärenschützklamm
- Tirol: Hall in Tirol, Granatkapelle (siehe Penken)
- Vorarlberg: Propstei St. Gerold, Wasserwanderweg Hittisau
- Wien: Friedhof der Namenlosen, Wiener Staatsoper

### Moderatoren und Prominente
- Martin Ganster und Martina Parker (B)[45]
- Bernd Radler und Oliver Baier (Ktn.)
- Werner Fetz und Lidia Baich (NÖ)
- Maria Theiner und Thorsteinn Einarsson (OÖ)
- Viola Wörter und Bartl Gensbichler (Sbg.)
- Renate Rosbaud und Viktoria Schnaderbeck (Stmk.)
- Katharina Kramer und Kristina Sprenger (T)
- Kerstin Polzer und Alessandro Hämmerle (V)
- Elisabeth Vogel und Hans Krankl (W)

## Sonderedition(en)

### 2019
Nach dem großen Erfolg von 9 Plätze – 9 Schätze wurde im April/Mai 2019 unter dem Titel 9 Plätze – 9 Schätze: So gut isst Österreich Österreichs Lieblingsgericht gesucht. Moderatorinnen und Moderatoren der neun ORF-Landesstudios und Prominente bewarben kulinarische Spezialitäten aus den Bundesländern, das Publikum wählte per Telefon den Favoriten. Die Finalsendung am 25. Mai 2019 wurde von Barbara Karlich moderiert, im Greenroom unterstützt von Norbert Oberhauser.
Sieger wurde das Mostviertler Mostbratl (Niederösterreich), auf dem zweiten Platz landete die Kaspressknödelsuppe (Tirol) und auf dem dritten Platz das Bodenseefelchen (Vorarlberg).
Die Finalsendung wurde von durchschnittlich 647.000 Sehern verfolgt, bei einem Marktanteil von 24 Prozent.

#### Finalisten
- Burgenland: Burgenländische Grammelpogatscherl[50]
- Kärnten: Kärntner Kasnudeln
- Niederösterreich: Mostviertler Mostbratl (auch Gesamtsieger)
- Oberösterreich: Innviertler Kübelspeck-Knöderln
- Salzburg: Bosna
- Steiermark: Ausseer Ursalzfisch
- Tirol: Kaspressknödelsuppe (2. Platz)
- Vorarlberg: Bodenseefelchen (3. Platz)
- Wien: Wiener Schnitzel

#### In der Vorauswahl ausgeschieden
- Burgenland: Pannonische Fischsuppe, Haustaube aus dem Schmalztopf
- Kärnten: Gailtaler Frigga, Hadnsterz
- Niederösterreich: Waldviertler Karpfen, Wachauer Marillenknödel
- Oberösterreich: Mühlviertler Leberschedl, Umdrahde Specksuppn
- Salzburg: Salzburger Nockerl, Salzburger Bierfleisch
- Steiermark: Aufg’setzte Henn, Saures Rindfleisch mit Kernöl
- Tirol: Moosbeernocken, Tiroler Gröstl
- Vorarlberg: Käsknöpfle, Rehschnitzel und Polmanudeln
- Wien: Tafelspitz, Wiener Apfelstrudel

#### Moderatoren und Prominente
- Nicole Aigner und Konstanze Breitebner (B)
- Bernd Radler und Friedl Würcher (Ktn.)
- Thomas Birgfellner und Simone (NÖ)
- Bettina Graf und Günther Lainer (OÖ)
- Iris Köck und Laura Feiersinger (Sbg.)
- Reinhart Grundner und Nicole Schmidhofer (Stmk.)
- Daniela Schmiderer und Martin Leutgeb (T)
- Karin Stecher und Michael Schönborn (V)
- Alex Jokel und Heinz Marecek (W)

### 2020
Die für Mai geplante Ausgabe 9 Plätze – 9 Schätze: So gut isst Österreich sollte unter dem Motto „Österreichs beste Grillmeister“ stehen, wurde aber aufgrund der Maßnahmen zur Bekämpfung der Coronapandemie abgesagt.

## Publikationen
- 9 Plätze – 9 Schätze: Auf den Spuren von Österreichs verborgenen Schätzen. Kral-Verlag, Berndorf 2015, ISBN 978-3-99024-400-5
- 9 Plätze – 9 Schätze (Ausgabe 2016): So vielfältig ist Österreich. Kral-Verlag, Berndorf 2016, ISBN 978-3-99024-513-2
- 9 Plätze – 9 Schätze (Ausgabe 2017): Band III: Eine Entdeckungsreise durch Österreich. Kral-Verlag, Berndorf 2017, ISBN 978-3-99024-729-7
- 9 Plätze – 9 Schätze (Ausgabe 2018): Österreichs Kostbarkeiten und landschaftliche Leckerbissen. Kral-Verlag, Berndorf 2018, ISBN 978-3-99024-807-2
- 9 Plätze – 9 Schätze: So gut isst Österreich, Kral-Verlag, Berndorf 2019, ISBN 978-3-99024-853-9
- 9 Plätze – 9 Schätze (Ausgabe 2019): Band V: Österreichs versteckte Sehnsuchtsorte, Kral-Verlag, Berndorf 2019, ISBN 978-3-99024-865-2
- 9 Plätze – 9 Schätze (Ausgabe 2020): Band VI: Wo Österreich am schönsten ist, Kral-Verlag, Berndorf 2020, ISBN 978-3-99024-927-7
- 9 Plätze – 9 Schätze (Ausgabe 2021): Lust auf Österreichs Besonderheiten, Kral-Verlag, Berndorf 2021, ISBN 978-3-99103-007-2
- 9 Plätze – 9 Schätze VIII (Ausgabe 2022): Entdecken wir Österreichs unendliche Vielfalt, Kral-Verlag, Berndorf 2022, ISBN 978-3-99103-083-6
- 9 Plätze 9 Schätze (Ausgabe 2023): Österreichs verborgene Naturjuwele, Kral-Verlag, Berndorf 2022, ISBN 978-3-99103-164-2

Im Oktober 2022 wurde das Goldene Buch an den ORF und den Kral Verlag für den ersten Band der Buchreihe verliehen. Bis zu diesem Zeitpunkt hatten sich alle Bücher der Reihe über 65.000 Mal verkauft.